# San Francisco
San Francisco (/ˌsæn frənˈsɪskoʊ/; theo tiếng Tây Ban Nha là "Thánh Phanxicô"), tên chính thức là Thành phố và Quận San Francisco (tiếng Anh: City and County of San Francisco), là một trung tâm văn hóa, thương mại và tài chính ở tiểu bang California của Hoa Kỳ. Tọa lạc tại miền Bắc California, San Francisco là thành phố đông dân thứ 17 ở Hoa Kỳ và là thành phố đông dân thứ tư ở California, với 873.965 cư dân tính đến năm 2020. Nó có diện tích khoảng 46,9 dặm vuông Anh (121 kilômét vuông), chủ yếu nằm ở cực bắc của Bán đảo San Francisco thuộc Khu vực vịnh San Francisco, nó trở thành thành phố lớn có mật độ dân số cao thứ hai của Hoa Kỳ và là quận có mật độ dân số cao thứ năm của Hoa Kỳ, chỉ sau bốn trong số năm quận của Thành phố New York. San Francisco là vùng đô thị lớn thứ 12 ở Hoa Kỳ với 4,7 triệu cư dân và là lớn thứ tư theo sản lượng kinh tế, với GDP là 592 tỷ đô la vào năm 2019. Cùng với San Jose, California, nó tạo thành khu vực thống kê kết hợp San Jose–San Francisco–Oakland đông dân thứ năm ở Hoa Kỳ, với 9,6 triệu cư dân tính đến  năm 2019. Các biệt danh thông tục dành cho San Francisco bao gồm SF, San Fran, The City ("Thành phố") và Frisco.
Năm 2019, San Francisco là quận có thu nhập cao thứ bảy ở Hoa Kỳ, với thu nhập bình quân đầu người là 139.405 đô la. Trong cùng năm, San Francisco có GDP là 203,5 tỷ đô la và GDP bình quân đầu người là 230.829 đô la. Khu vực thống kê kết hợp San Jose–San Francisco–Oakland có GDP là 1,09 nghìn tỷ đô la vào năm 2019, là vùng kinh tế lớn thứ ba của quốc gia này. Trong số 105 khu vực thống kê chính tại Hoa Kỳ với hơn 500.000 cư dân, CSA này có GDP bình quân đầu người cao nhất vào năm 2019, ở mức 112.348 đô la. San Francisco được xếp thứ 12 trên thế giới và thứ hai ở Hoa Kỳ về Chỉ số Tài chính Toàn cầu tính đến tháng 3 năm 2021.
San Francisco được thành lập vào ngày 29 tháng 6 năm 1776, khi những người thực dân Tây Ban Nha thành lập Pháo đài San Francisco tại eo biển Golden Gate và cách đó vài dặm là trụ sở hội truyền giáo San Francisco de Asís, cả hai đều được đặt theo tên của Phanxicô thành Assisi. Cơn sốt vàng California năm 1849 đã mang lại tốc độ phát triển nhanh chóng, khiến nó trở thành thành phố lớn nhất ở Bờ Tây vào thời điểm đó; từ năm 1870 đến năm 1900, khoảng một phần tư dân số tiểu bang California cư trú tại thành phố. Năm 1856, San Francisco trở thành một quận-thành phố thống nhất. Sau khi ba phần tư thành phố bị phá hủy do trận động đất và hỏa hoạn năm 1906, nó nhanh chóng được xây dựng lại, đây là nơi đăng cai Triển lãm Quốc tế Panama–Thái Bình Dương 9 năm sau đó. Trong Chiến tranh thế giới thứ hai, nó là một bến cảng chính cho các hoạt động vận chuyển binh sĩ đến Mặt trận Thái Bình Dương. Sau đó, nó cũng trở thành nơi ra đời của Liên Hợp Quốc vào năm 1945. Sau chiến tranh, sự trở về của các quân nhân, lượng người nhập cư đáng kể, quan điểm tự do hóa, sự trỗi dậy của những nền văn hóa phản kháng như "beatnik" và "hippie", cách mạng tình dục, phong trào hòa bình phát triển từ việc phản đối sự can thiệp của Hoa Kỳ vào Chiến tranh Việt Nam, và các yếu tố dẫn đến Mùa hè Tình yêu và phong trào đòi quyền lợi cho người đồng tính, củng cố San Francisco như một trung tâm hoạt động tự do ở Hoa Kỳ. Về mặt chính trị, thành phố chủ trương theo đường lối của Đảng Dân chủ.
Là một địa điểm du lịch nổi tiếng, San Francisco được biết đến với mùa hè mát mẻ, sương mù, những ngọn đồi dốc, sự kết hợp đa dạng của nhiều nền kiến trúc khác nhau, và các địa danh bao gồm Cầu Cổng Vàng, tàu điện cáp treo, Nhà tù Alcatraz, Bến Ngư Phủ và Khu phố Tàu. San Francisco còn là nơi đặt trụ sở chính của các công ty như Wells Fargo, Twitter, Square, Airbnb, Levi Strauss & Co., Gap Inc., Salesforce, Dropbox, Pacific Gas and Electric Company, Uber và Lyft. Thành phố này cùng với Vùng Vịnh xung quanh là trung tâm toàn cầu của khoa học và nghệ thuật đồng thời là nơi đặt trụ sở của một số tổ chức giáo dục và văn hóa, chẳng hạn như Đại học California, San Francisco (UCSF), Đại học San Francisco (USF), Đại học Liên bang San Francisco (SFSU), Bảo tàng de Young, Bảo tàng Nghệ thuật Hiện đại San Francisco, Trung tâm SFJAZZ, Nhà hát Giao hưởng San Francisco và Học viện Khoa học California. Gần đây, hạn hán trên toàn tiểu bang California đã gây ảnh hưởng xấu đến an ninh nguồn nước của thành phố.

## Lịch sử

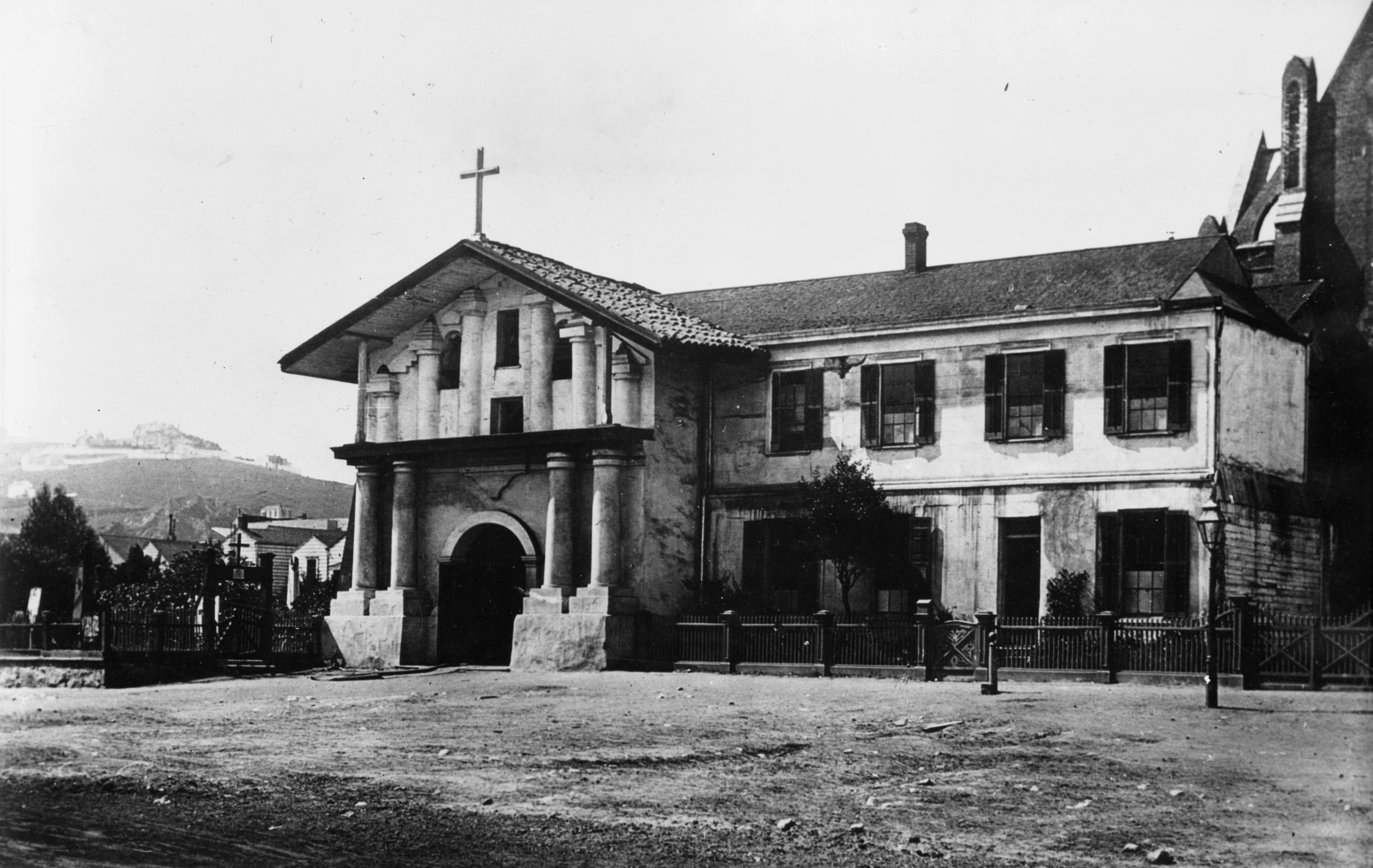
Tòa nhà hội truyền giáo San Francisco de Asís (Hội truyền giáo Dolores)

Bằng chứng khảo cổ xưa nhất về sự sinh sống của con người trong khu vực thành phố San Francisco là vào năm 3000 TCN. Nhóm Yelamu thuộc tộc người Ohlone đã sống trong vài ngôi làng nhỏ khi một đoàn thám hiểm Tây Ban Nha của Don Gaspar de Portolà đến nơi vào ngày 2 tháng 11 năm 1769, đây là chuyến viếng thăm khu vực vịnh San Francisco đầu tiên của người Hoa được ghi chép. Bảy năm sau đó, vào ngày 28 tháng 3 năm 1776, Tây Ban Nha thiết lập một trại binh và sau đó là một tòa nhà truyền giáo có tên là "Missión de San Francisco de Asís" (hay "Missión Dolores").
Ngay sau khi độc lập khỏi Tây Ban Nha năm 1821, khu vực này trở thành một phần đất của México. Dưới quyền của chính phủ Mexico, hội truyền giáo dần dần kết thúc và phần đất của hội được tư nhân hóa. Năm 1835, một người Anh có tên William Richardson lập ra khu đất nông trại độc lập đầu tiên, gần một bến tàu quanh khu vực ngày nay là Quảng trường Portsmouth. Cùng với Francisco de Haro, ông lập ra bản thiết kế đường phố để mở rộng khu định cư. Một thị trấn được đặt tên là Yerba Buena bắt đầu hấp dẫn người định cư Mỹ tìm đến đây. Chuẩn tướng John D. Sloat tuyên bố chủ quyền California nhân danh Hoa Kỳ vào ngày 7 tháng 7 năm 1846 trong cuộc Chiến tranh Mexico-Mỹ. Hai ngày sau đó, Đại tá John B. Montgomery đến và tuyên bố chủ quyền đối với Yerba Buena. Yerba Buena được đổi tên thành San Francisco ngày 30 tháng 1 vào năm sau đó, và Mexico chính thức nhượng lãnh thổ cho Hoa Kỳ vào cuối chiến tranh. Mặc dù vị trí hấp dẫn của nó trong vai trò của một hải cảng và căn cứ hải quân, San Francisco vẫn là một khu định cư nhỏ với địa hình khó có thể sinh sống được.

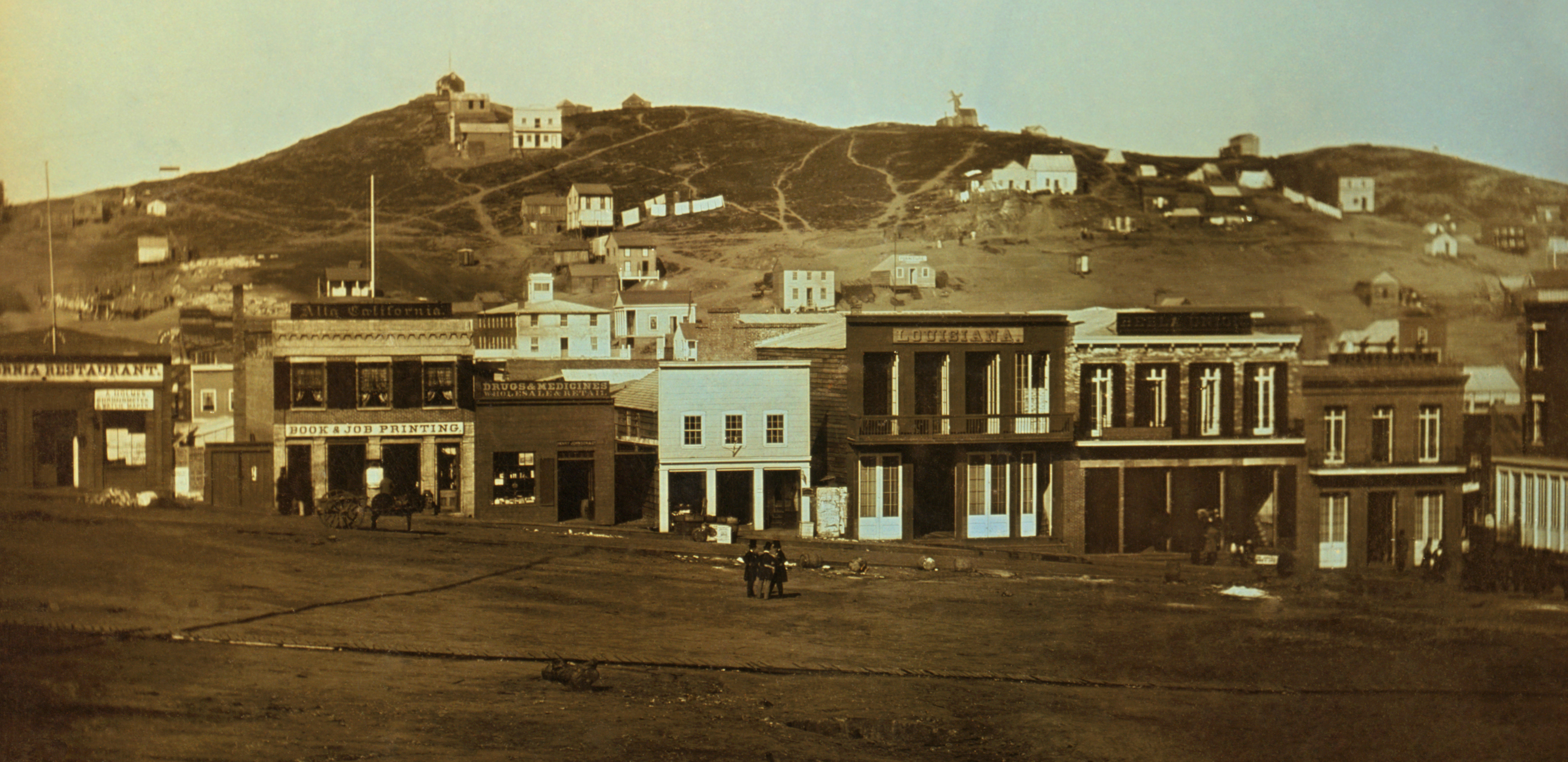
Quảng trường Portsmouth năm 1851

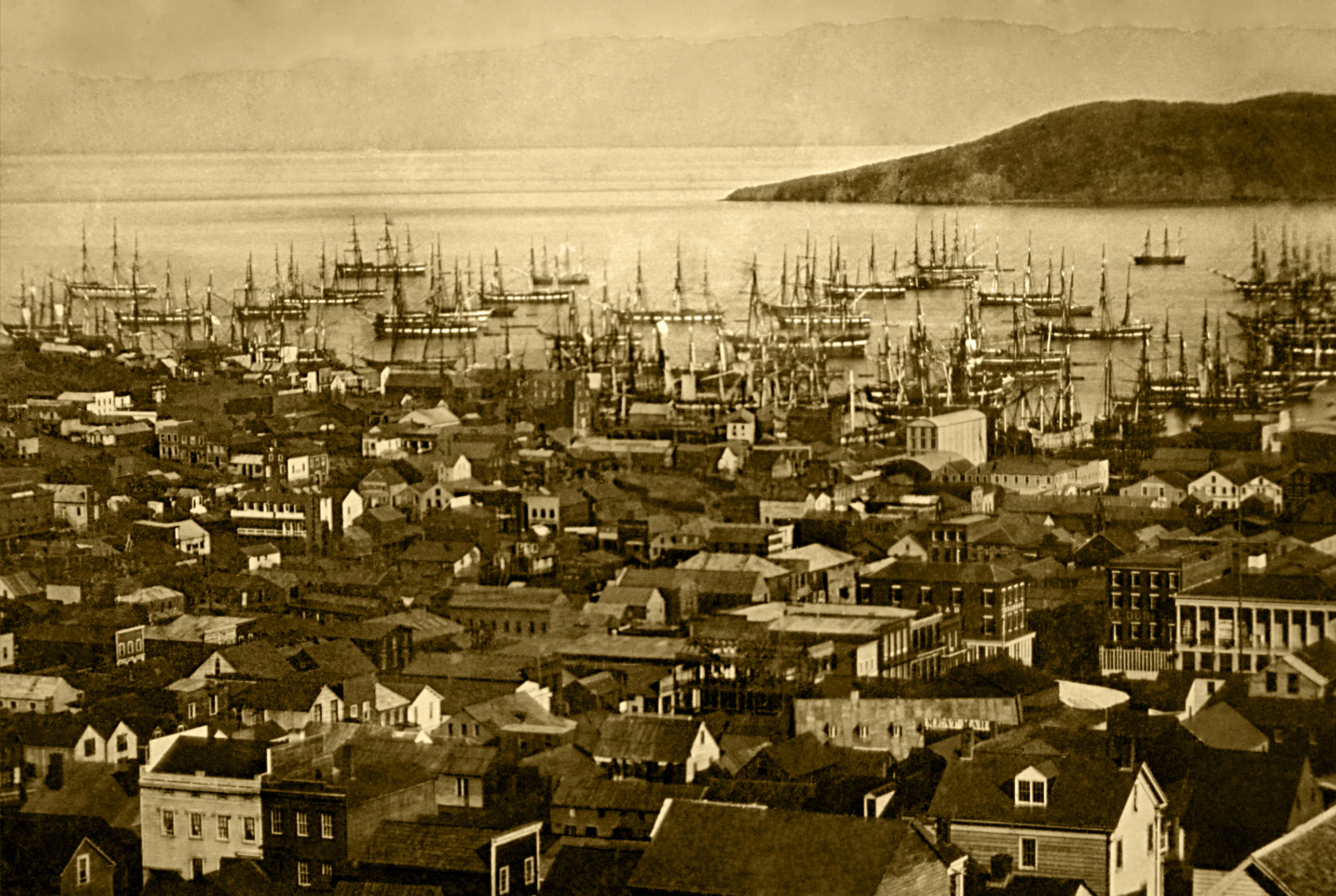
Cảng San Francisco năm 1851

Cơn sốt vàng California mang đến làn sóng người đi tìm vàng. Với bánh mì bột chua mang theo, những người tìm thời vận tập trung tại San Francisco thay vì thành phố đối thủ Benicia, làm cho dân số của San Francisco tăng từ 1000 vào năm 1848 lên đến 25.000 vào tháng 12 năm 1849. Kỳ vọng vào sự giàu có nhanh chóng thì rất đổi mạnh mẽ đến nổi những thuyền viên của những con tàu cập bến đều bỏ tàu và nhanh chóng tìm đến các khu tìm vàng, bỏ lại một rừng cột buồm tại bến tàu San Francisco. California nhanh chóng được thu nhận thành một tiểu bang. Quân đội Hoa Kỳ xây dựng đồn Point tại Golden Gate và một đồn trên đảo Alcatraz để bảo vệ Vịnh San Francisco. Sự phát hiện ra các mỏ bạc, bao gồm mỏ bạc Comstock năm 1859, đã đẩy dân số lên nhanh hơn nữa. Với từng đoàn người đi tìm thời vận tỏa khắp thành phố, tình trạng vô luật pháp trở nên phổ biến. Khu duyên hải Barbary của thị trấn khét tiếng là nơi dung thân của tội phạm, cờ bạc và mại dâm.
Các doanh nghiệp tìm cách kiếm lợi trên sự thịnh vượng mà cơn sốt vàng tạo ra. Những người thắng lớn đầu tiên là ngành công nghiệp ngân hàng mà tiêu biểu là ngân hàng Wells Fargo được thành lập vào năm 1852 và Bank of California năm 1864. Sự phát triển cảng San Francisco và việc thành lập tuyến giao thông trên bộ năm 1869 vươn tới hệ thống đường sắt nằm ở phía đông Hoa Kỳ qua ngã tuyến đường sắt vừa mới được hoàn thành có tên là Đường sắt Thái Bình Dương đã giúp biến khu vực vịnh San Francisco thành một trung tâm giao thương. Để thỏa mãn nhu cầu và khẩu vị của dân số gia tăng, Levi Strauss mở một tiệm bán quần áo và Domingo Ghirardelli bắt đầu sản xuất Sô-cô-la. Các lao công di dân đã biến nơi đây thành một nơi văn hóa đa ngôn ngữ. Công nhân xây dựng đường sắt người Trung Hoa lập nên khu Phố Tàu của thành phố. Năm 1870, người châu Á(đa số là người Hoa) chiếm đến 8% dân số. Xe cáp đầu tiên chuyên chở người San Francisco lên đến Phố Clay vào năm 1873. Biển nhà kiểu kiến trúc Victoria của thành phố bắt đầu hình thành và các nhà lãnh đạo dân sự đã vận động để thành phố xây dựng một công viên công cộng rộng rãi với kết quả là Công viên Cổng Vàng được quy hoạch. Những người San Francisco xây trường học, nhà thờ, nhà hát và tất cả các nhu yếu cho cuộc sống dân sự. Đồn lũy San Francisco được phát triển thành cơ sở quân sự quan trọng nhất của Hoa Kỳ trên duyên hải Thái Bình Dương. Năm 1890, dân số San Francisco đạt đến con số 300 ngàn người và trở thành thành phố lớn thứ 8 của Hoa Kỳ vào thời gian đó. Khoảng năm 1901, San Francisco là một thành phố lớn được biết đến vì kiểu cách chói lọi, các khách sạn oai vệ, các biệt thự khang trang nằm trên Nob Hill và một phong cảnh nghệ thuật phong phú. Cơn dịch Bắc Mỹ đầu tiên là cơn dịch San Francisco 1900–1904.
Vào lúc 5:12 sáng ngày 18 tháng 4 năm 1906, một trận động đất lớn làm rung chuyển San Francisco và Bắc California. Khi các tòa nhà đổ sập vì run lắc, các đường ống dẫn khí đốt bị hư hại đã gây ra những đám cháy lan khắp thành phố. Trận cháy không thể dập tắt được đã kéo dài mấy ngày đêm. Vì hệ thống nước không hoạt động nên Quân đoàn Pháo binh của Đồn San Francisco tìm cách ngăn chặn đám cháy bằng cách đặt chất nổ phá hủy các dãy phố để tạo ra những điểm cách lửa. Hơn ba phần tư thành phố bị tàn phá trong đó có phần lớn toàn bộ khu trung tâm thành phố. Con số thương vong đương thời được báo cáo là khoảng 498 người thiệt mạng nhưng các con số ước đoán hiện đại cho rằng có thể là vài ngàn người. Hơn nữa dân số thành phố 400 ngàn người trở thành vô gia cư. Người tị nạn định cư tạm thời trong các khu lều tạm được dựng lên trong Công viên Cổng Vàng, đồn San Francisco, trên các bãi biển, và khắp các nơi khác. Nhiều người đã rời bỏ thành phố vĩnh viễn để tới East Bay (vịnh phía đông).

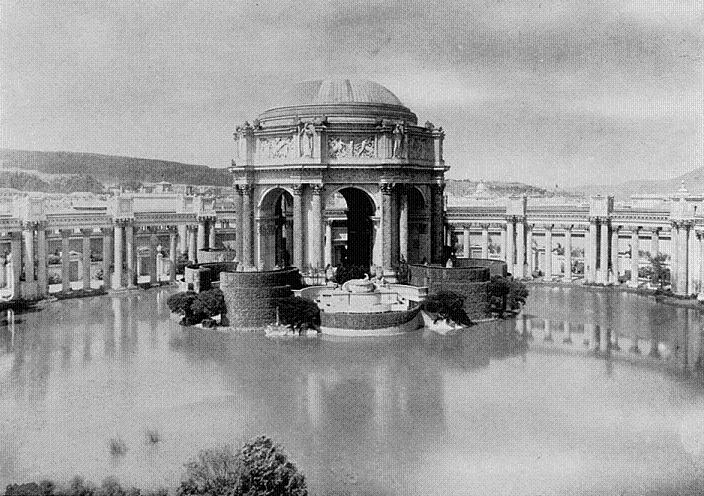
Cung điện Mỹ thuật tại Hội chơ Quốc tế Panama-Thái Bình Dương năm 1915

Cuộc tái thiết được tiến hành nhanh chóng trên mức độ lớn. Bỏ qua những lời kêu gọi tái điều chỉnh lại hoàn toàn các đường phố theo chiều ngang dọc thẳng hàng, người San Francisco đã chọn lựa tốc độ tái thiết nhanh chóng. Ngân hàng Ý của Amadeo Giannini sau đó trở thành Bank of America, cung cấp các khoản vay vốn cho nhiều người mà kế sinh nhai đã bị hủy hoại sau trận động đất. Hội Nghiên cứu Đô thị và Quy hoạch San Francisco đầy ảnh hưởng được thành lập vào năm 1910 nhằm chú tâm đến chất lượng nhà ở sau trận động đất. Trận động đất đã thúc đẩy việc phát triển các khu dân cư phía tây. Các khu dân cư này vẫn tồn tại sau trận hỏa hoạn trong đó có khu Pacific Heights là nơi nhiều người giàu có của thành phố đã tái xây dựng nhà của họ. Tiếp theo, các ngôi biệt thự bị tàn phá của khu Nob Hill trở thành các khách sạn lớn. Tòa thị chính San Francisco lại được xây dựng theo kiểu kiến trúc Beaux-Arts tráng lệ, và thành phố ăn mừng sinh nhật vào dịp Hội chợ Quốc tế Panama-Thái Bình Dương năm 1915.

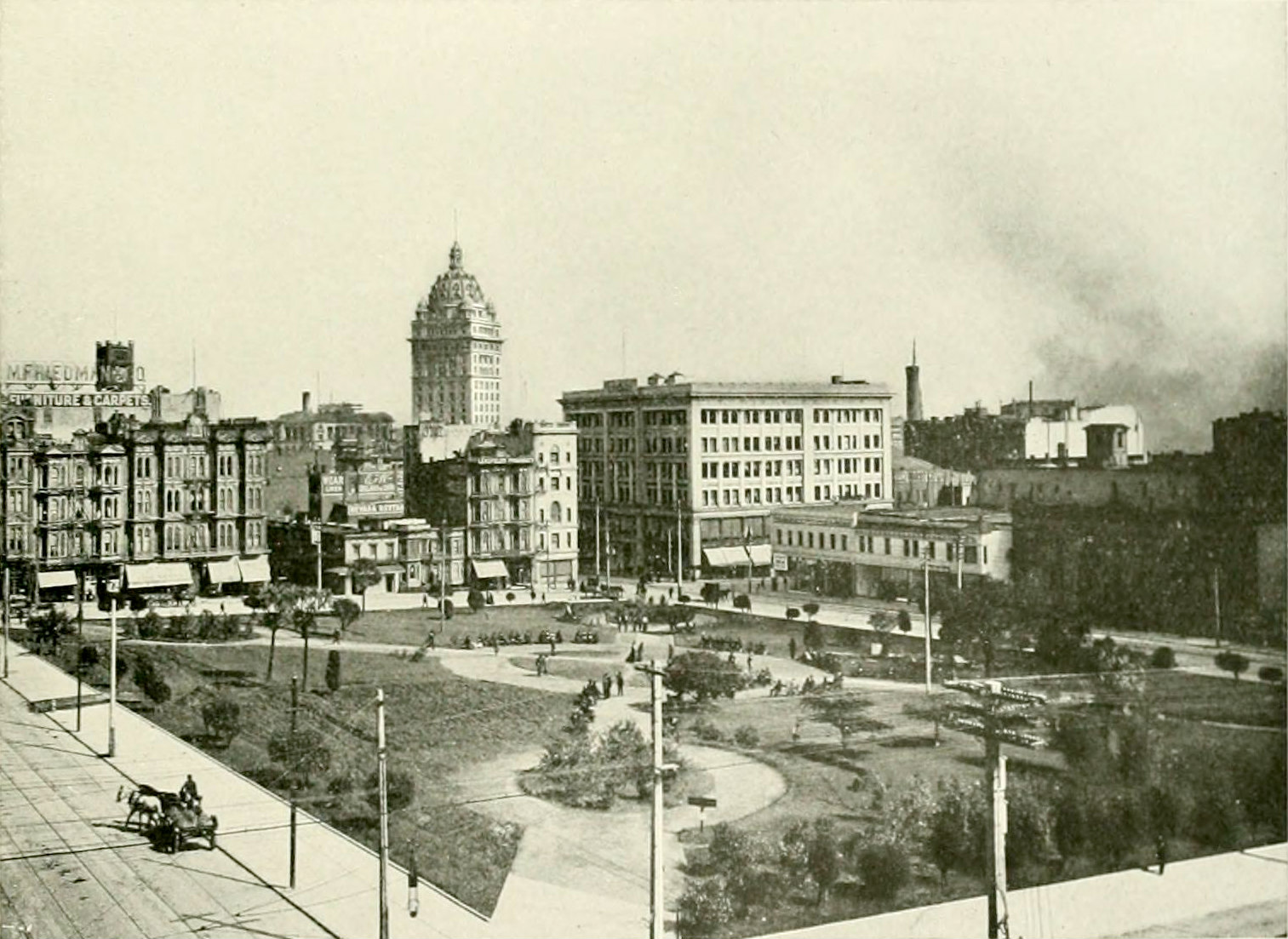
Quảng trường Thống nhất (Union Square) năm 1905

Chính trong thời kỳ này San Francisco đã xây dựng một số dự án cơ sở hạ tầng quan trọng nhất của thành phố. Kỹ sư công chính Michael O'Shaughnessy được thị trưởng James Rolph thuê mướn làm kỹ sư trưởng của thành phố vào tháng 9 năm 1912 để trông coi việc xây dựng hồ chứa nước Twin Peaks, đường hầm Phố Stockton, đường hầm Twin Peaks, đường sắt thành phố San Francisco, một hệ thống chữa cháy áp suất cao, và hệ thống cống nước thảy mới. Hệ thống chuyên chở thô sơ của San Francisco mà một số tuyến đường J, K, L, M, và N vẫn còn tồn tại ngày nay, được gấp rút hoàn thành dưới sự giám sát của O'Shaughnessy giữa năm 1915 và 1927. Chính Đập O'Shaughnessy, Hồ chứa nước Hetch Hetchy, và Cống nước Hetch Hetchy đã có ảnh hưởng lớn nhất đối với thành phố San Francisco. Sự cung cấp nước dồi dào cho phép San Francisco trở thành thành phố San Francisco như bây giờ.

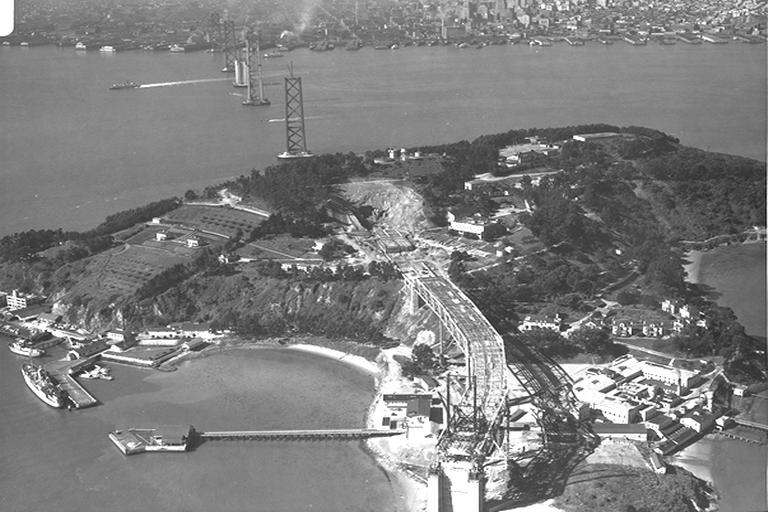
Cầu Vịnh San Francisco–Oakland, đang xây dựng năm 1935, phải mất 40 tháng để hoàn thành.

Trong những năm tiếp theo, thành phố củng cố vị thế của mình như một thủ phủ tài chính. Kết quả là sau sự kiện thị trường chứng khoáng sụp đổ năm 1929, không có một ngân hàng đơn lẻ nào có trụ sở chính tại San Francisco bị sụp đổ. Thật ra, ngay ở lúc cao trào của đại khủng hoảng thì San Francisco đã tiến hành hai dự án kỹ thuật công chánh vĩ đại, đồng lúc xây dựng cầu Vịnh San Francisco – Oakland và cầu Cổng Vàng, hoàn thành chúng vào năm 1936 và 1937 theo thứ tự vừa kể. Chính trong thời kỳ này đảo Alcatraz, một trại giam quân sự xưa, bắt đầu phục vụ trong vai trò một nhà tù liên bang với mức độ an ninh tối đa, giam giữ những phạm nhân khét tiếng như Al Capone, và Robert Franklin Stroud (biệt danh Birdman of Alcatraz). San Francisco sau đó ăn mừng sự tái sinh vị thế quyền lực của mình bằng một hội chợ thế giới, đó là Hội chợ Quốc tế Golden Gate năm 1939–40. Thành phố xây dựng đảo Treasure nhân tạo giữa vịnh San Francisco để làm nơi tổ chức hội chợ này.

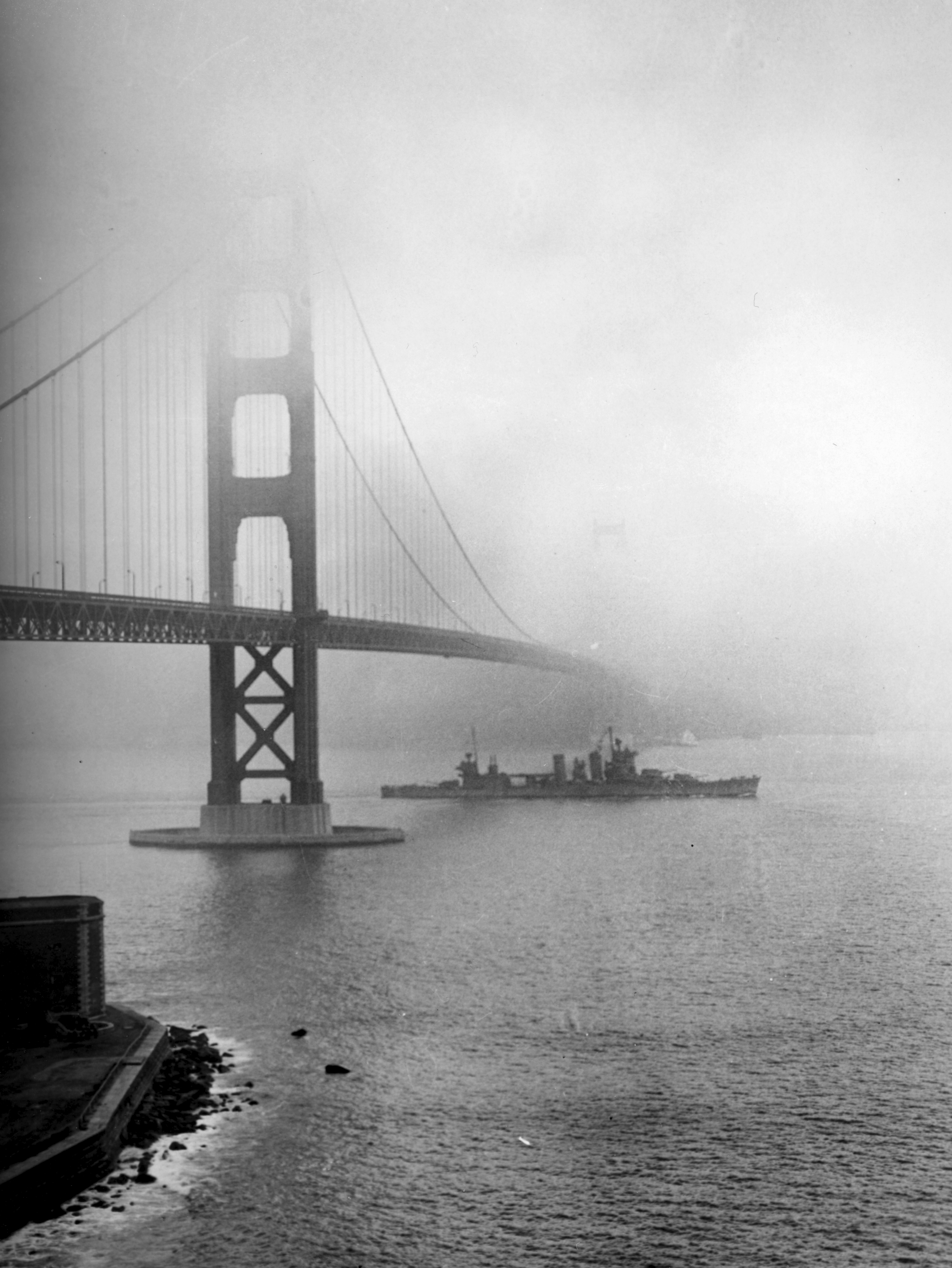
USS San Francisco chạy qua bên dưới cầu Cổng Vàng năm 1942 trong thời Chiến tranh thế giới thứ hai.

Suốt Chiến tranh thế giới thứ hai, Xưởng sửa chữa tàu Hải quân Hunters Point trở thành một trung tâm hoạt động hải quân, và đồn Mason trở thành cảng chính yếu đưa quân phục vụ Mặt trận Thái Bình Dương. Sự bùng nổ việc làm đã kéo nhiều người, đặc biệt là người Mỹ gốc châu Phi từ miền Nam Hoa Kỳ, đến khu vực này. Sau chiến tranh, nhiều quân nhân trở về từ ngoại quốc và các thường dân trước kia đến đây tìm việc làm đã quyết định ở lại đây. Hiến chương tạo nên Liên Hợp Quốc được thảo ra và ký tại thành phố San Francisco năm 1945 vào năm 1951, Hiệp ước San Francisco chính thức kết thúc chiến tranh với Nhật Bản.
Các dự án quy hoạch đô thị trong thập niên 1950 và thập niên 1960 bao gồm việc phá hủy và tái phát triển rộng khắp các khu dân cư phía tây và xây dựng các xa lộ cao tốc mới. Tuy nhiên chỉ có một loạt các đoạn xa lộ cao tốc ngắn được xây dựng trước khi chúng bị đình chỉ xây dựng vì sự phản đối của người dân thành phố. Khi việc chuyên chở bằng côngtenơ được khởi sự thì các cầu tàu nhỏ của thành phố San Francisco trở nên lỗi thời vì thế các hoạt động chuyên chở hàng hóa được di chuyển đến cảng Oakland lớn hơn. Thành phố bắt đầu mất các việc làm công nghiệp và chuyển sang du lịch như ngành quan trọng nhất trong nền kinh tế của mình. Các khu ngoại ô trải qua sự phát triển nhanh chóng. San Francisco cũng trải qua sự thay đổi nhân khẩu đáng kể khi từng đợt lớn dân số người da trắng rời bỏ thành phố và được thay thế bởi một làn sóng di dân gia tăng từ châu Á và Mỹ Latinh đến. Từ năm 1950 đến năm 1980, thành phố mất trên 10 phần trăm dân số.
Trải qua thời kỳ này, San Francisco trở thành một nam châm cho phong trào phản-văn hóa của Mỹ. Các nhà văn thế hệ Beat tiếp lửa cho phong trào Phục hưng San Francisco và tập trung trên khu dân cư North Beach trong thập niên 1950. Những người theo phong trào Hippie đổ xô đến khu dân cư Haight-Ashbury vào thập niên 1960 với đỉnh điểm là hiện tượng xã hội Summer of Love năm 1967. Năm 1974, các vụ giết người trong vụ án Zebra đã khiến cho ít nhất 16 người chết. Hai mươi hai vụ gây án xảy ra trong khoảng thời gian dài 6 tháng mà đa số nạn nhân là người da trắng với ba nghi can bị bắt là người da đen. Trong thập niên 1970, thành phố trở thành một trung tâm của phong trào dân quyền của người đồng tính với sự lộ diện của khu dân cư The Castro trong vai trò một làng đô thị của người đồng tính, sự kiện Harvey Milk (người tự nhận là đồng tính) được bầu vào Hội đồng Giám sát San Francisco, và vụ ám sát ông cùng với thị trưởng George Moscone năm 1978.

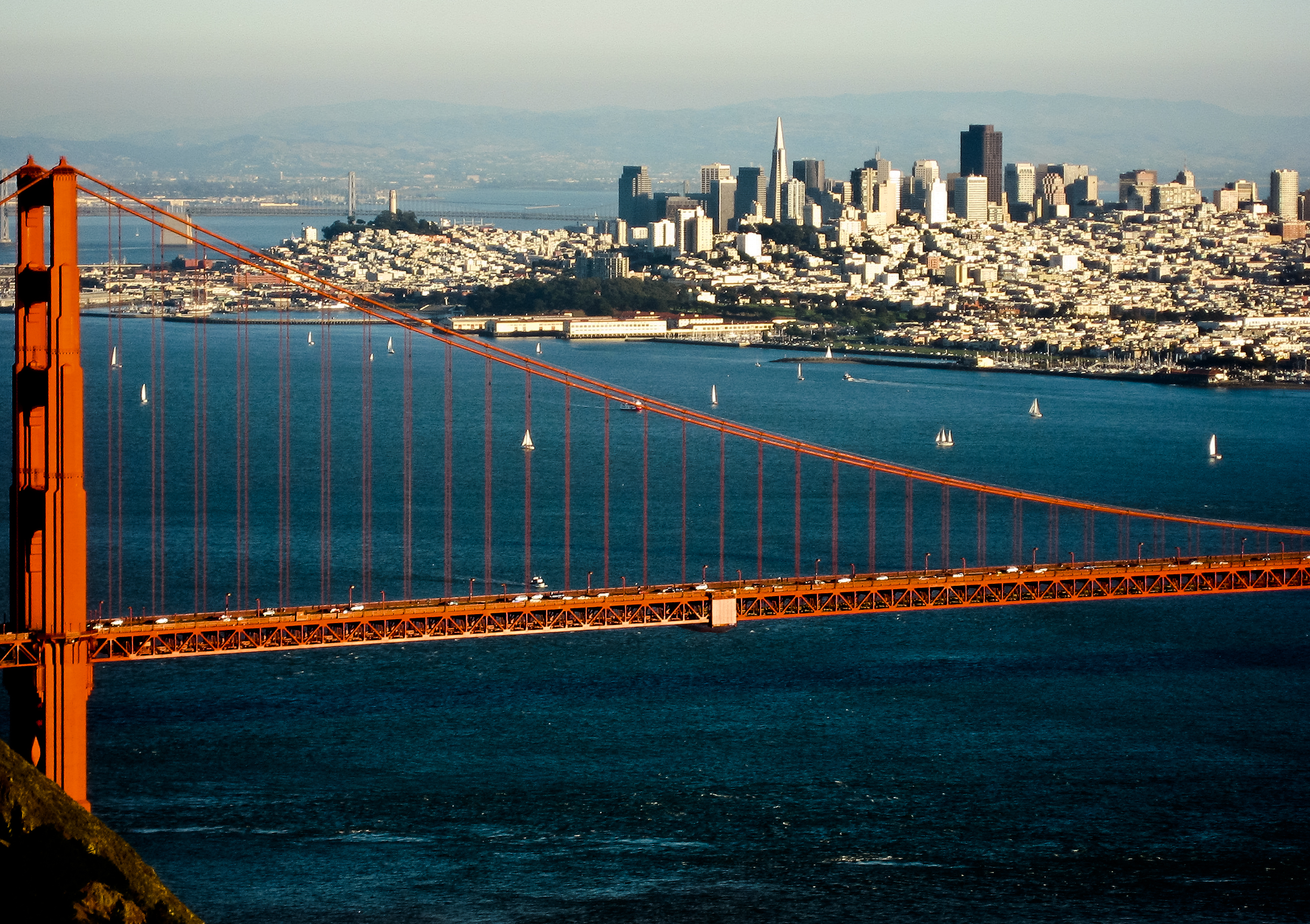
San Francisco nhìn từ khu Marin Headlands với cầu Cổng Vàng ở phía trước mặt

Bank of America hoàn thành tòa nhà "555 California Street" năm 1969 và tòa nhà Transamerica Pyramid được hoàn thành năm 1972, làm dấy lên một làn sóng "Manhattan hóa" (Manhattan là trung tâm của Thành phố New York nơi có nhiều tòa nhà chọc trời) kéo dài cho đến cuối thập niên 1980, một thời kỳ phát triển kéo dài để xây các tòa nhà cao tầng trong khu vực trung tâm thành phố. Thập niên 1980 cũng chứng kiến một sự gia tăng lớn con số người vô gia cư trong thành phố, đây là một vấn đề vẫn còn tồn tại đến ngày nay cho dù nhiều cố gắng đã được thực hiện để đối phó tình trạng này. Trận động đất Loma Prieta 1989 gây tàn phá và thiệt hại nhân mạng khắp khu vực vịnh San Francisco. Tại thành phố San Francisco, trận động đất làm hự hại nặng các công trình trong khu Marina và South of Market. Xa lộ cao tốc Embarcadero bị hư hại và phần lớn Xa lộ cao tốc Central bị hư hại cần phải bị phá hủy để thành phố tu sửa lại mặt tiền bờ biển phố chính lịch sử của thành phố và làm tái sinh khu dân cư Hayes Valley.
Trong thời kỳ bùng nổ dot-com, các công ty mới mở đã tiếp thêm sinh lực cho nền kinh tế thành phố. Một số lớn các doanh nghiệp và nhà phát triển ứng dụng điện toán dời vào thành phố, theo sau là các chuyên gia bán hàng, thiết kế và tiếp thị, làm thay đổi bộ mặt xã hội thành phố khi các khu dân cư trước đây nghèo nàn hơn bổng trở nên ngày càng năng động. Nhu cầu đối với nhà ở mới và chỗ làm văn phòng đã khiến tạo nên một làm sóng phát triển nhà cao tầng lần thứ hai và lần này là khu South of Market. Vào năm 2000, dân số thành phố lên đến con số cao mới, vượt qua kỷ lục được ghi nhận của năm 1950. Khi bong bóng Dot-com xẹp vào năm 2001 nhiều trong số các công ty này gói gọn lại và sa thảy công nhân của mình. Tuy nhiên kỹ thuật cao và doanh nghiệp tự lập vẫn là dòng chính của nền kinh tế San Francisco. Sự bùng nổ mạng truyền thông xã hội châm ngòi cho sự phát triển kinh tế thành phố trong thập niên thứ hai của tân thế kỷ.

## Địa lý

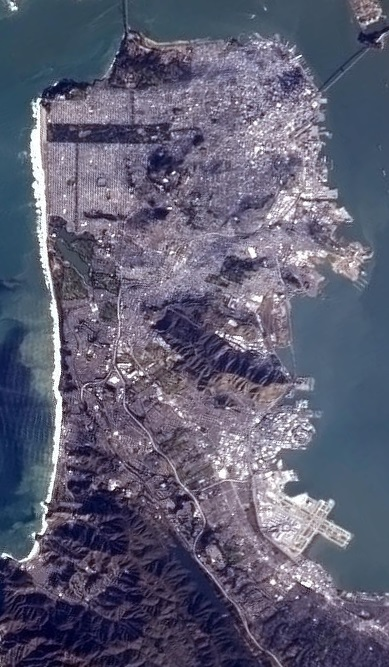
Bán đảo San Francisco

San Francisco nằm trên Tây Duyên hải Hoa Kỳ ở đầu bắc của bán đảo San Francisco. Địa giới của thành phố bao gồm một số vùng nước đáng kể thuộc Thái Bình Dương và vịnh San Francisco. Một vài đảo - Alcatraz, đảo Treasure và đảo Yerba Buena lân cận, và một số phần nhỏ của đảo Alameda, đảo Red Rock, và đảo Angel - là một phần của thành phố. Ngoài ra còn có quần đảo Farallon không người, nằm xa khoảng 27 dặm (43 km) trong Thái Bình Dương. Phần đất chính bên trong địa giới của thành phố gần như hình thành nên một "hình vuông có mỗi cạnh dài 7 dặm," đây là lối nói thông tục địa phương phổ biến để chỉ hình thể của thành phố mặc dù tổng diện tích của nó bao gồm vùng nước là gần 232 dặm vuông Anh (600 km2).

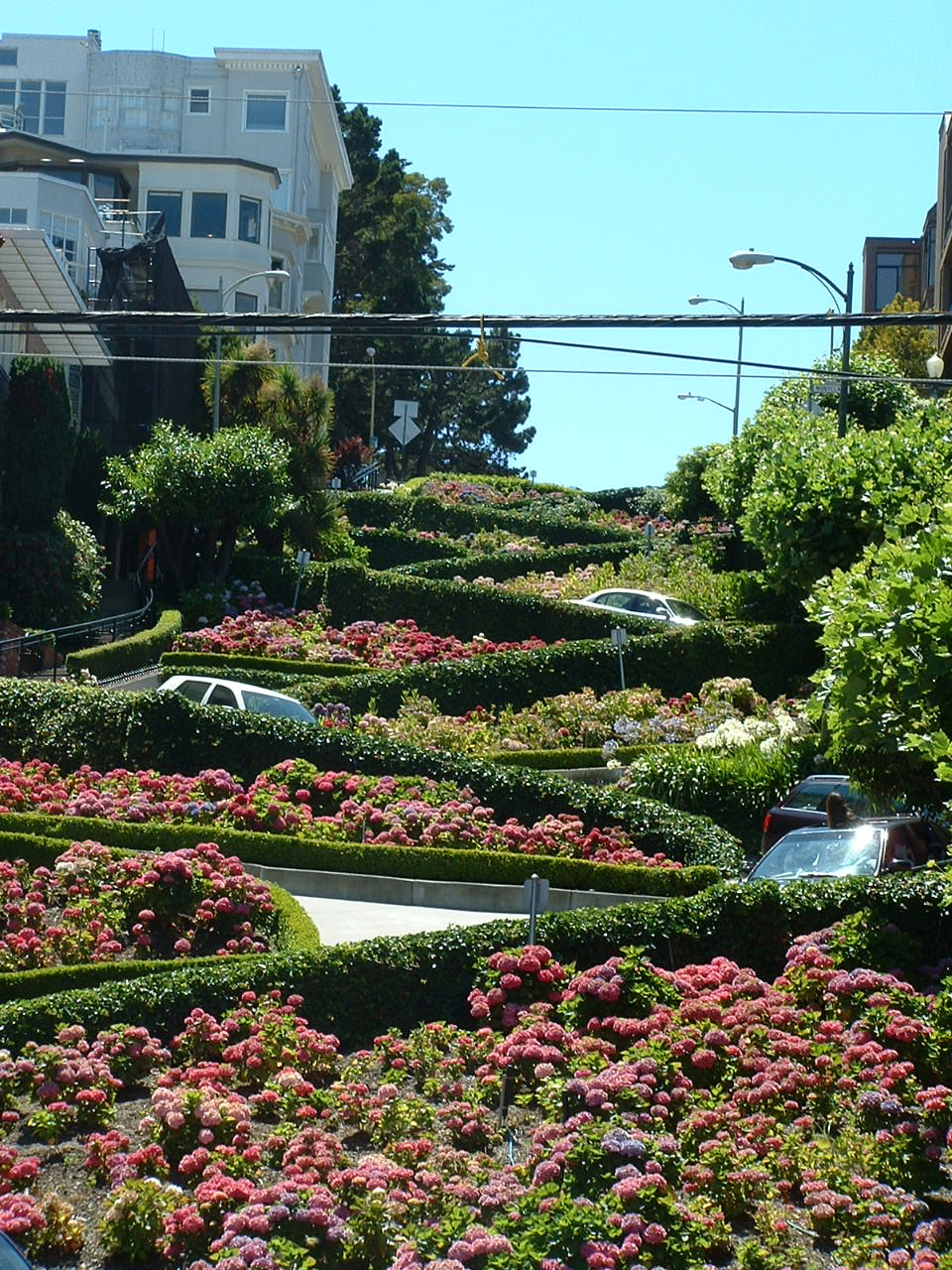
Xe từ từ đi qua Phố Lombard để xuống Russian Hill (đồi Nga).

San Francisco lừng danh vì những ngọn đồi của nó.
Có hơn 50 ngọn đồi bên trong địa giới thành phố. Một số khu dân cư được đặt tên của ngọn đồi mà chúng nằm trên đó trong đó phải kể là Nob Hill, Potrero Hill, và Russian Hill (từ Hill có nghĩa là đồi). Gần trung tâm địa lý của thành phố, ở phía tây nam khu vực phố chính, là một loạt các ngọn đồi có ít dân cư sinh sống. Twin Peaks là một cặp đồi hình thành nên điểm cao nhất của thành phố. Đây là một điểm quan sát được ưa thích để nhìn xuống bên dưới. Ngọc đồi cao nhất của San Francisco có tên Núi Davidson cao 925 foot (282 m) và có một cây thánh giá cao 103 foot (31 m) được xây dựng năm 1934. Cao vượt hẳn khu vực này là tháp Sutro, một tháp truyền hình và radio lớn màu trắng đỏ.
Các đoạn đứt gãy địa chất San Andreas và Hayward là nguyên nhân của nhiều hoạt động địa chấn gây động đất tuy rằng cả hai vết đứt gãy này thật sự không đi qua thành phố. Vết đứt gãy San Andreas gây ra trận động đất năm 1906 và năm 1989. Các trận động đất nhỏ xảy ra đều đặn. Mối đe dọa của các trận động đất lớn đóng vai trò lớn trong việc phát triển cơ sở hạ tầng của thành phố. Thành phố xây dựng hệ thống cung cấp nước hỗ trợ và liên tục nâng cấp quy định tiêu chuẩn nhà cao tầng, bắt buộc gia cố thêm các tòa nhà cũ và tiêu chuẩn kỹ thuật cao đối với các công trình xây cất mới. Tuy nhiên, hàng ngàn tòa nhà nhỏ hơn vẫn có thể dễ dàng bị hư hại khi động đất.
Đường bờ biển của San Francisco đã và đang phát triển ra bên ngoài địa giới tự nhiên của nó. Toàn bộ các khu dân cư như Marina, Mission Bay, và Hunters Point cũng như các phần lớn của Embarcadero nằm bên trên các khu san lấp lấn biển. Đảo Treasure được xây dựng từ đất nạo vét trong vịnh cũng như đất đá lấy từ công trình xây dựng đường hầm đi qua đảo Yerba Buena trong lúc xây dựng cầu bắt qua vịnh. Phần đất như thế có chiều hướng không bền vững lúc động đất. Sự hóa lỏng đất sau động đất sẽ gây thiệt hại nặng nề cho nhà cửa bất động sản được xây dựng bên trên như đã được thấy tại khu Marina trong trận động đất Loma Prieta năm 1989. Phần lớn các dòng nước tự nhiện của thành phố như lạch Islais và lạch Mission bị nhà cửa và các công trình xây dựng bên trên mặc dù Ủy ban Công chánh San Francisco đang nghiên cứu các đề nghị khai thông lộ thiên hay khôi phục lại một số con lạch.

### Khí hậu
Một câu trích dẫn phổ biến được hiểu lầm là của Mark Twain được đọc như sau "Mùa đông lạnh nhất mà tôi đã từng trải qua là một mùa hè tại San Francisco". Khí hậu San Francisco có đặc điểm khí hậu Địa Trung Hải của duyên hải California mát mẻ vào mùa hè, "thường thường có mùa đông ôn hòa ẩm ướt và mùa hè khô khan". Vì nó bị bao quanh ba phía là nước nên khí hậu San Francisco bị ảnh hưởng mạnh bởi những dòng nước lạnh của Thái Bình Dương, làm điều hòa sự thay đổi nhiệt độ và tạo ra khí hậu quanh năm tương đối ôn hòa với chút ít thay đổi nhiệt độ theo mùa.

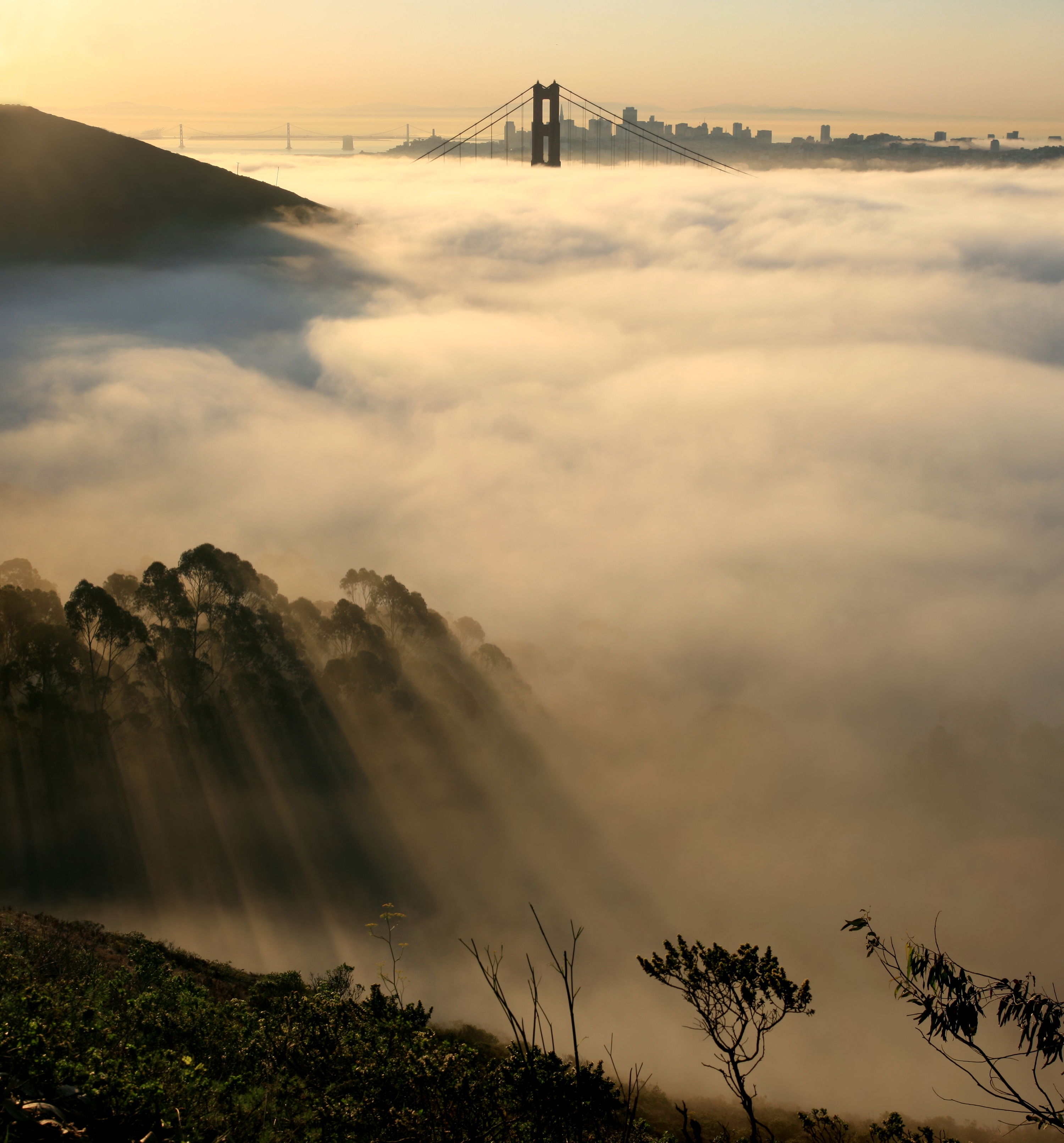
Sương mù là đặc tính thường xuyên của mùa hè tại thành phố San Francisco.

Trong số các thành phố lớn của Hoa Kỳ, San Francisco có các nhiệt độ thấp nhất, cao nhất và trung bình hàng ngày lạnh nhất so với các nơi khác vào tháng 6, tháng 7 và tháng 8. Vào mùa hè, không khí nóng bốc lên cao tại các thung lũng nội địa của California tạo nên một khu vực áp thấp, kéo theo gió từ Bắc Thái Bình Dương thổi qua Golden Gate và tạo nên gió lạnh và sương mù đặc biệt của thành phố. Sương mù ít thấy hơn ở các khu dân cư phía đông cũng như ít thấy hơn trong suốt giai đoạn cuối hè và đầu thu, đây là giai đoạn ấm nhất trong năm.
Vì địa hình phức tạp và ảnh hưởng của biển, San Francisco có vô số vi khí hậu riêng biệt. Các ngọn đồi cao tại trung tâm địa lý của thành phố chịu trách nhiệm cho 20% phương sai về lượng mưa hàng năm giữa các phần khác nhau của thành phố. Chúng cũng trực tiếp bảo vệ các khu dân cư ở phía đông tránh khỏi sương mù và đôi khi điều kiện thời tiết rất lạnh và gió mà khu Sunset hứng chịu. Đối với những ai sống bên phía đông thành phố, San Francisco có nắng nhiều hơn với con số trung bình 260 ngày bầu trời sáng và chỉ có 105 ngày có mây trong một năm.
Trung bình nhiệt độ vượt 75 °F (24 °C) chỉ trong khoảng 29 ngày một năm. Vào mùa khô từ tháng năm đến tháng 10, nhiệt độ từ ôn hòa cho tới ấm với nhiệt độ cao trung bình là 64–71 °F (18–22 °C) và nhiệt độ thấp trung bình là 51–56 °F (11–13 °C). Vào mùa mưa từ tháng 11 đến tháng 6, nhiệt độ hơi lạnh hơn với nhiệt độ cao trung bình là 58–64 °F (14–18 °C) và thấp trung bình là 46–51 °F (8–11 °C). Trung bình, có 73 ngày mưa một năm, và lượng mưa trung bình hàng năm là 23,6 inch (599,44 mm). Tuyết rơi trong thành phố thì rất hiếm với chỉ 10 lần tuyết rơi có độ dày đáng kể được ghi nhận từ năm 1852, gần đây nhất là vào năm 1976 khi có đến 5 inch (130 mm) tuyết rơi trên Twin Peaks.
Nhiệt độ cao kỷ lục nhất được văn phòng Cục Thời tiết Quốc gia Hoa Kỳ ghi nhận chính thức là 103 °F (39 °C) vào ngày 17 tháng 7 năm 1988, và ngày 14 tháng 6 năm 2000. Nhiệt độ thấp kỷ lục nhất là 27 °F (−3 °C) vào ngày 11 tháng 12 năm 1932. Cục Thời tiết Quốc gia Hoa Kỳ cung cấp trợ giúp về hình ảnh có ích cho việc vẽ họa đồ thông tin trong bảng dưới dây để biểu thị rõ từng tháng với nhiệt độ tiêu biểu hàng năm, nhiệt độ năm trước và nhiệt độ kỷ lục.
| Dữ liệu khí hậu của San Francisco (tại phố chính), bình thường 1981–2010 | Dữ liệu khí hậu của San Francisco (tại phố chính), bình thường 1981–2010 | Dữ liệu khí hậu của San Francisco (tại phố chính), bình thường 1981–2010 | Dữ liệu khí hậu của San Francisco (tại phố chính), bình thường 1981–2010 | Dữ liệu khí hậu của San Francisco (tại phố chính), bình thường 1981–2010 | Dữ liệu khí hậu của San Francisco (tại phố chính), bình thường 1981–2010 | Dữ liệu khí hậu của San Francisco (tại phố chính), bình thường 1981–2010 | Dữ liệu khí hậu của San Francisco (tại phố chính), bình thường 1981–2010 | Dữ liệu khí hậu của San Francisco (tại phố chính), bình thường 1981–2010 | Dữ liệu khí hậu của San Francisco (tại phố chính), bình thường 1981–2010 | Dữ liệu khí hậu của San Francisco (tại phố chính), bình thường 1981–2010 | Dữ liệu khí hậu của San Francisco (tại phố chính), bình thường 1981–2010 | Dữ liệu khí hậu của San Francisco (tại phố chính), bình thường 1981–2010 | Dữ liệu khí hậu của San Francisco (tại phố chính), bình thường 1981–2010 |
| Tháng                                                                    | 1                                                                        | 2                                                                        | 3                                                                        | 4                                                                        | 5                                                                        | 6                                                                        | 7                                                                        | 8                                                                        | 9                                                                        | 10                                                                       | 11                                                                       | 12                                                                       | Năm                                                                      |
| ------------------------------------------------------------------------ | ------------------------------------------------------------------------ | ------------------------------------------------------------------------ | ------------------------------------------------------------------------ | ------------------------------------------------------------------------ | ------------------------------------------------------------------------ | ------------------------------------------------------------------------ | ------------------------------------------------------------------------ | ------------------------------------------------------------------------ | ------------------------------------------------------------------------ | ------------------------------------------------------------------------ | ------------------------------------------------------------------------ | ------------------------------------------------------------------------ | ------------------------------------------------------------------------ |
| Cao kỉ lục °F (°C)                                                       | 79 (26)                                                                  | 81 (27)                                                                  | 86 (30)                                                                  | 94 (34)                                                                  | 101 (38)                                                                 | 103 (39)                                                                 | 103 (39)                                                                 | 98 (37)                                                                  | 101 (38)                                                                 | 102 (39)                                                                 | 86 (30)                                                                  | 76 (24)                                                                  | 103 (39)                                                                 |
| Trung bình ngày tối đa °F (°C)                                           | 57.9 (14.4)                                                              | 61.2 (16.2)                                                              | 62.9 (17.2)                                                              | 64.3 (17.9)                                                              | 65.6 (18.7)                                                              | 67.9 (19.9)                                                              | 68.2 (20.1)                                                              | 69.4 (20.8)                                                              | 71.3 (21.8)                                                              | 70.4 (21.3)                                                              | 64.2 (17.9)                                                              | 58.3 (14.6)                                                              | 65.1 (18.4)                                                              |
| Tối thiểu trung bình ngày °F (°C)                                        | 46.2 (7.9)                                                               | 48.1 (8.9)                                                               | 49.1 (9.5)                                                               | 49.9 (9.9)                                                               | 51.6 (10.9)                                                              | 53.3 (11.8)                                                              | 54.6 (12.6)                                                              | 55.6 (13.1)                                                              | 55.7 (13.2)                                                              | 54.3 (12.4)                                                              | 50.7 (10.4)                                                              | 46.7 (8.2)                                                               | 51.3 (10.7)                                                              |
| Thấp kỉ lục °F (°C)                                                      | 29 (−2)                                                                  | 31 (−1)                                                                  | 33 (1)                                                                   | 40 (4)                                                                   | 42 (6)                                                                   | 46 (8)                                                                   | 47 (8)                                                                   | 46 (8)                                                                   | 47 (8)                                                                   | 43 (6)                                                                   | 38 (3)                                                                   | 27 (−3)                                                                  | 27 (−3)                                                                  |
| Lượng Giáng thủy trung bình inches (mm)                                  | 4.50 (114)                                                               | 4.45 (113)                                                               | 3.25 (83)                                                                | 1.46 (37)                                                                | 0.70 (18)                                                                | 0.16 (4.1)                                                               | 0.00 (0.00)                                                              | 0.06 (1.5)                                                               | 0.21 (5.3)                                                               | 1.12 (28)                                                                | 3.16 (80)                                                                | 4.56 (116)                                                               | 23.63 (599.9)                                                            |
| Số ngày giáng thủy trung bình (≥ 0.01 in)                                | 11.7                                                                     | 11.1                                                                     | 11.0                                                                     | 6.5                                                                      | 3.8                                                                      | 1.5                                                                      | 0.3                                                                      | 1.0                                                                      | 1.7                                                                      | 3.9                                                                      | 8.9                                                                      | 11.6                                                                     | 73.0                                                                     |
| Số giờ nắng trung bình tháng                                             | 185.9                                                                    | 207.7                                                                    | 269.1                                                                    | 309.3                                                                    | 325.1                                                                    | 311.4                                                                    | 313.3                                                                    | 287.4                                                                    | 271.4                                                                    | 247.1                                                                    | 173.4                                                                    | 160.6                                                                    | 3.061,7                                                                  |
| Nguồn: NOAA (extremes 1874–nay, sun 1961–1974)                           |                                                                          |                                                                          |                                                                          |                                                                          |                                                                          |                                                                          |                                                                          |                                                                          |                                                                          |                                                                          |                                                                          |                                                                          |                                                                          |

## Quang cảnh thành phố

### Các khu dân cư

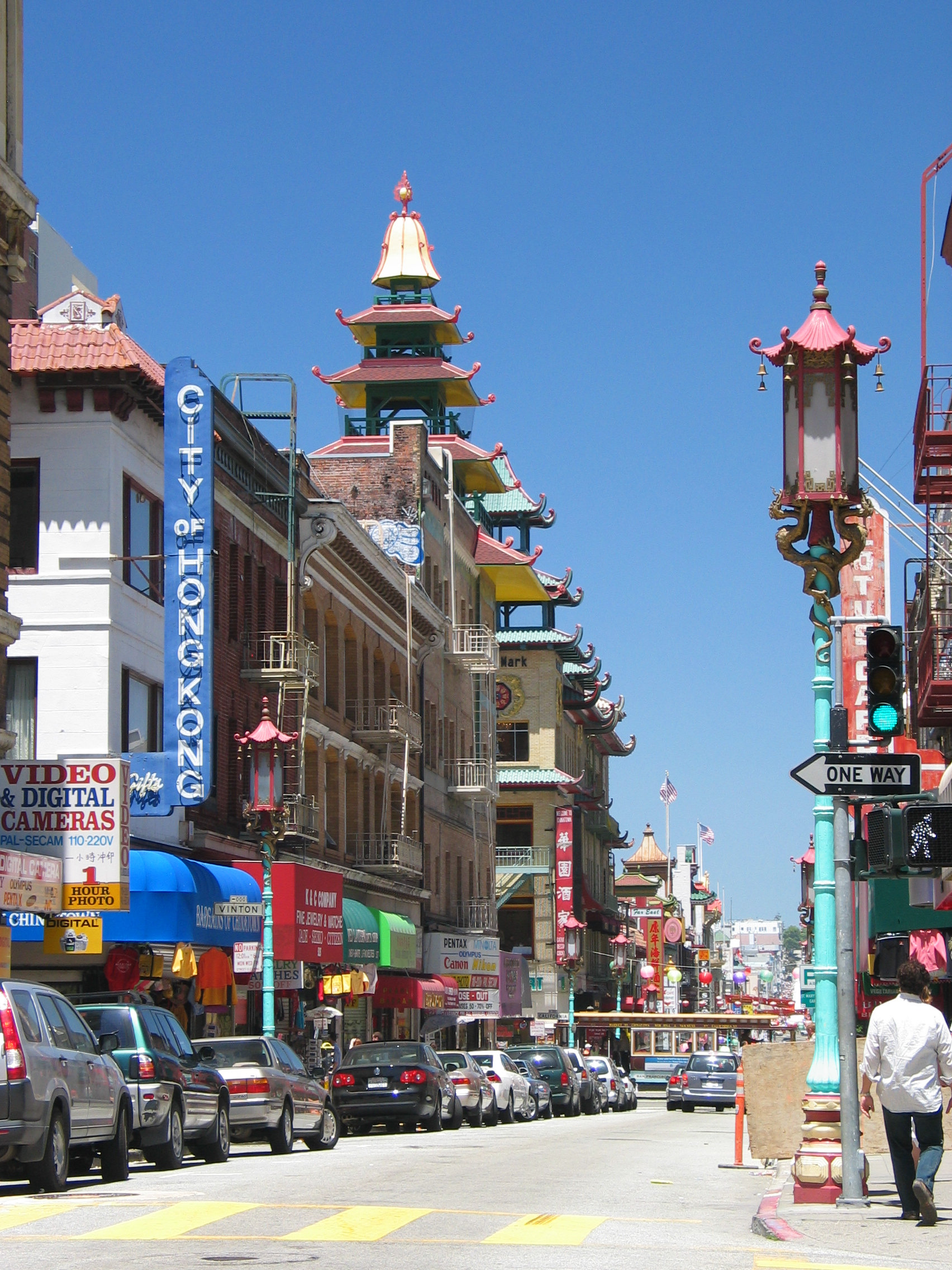
Phố Tàu của San Francisco là phố tàu xưa nhất và là một trong những phố tàu lớn nhất tại Bắc Mỹ.

Trung tâm lịch sử của San Francisco là khu định hướng đông bắc có Phố Market và mặt tiền bờ biển. Chính nơi đây là khu trung tâm tài chính với Quảng trường Union gần đó là khu vực khách sạn và mua sắm. Xe cáp đưa hành khách theo con đường dốc lên đến đỉnh của đồi Nob, trước đây từng là nơi cư ngụ của những tài phiệt thương mại của thành phố và đưa hành khách đi xuống các điểm hấp dẫn du lịch ở mặt tiền bờ biển là Bến Ngư Phủ và Cầu tàu 39 nơi có nhiều nhà hàng phục vụ cua Dungeness đặc sản. Cũng trong khu định hướng này là Russian Hill, một khu dân cư có đường phố Lombard nổi tiếng là quanh co uốn lượn; North Beach, Tiểu Ý Đại Lợi của thành phố và là trung tâm trước đây của hiện tượng xã hội "Thế hệ Beat"; và Telegraph Hill, là nơi có tháp Coit. Giữa Russian Hill và North Beach là phố tàu San Francisco, phố tàu xưa nhất tại Bắc Mỹ. South of Market, trước đây từng là trung tâm công nghiệp của San Francisco, đã được tái phát triển đáng kể sau khi Oracle Park được xây dựng và sự ra đi của các công ty khởi nghiệp. Các nhà chọc trời mới, nhà phố mới và chung cư mới mọc lên khắp nơi trong khu vực. Các phát triển mới vẫn đang tiếp tục ngay phía nam trong khu dân cư Mission Bay, từng là một khu vực xưởng đường sắt và hiện nay có cơ sở thứ hai của Đại học California, San Francisco.
Phía tây phố chính, bên kia đường Van Ness là khu dân cư lớn Western Addition, từng là nơi tập trung sinh sống đông đảo của người Mỹ gốc châu Phi sau Chiến tranh thế giới thứ hai. Khu dân cư Western Addition thông thường được chia ra thành các khu dân cư nhỏ hơn trong đó có Hayes Valley, the Fillmore, và Phố Nhật, từng là phố Nhật lớn nhất Bắc Mỹ nhưng bị thiệt hại khi cư dân người Mỹ gốc Nhật bị cưỡng bách di chuyển và giam giữ trong các trại tập trung suốt Chiến tranh thế giới thứ hai. Western Addition thoát khỏi sự tàn phá của trận động đất San Francisco 1906. Các ngôi nhà kiểu kiến trúc Victoria phần lớn vẫn còn nguyên vẹn sau động đất trong đó phải kể đến là các ngôi nhà "Painted Ladies" nổi tiếng nằm dọc theo Quảng trường Alamo. Về phía nam, gần trung tâm địa lý của thành phố là khu Haight-Ashbury nổi tiếng có liên quan với văn hóa hippie vào thập niên 1960. Khu này hiện nay là nơi có một số cửa hàng nhỏ bán đồ xa xí phẩm. Phía bắc của Western Addition là Pacific Heights, một khu dân cư giàu có bao gồm những ngôi thự mà giới thương mại giàu có của San Francisco xây dựng sau trận động đất 1906. Ngay phía bắc khu Pacific Heights đối diện mặt tiền bờ biển là khu Marina, một khu dân cư tập trung các chuyên viên trẻ tuổi. Khu này được xây dựng phần lớn trên đất san lấp lấn biển.

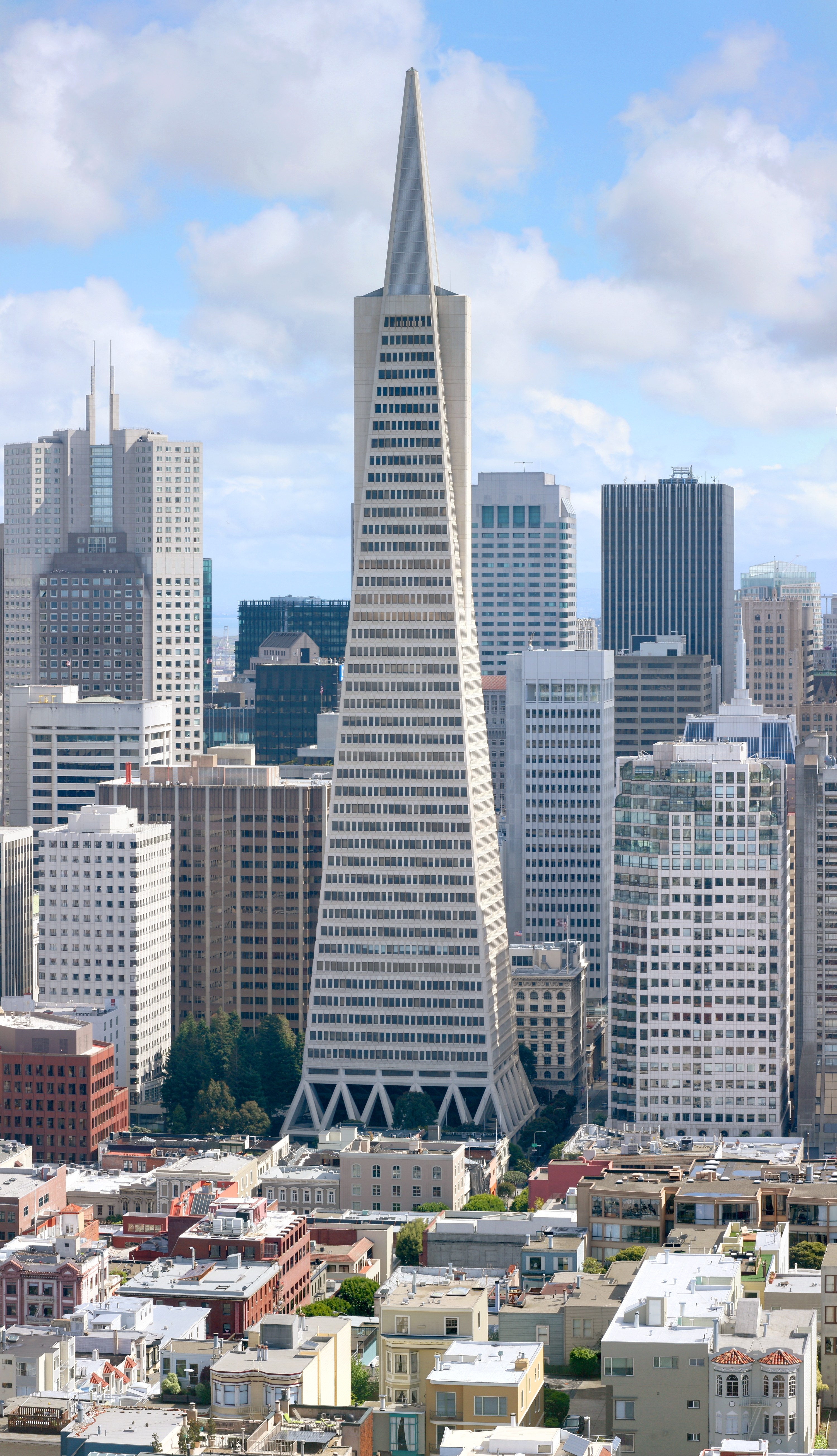
Transamerica Pyramid là tòa nhà cao nhất tại San Francisco

Bên trong khu định hướng đông nam của thành phố là khu Mission - vào thế kỷ 19 đã có dân số người nói tiếng Tây Ban Nha và di dân thuộc tầng lớp lao động đến từ Đức, Ý, Ireland và các nước Scandinavia. Trong thập niên 1910, một làn sóng di dân Trung Mỹ đã định cư tại khu Mission vào thập niên 1950 di dân từ México bắt đầu chiếm đa số. Trong những năm gần đây, hóa trình phát triển đã làm thay đổi nhân khẩu của một số nơi trong khu Mission từ dân nói tiếng Tây Ban Nha sang các chuyên gia tuổi đôi mươi với lối sống kiểu hipster. Noe Valley nằm ở phía tây nam và Bernal Heights nằm ở phía nam ngày càng trở nên hấp dẫn những gia đình trẻ có con cái. Phía đông của khu Mission là khu dân cư Potrero Hill, một khu dân cư phần lớn gồm chỉ nhà ở mà từ đó có thể nhìn thấy rõ cảnh quanh của phố chính thành phố San Francisco. Ở phía tây của khu Mission, khu vực trong lịch sử được gọi là Eureka Valley mà hiện nay được gọi phổ biến là the Castro, từng là khu vực của người thuộc tầng lớp lao động Ireland và Scandinavia. Nó đã trở thành làng đồng tính đầu tiên và nổi tiếng của Bắc Mỹ và hiện nay là trung tâm của lối sống đồng tính trong thành phố. Khu Excelsior nằm gần ranh giới phía nam của thành phố là một trong số các khu dân cư đa sắc tộc nhất tại San Francisco. Khu Bayview-Hunters Point với đa số là người Mỹ gốc châu Phi nằm xa trong góc đông nam thành phố là một trong số các khu dân cư nghèo nhất và có tỉ lệ tội phạm cao mặc dù khu vực này đã và đang là tâm điểm của các dự án mở rộng nâng cấp đô thị gây tranh cãi.
Việc xây dựng đường hầm Twin Peaks năm 1918 đã nối liền các khu dân cư đến phố chính bằng xe điện thô sơ, đẫy nhanh tiến độ phát triển khu West Portal, và các khu ảnh hưởng là Forest Hill và St. Francis Wood nằm lân cận. Xa về phía tây, kéo dài cho đến Thái Bình Dương và về hướng bắc đến Công viên Cổng Vàng là khu Sunset rộng lớn. Đây là khu vực trung lưu lớn tập trung đa số là người gốc châu Á.
Khu định hướng tây bắc thành phố gồm có khu Richmond, đây cũng là khu dân cư đa số thuộc giới trung lưu ở phía bắc Công viên Cổng Vàng và là nơi cư ngụ của các di dân từ các nước châu Á cũng như nhiều người di dân Nga và Ukraina.

### Bãi biển và công viên

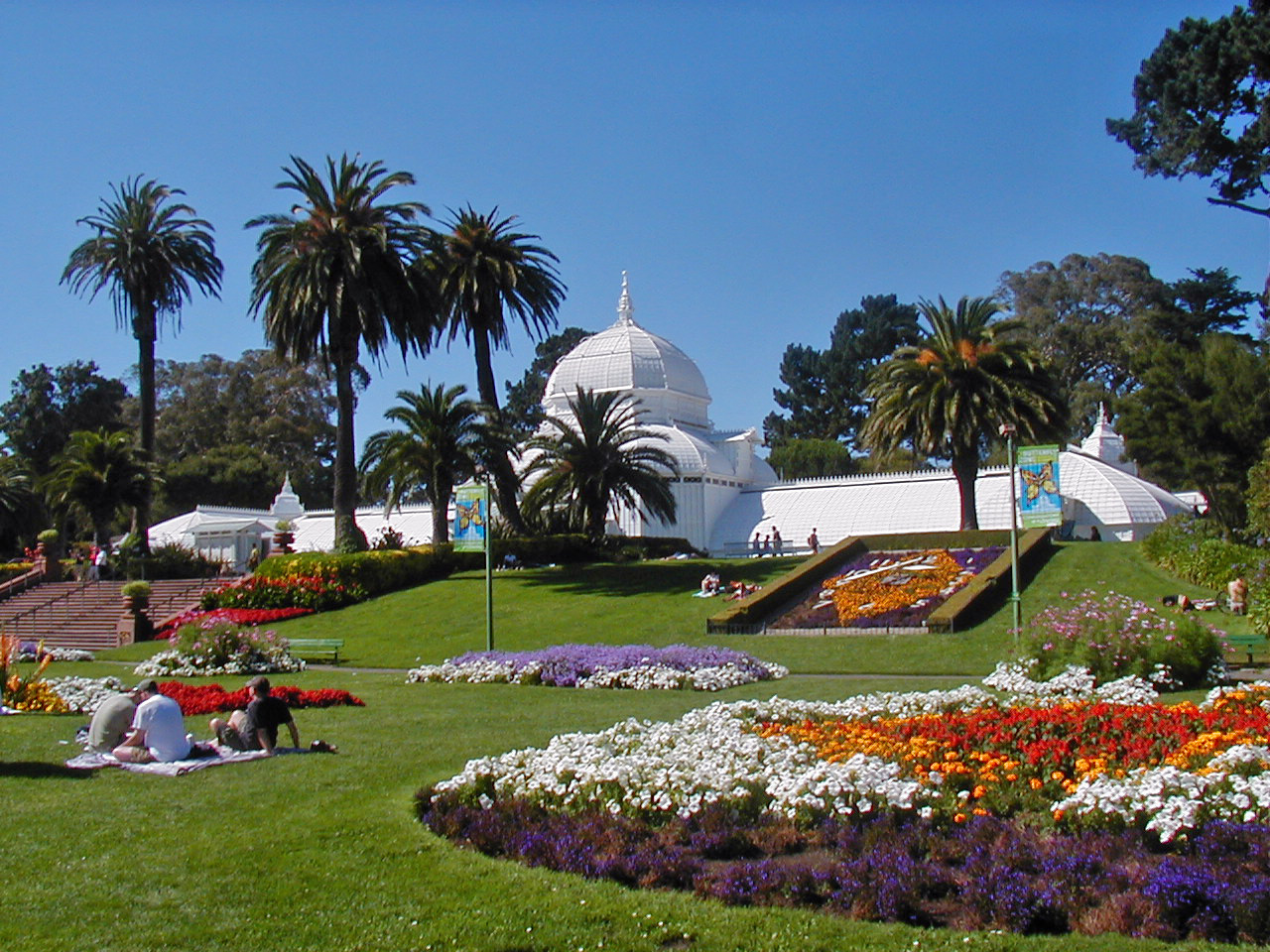
Vườn thực vật "Conservatory of Flowers" trong Công viên Cổng Vàng

Một vài công viên của San Francisco và tất cả các bãi biển lân cận của nó hình thành nên một phần Khu Giải trí Quốc gia Golden Gate. Đây là một trong số các đơn vị công viên được viếng thăm nhiều nhất của hệ thống công viên quốc gia tại Hoa Kỳ với trên 13 triệu du khách mỗi năm. Trong số những điểm hấp dẫn của khu giải trí quốc gia bên trong thành phố là Bãi Đại Dương chạy dọc đường bờ biền Thái Bình Dương là nơi lui tới xôi động của cộng đồng lướt sóng và Bãi Baker nằm trong một nơi kép kín ở phía tây Golden Gate và là một phần của đồn San Francisco. Cũng nằm bên trong đồn là bãi đáp Crissy, một sân bay trước kia được khôi phục trở về với hệ sinh thái gồm đầm nước mặn tự nhiên. Khu giải trí cũng quản lý đồn Funston, Lands End, đồn Mason và Alcatraz. Cục Công viên Quốc gia Hoa Kỳ tự quản lý Công viên Lịch sử Quốc gia Biển San Francisco – một đoàn tàu lịch sử và bất động sản ở mặt tiền bờ biển nằm quanh Công viên Aquatic.

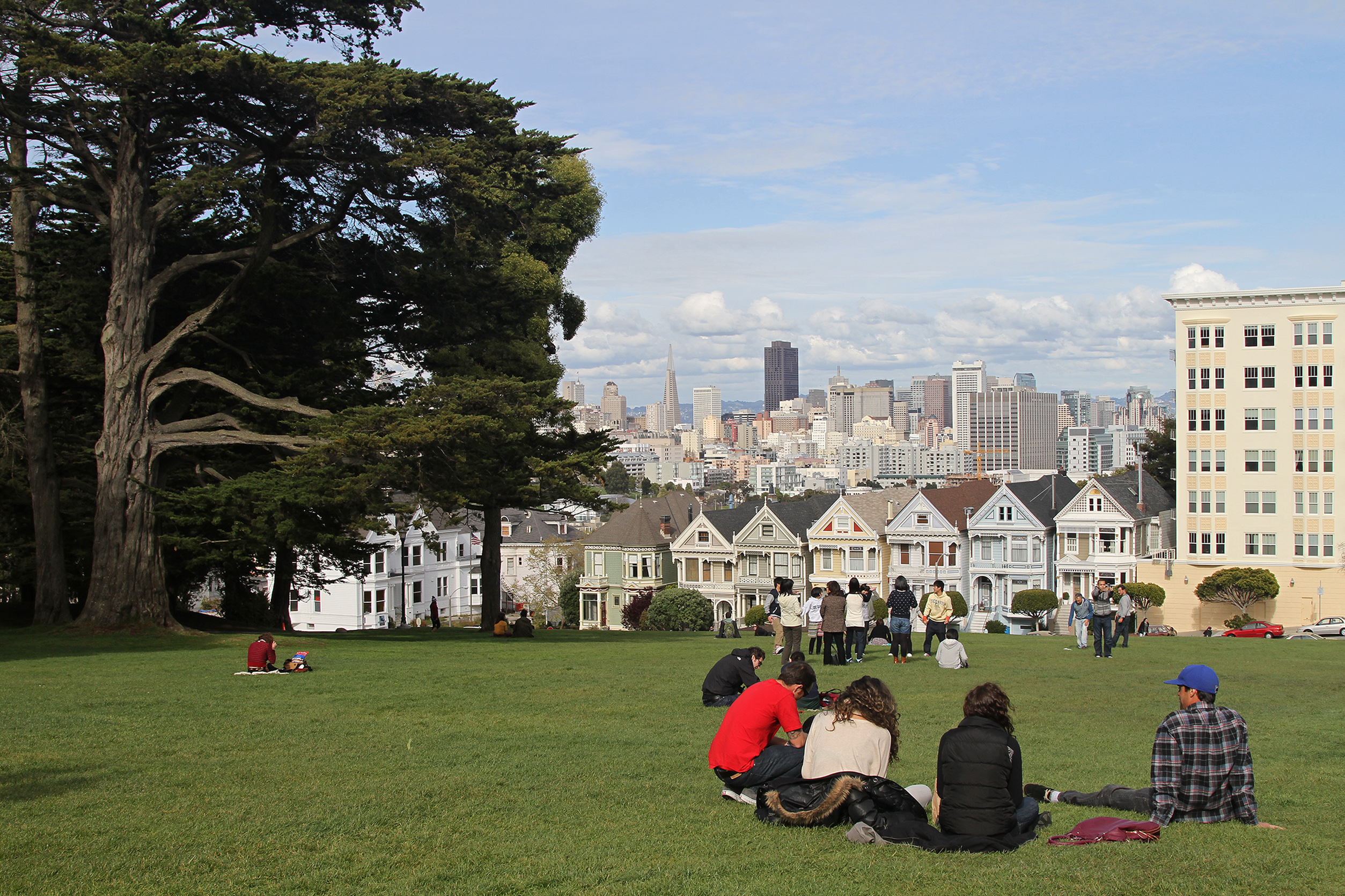
Quảng trường Alamo là một trong số các công viên nổi tiếng nhất trong khu vực. Nó thường là biểu tượng của thành phố San Francisco vì vị trí đại chúng của nó đối với văn hóa đại chúng và phim ảnh.

Có hơn 220 công viên được Sở Công viên và Giải trí San Francisco bảo trì. Công viên lớn nhất và nổi tiếng nhất của thành phố là Công viên Cổng Vàng, chạy dài từ trung tâm thành phố ở phía tây đến Thái Bình Dương. Từng được bao phủ bởi cỏ bản địa và đụn cát, công viên hình thành trong thập niên 1860 và được trồng đại trà với nhiều loại cây cỏ không bản địa. Công viên lớn gồm có nhiều điểm hấp dẫn thiên nhiên và văn hóa như vườn thực vật "Conservatory of Flowers", Vườn trà Nhật Bản, Vườn Thực vật San Francisco. Hồ Merced là một hồ nước ngọt bao quanh bởi đất công viên và nằm gần Vườn thú San Francisco, một công viên do thành phố làm chủ có trên 250 loài động vật, có cả nhiều loại động vật có nguy cơ tuyệt chủng. Công viên duy nhất thuộc hệ thống Công viên Tiểu bang California nằm chính yếu bên trong thành phố San Francisco là Candlestick Point. Đây là khu giải trí đô thị đầu tiên của tiểu bang California.

## Văn hóa và đời sống đương đại

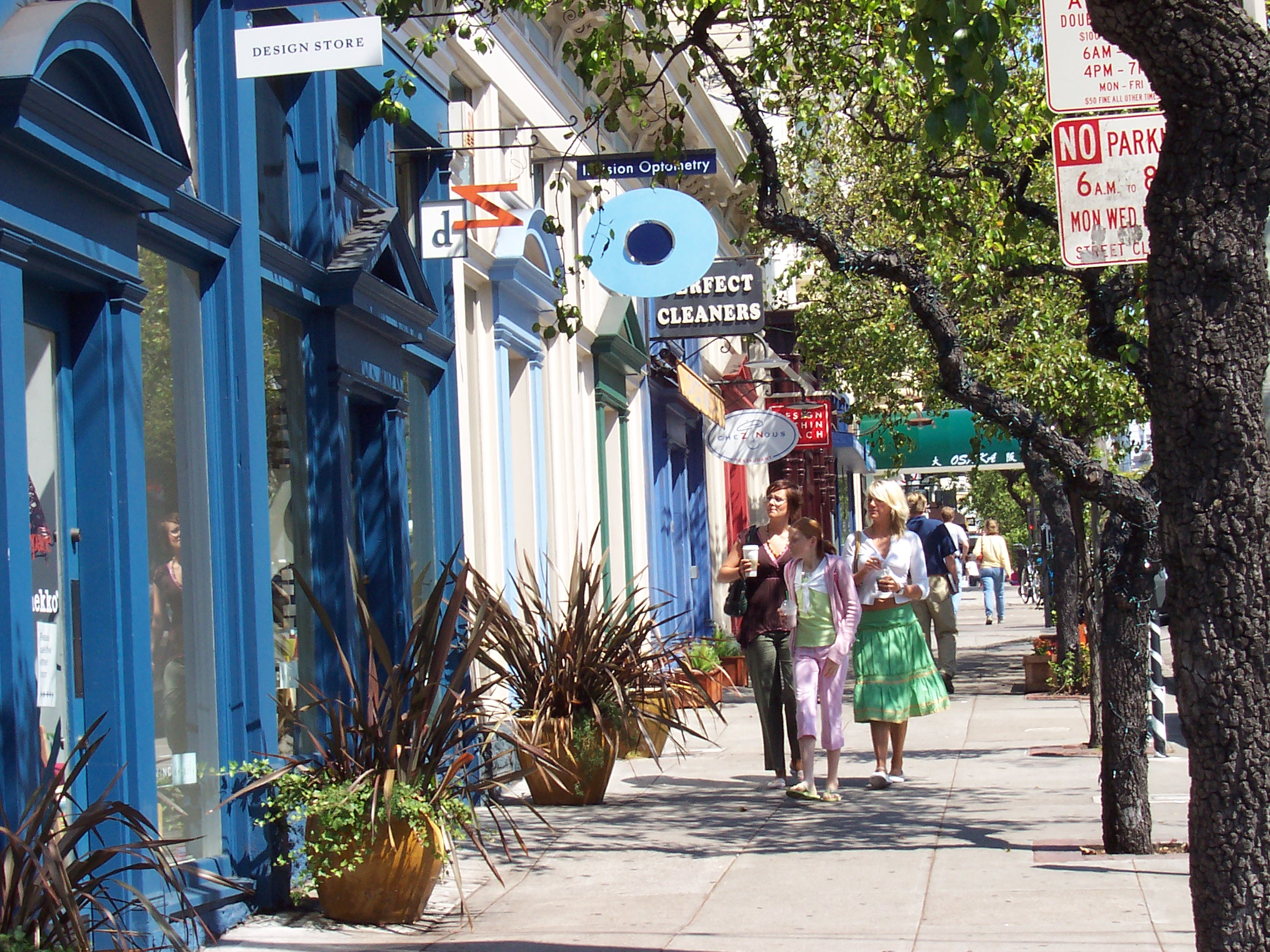
Các cửa hiệu nằm dọc theo phố Fillmore trong khu Pacific Heights

Tuy khu tài chính, quảng trường Union, và Bến Ngư Phủ nổi tiếng khắp thế giới nhưng San Francisco cũng đặc biệt bởi vô số các đường phố giàu văn hóa cùng với các khu phức hợp vây quanh bởi các hành lang thương mại trung tâm mà dân cư ngụ tại đây cũng như du khách có thể đi bộ lui tới. Vì những đặc điểm này, San Francisco được xếp loại thành phố "dễ đi bộ nhất" bởi trang mạng Walkscore.com. Nhiều khu dân cư có đủ loại cơ sở thương mại, nhà hàng và nơi vui chơi giải trí, đáp ứng nhu cầu hàng ngày của cư dân địa phương cũng như phục vụ du khách. Một số khu dân cư có nhiều cửa hiệu nhỏ, tiệm cà phê và hộp đêm như phố Union trong khu Cow Hollow, phố số 24 trong khu Noe Valley, phố Valencia trong khu Mission và phố Irving trong khu Nội Sunset. Chiều hướng này đặc biệt đã có ảnh hưởng đến sự tái phát triển hiện nay tại khu dân cư South of Market với các cơ sở thương mại và dịch vụ mọc lên dọc theo các tòa nhà chung cư cao tầng.

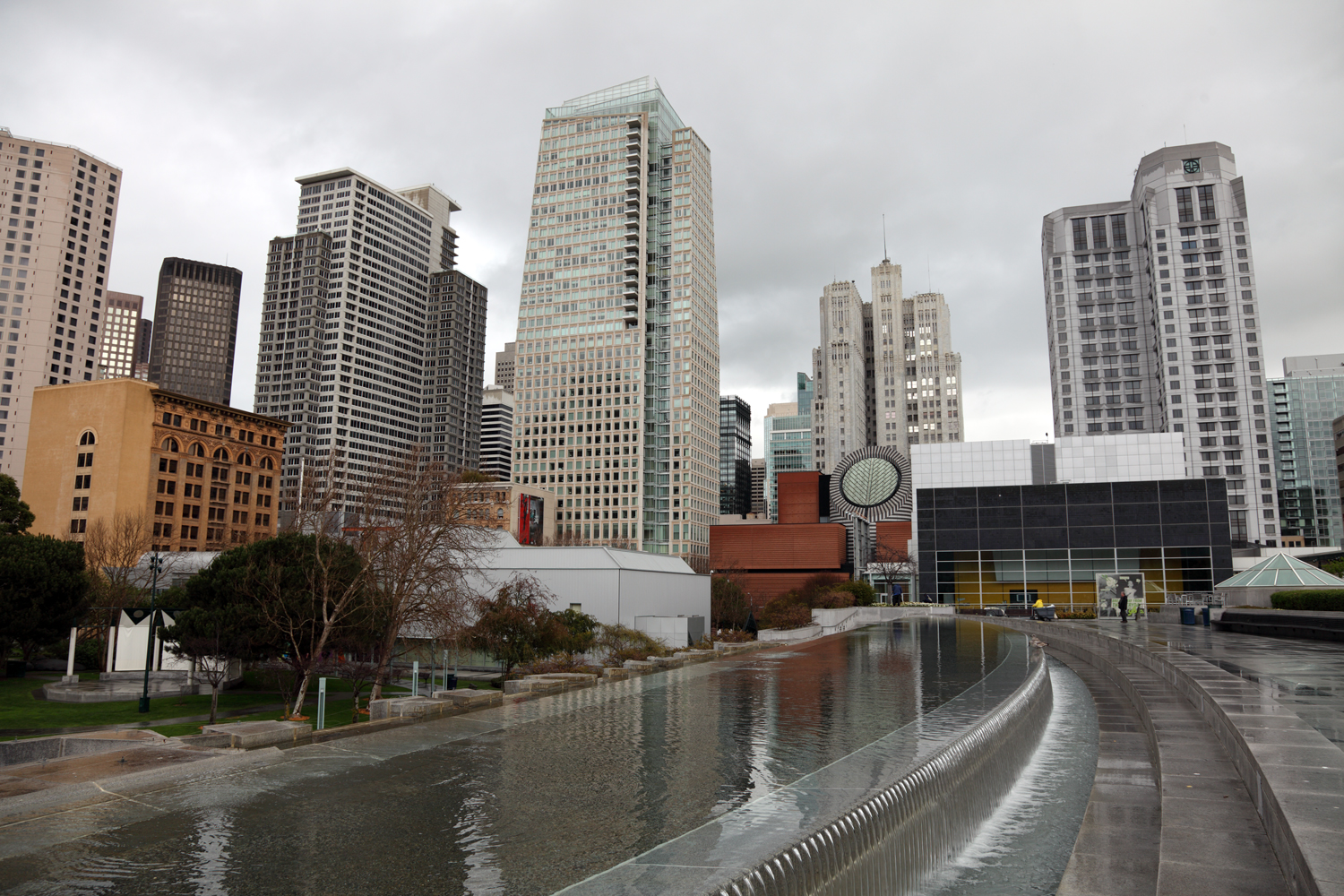
Các tòa nhà cao tầng vây quanh Yerba Buena Gardens trong khu South of Market

Từ thập niên 1990, nhu cầu về nhân công lành nghề trong lĩnh vực công nghệ thông tin từ các công ty khởi nghiệp và Thung lũng Điện tử lân cận đã hấp dẫn nhiều công nhân kỹ thuật đến đây từ khắp nơi trên thế giới, tạo nên tiêu chuẩn sinh hoạt cao tại San Francisco. Nhiều khu dân cư mà trước kia từng là nơi cư ngụ của người lao động chân tay, tầng lớp trung lưu và tầng lớp thấp hơn đã được tái quy hoạch và phát triển. Nhiều khu công nghiệp và thương mại của thành phố đã trải qua một cuộc phục hưng do bị cuốn hút bởi sự tái phát triển con đường mặt tiền bờ biển phía đông là Embarcadero trong đó phải kể đến là khu South Beach và Mission Bay. Giá trị bất động sản và lợi tức mỗi hộ gia đình của thành phố tăng vọt lên thành một trong những con số cao nhất tại Hoa Kỳ, tạo nên một khung cảnh nhà hàng lớn sang trọng, bán lẻ và giải trí. Theo một cuộc thăm dò chất lượng cuộc sống của các thành phố trên thế giới năm 2008, San Francisco được xếp thứ hai so với bất cứ thành phố nào tại Hoa Kỳ về chất lượng cuộc sống cao nhất. Tuy nhiên, vì giá sinh hoạt cao khác thường nên nhiều gia đình thuộc tầng lớp trung lưu và thấp hơn rời bỏ thành phố để đến các khu ngoại ô xa hơn của vùng vịnh San Francisco, hay đến vùng Thung lũng Trung tâm của California.
Đặc tính quốc tế mà thành phố San Francisco tự hào kể từ khi được thành lập và vẫn còn được tiếp tục cho đến ngày nay là số lượng lớn di dân đến từ châu Á và châu Mỹ Latin. Với 39% dân cư ngụ được sinh ra ở ngoại quốc, San Francisco có vô số khu dân cư đầy ấp các cơ sở thương mại và cơ sở công dân nhằm phục vụ người mới đến. Đặc biệt, nhiều người Trung Hoa mới đến đã bổ sung thêm cho cộng đồng người Trung Hoa vốn có mặt lâu đời trong Phố Tàu lịch sử, nay hiện diện khắp nơi trong thành phố và chuyển hóa cuộc diễn hành Tết Trung Hoa hàng năm thành sự kiện lớn nhất cùng loại ở bên ngoài Trung Quốc.

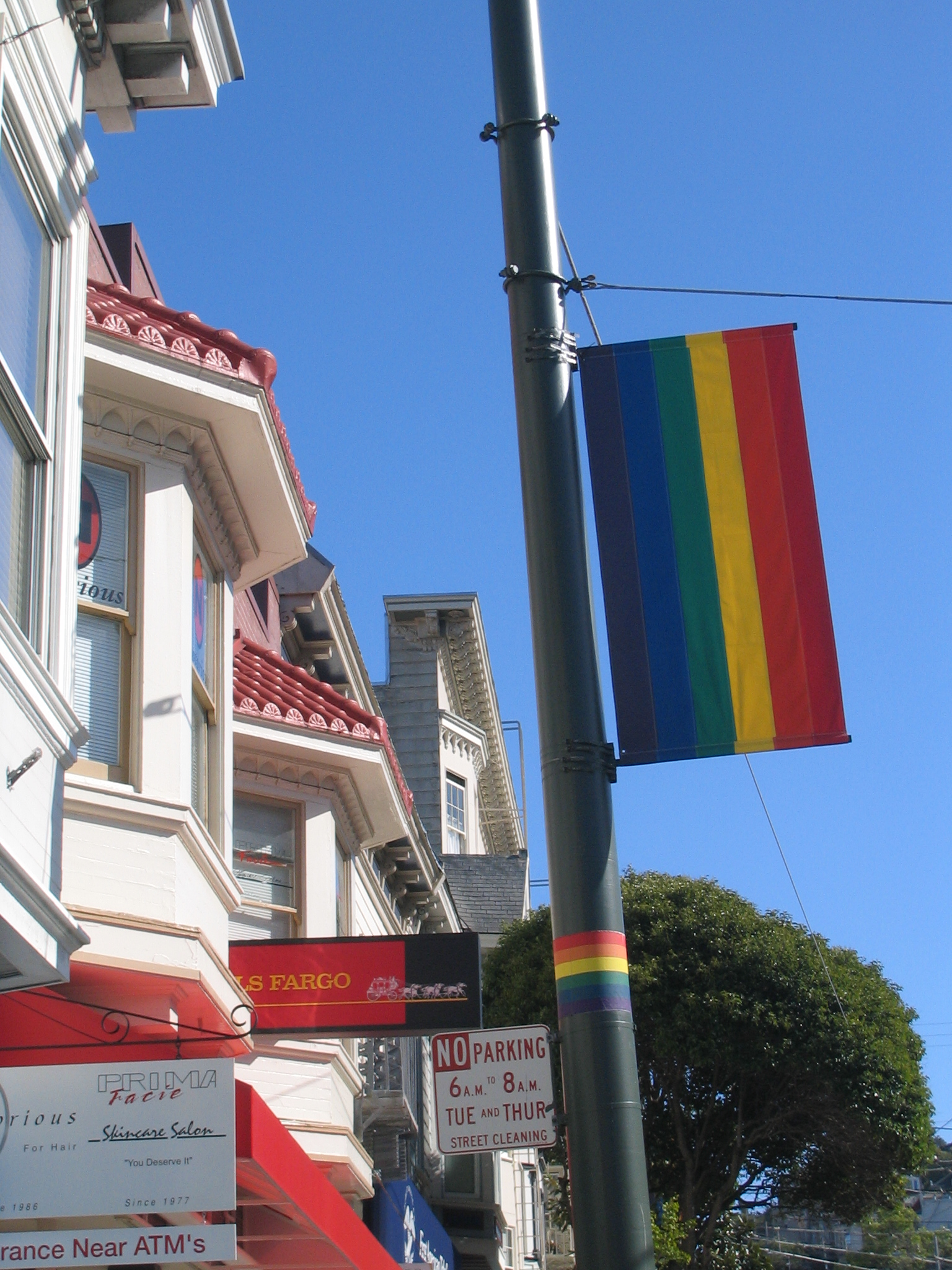
Cờ "cầu vòng", biểu tượng tự hào của người đồng tính có nguồn gốc tại San Francisco; những băng rôn như thế này được trang trí trên các đường phố tại khu The Castro.

Với sự xuất hiện của các nhà văn và họa sĩ thế hệ Beat vào thập niên 1950 và những thay đổi xã hội lên đến cực độ thành Summer of Love tại khu Haight-Ashbury trong suốt thập niên 1960, San Francisco trở thành một trung tâm của phong trào vận động cho tự do cấp tiến. Đảng Dân chủ và đảng ít thế lực hơn là Đảng Xanh kiểm soát nền chính trị thành phố kể từ cuối thập niên 1970 sau khi ứng viên nặng ký cuối cùng của Đảng Cộng hòa thất cử trong cuộc bầu cử thị trưởng thành phố vào năm 1975 bởi một sai khác phiếu bầu khích khao. San Francisco đã không bầu quá 20% số phiếu cho một ứng cử viên tổng thống hay thượng viện kể từ năm 1988. Năm 2007, thành phố mở rộng chương trình trợ giúp y tế Medicaid và những chương trình y tế giúp đỡ người nghèo khác thành chương trình "San Francisco Lành mạnh". Chương trình này trợ giá một số dịch vụ y tế cho những cư dân hội đủ tiêu chuẩn.
San Francisco có một lịch sử thân thiện đối với người đồng tính. Đây là nơi thành lập tổ chức quyền của người đồng tính nữ đầu tiên tại Hoa Kỳ, Daughters of Bilitis; người tự nhận đồng tính nam đầu tiên ra ứng cử chức vụ công tại Hoa Kỳ là José Sarria; người tự nhận đồng tính nam đầu tiên được bầu vào chức vụ công tại Hoa Kỳ là Harvey Milk; người tự nhận đồng tính nữ đầu tiên được bổ nhiệm thẩm phán tại Hoa Kỳ là Mary C. Morgan; và ủy viên cảnh sát chuyển giới đầu tiên là Theresa Sparks. Dân số người đồng tính đông đảo của thành phố đã tạo ra và giữ vững một cộng đồng hoạt động văn hóa và chính trị trên nhiều thập niên, phát triển một sự hiện diện mạnh mẽ trong đời sống dân sự của San Francisco. Là một trong số các điểm đến hấp dẫn nhất cho du khách đồng tính quốc tế, thành phố là chủ nhà của cuộc diễu hành "Niềm tự hào San Francisco", một trong số các cuộc diễu hành đồng tính lớn nhất và xưa nhất.

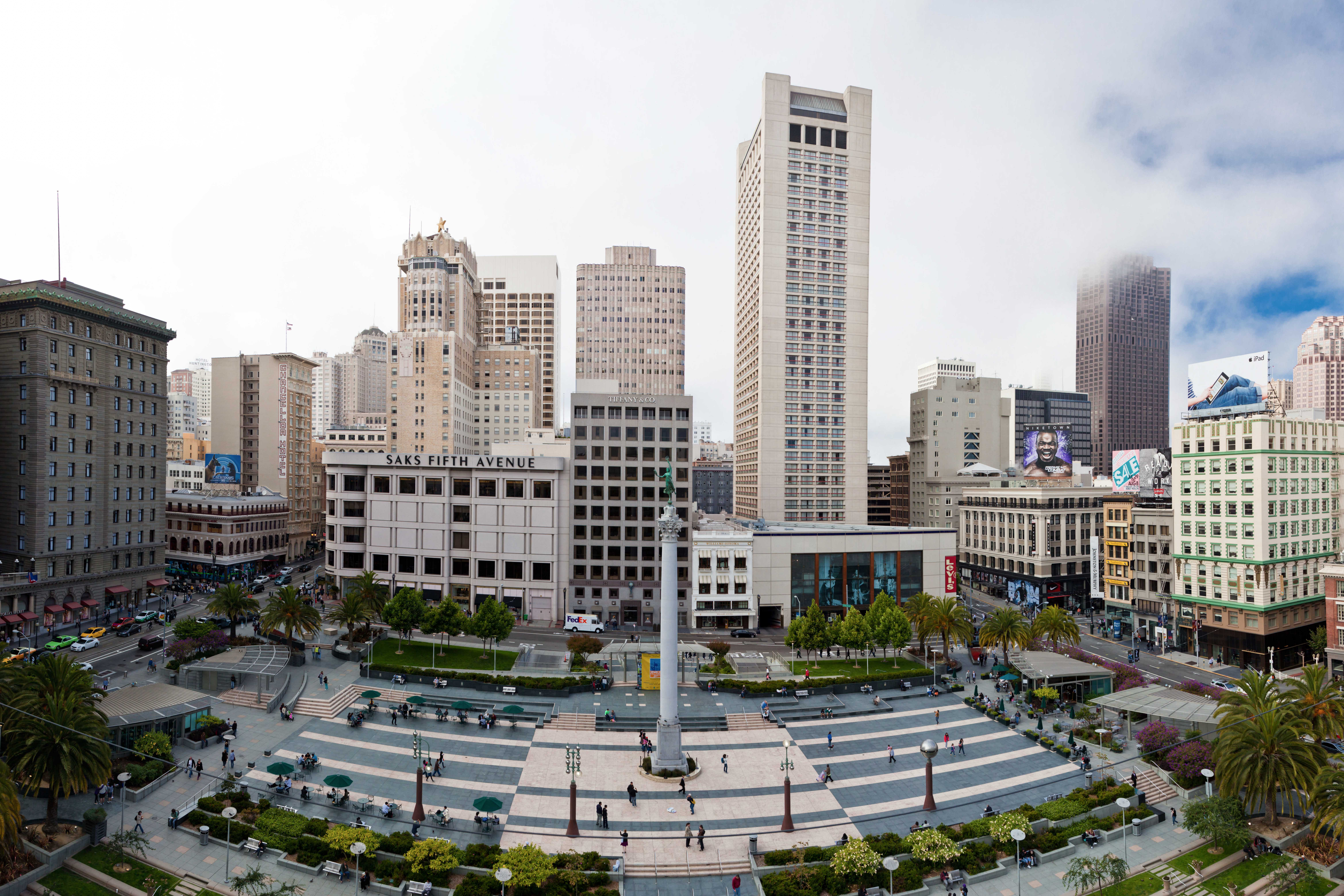
Quảng trường Thống nhất (Union Square)

San Francisco cũng có một cộng đồng rất năng nổ hoạt động vì môi trường. Bắt đầu với sự thành lập Câu lạc bộ Sierra năm 1892 đến thành lập "Friends of the Urban Forest" (những người bạn của rừng đô thị) năm 1981, San Francisco luôn ở phía trước trong nhiều cuộc thảo luận toàn cầu có liên quan đến môi trường thiên nhiên của chúng ta. Chương trình tái sinh vật liệu của San Francisco năm 1980 là một trong các chương trình tái sinh vật liệu rác sinh hoạt đầu tiên nhất. Đề xướng GoSolarSF (San Francisco, tiến tới với năng lượng mặt trời) của thành phố giúp thúc đẩy việc lắp đặt các hệ thống sử dụng năng lượng mặt trời. Ủy ban Công chánh San Francisco đang giới thiệu chương trình "CleanPowerSF" (năng lượng sạch San Francisco) để bán điện từ các nguồn năng lượng tái sinh địa phương. SF Greasecycle (tái sinh dầu ăn San Francisco) là chương trình tái chế dầu ăn đã sử dụng để biến thành dầu sinh học diesel.
Dự án năng lượng mặt trời "Hồ Sunset" vừa mới hoàn thành đã lắp đặt 25.000 tấm thu năng lượng mặt trời trên nóc hồ chứa nước rộng 480.000 ft vuông (45.000 m²). Nhà máy phát điện 5 MegaWatt này cung cấp hơn gấp ba lần khả năng phát điện năng lượng mặt trời của thành phố khi nó hoạt động vào tháng 12 năm 2010.

### Giải trí và nghệ thuật biểu diễn

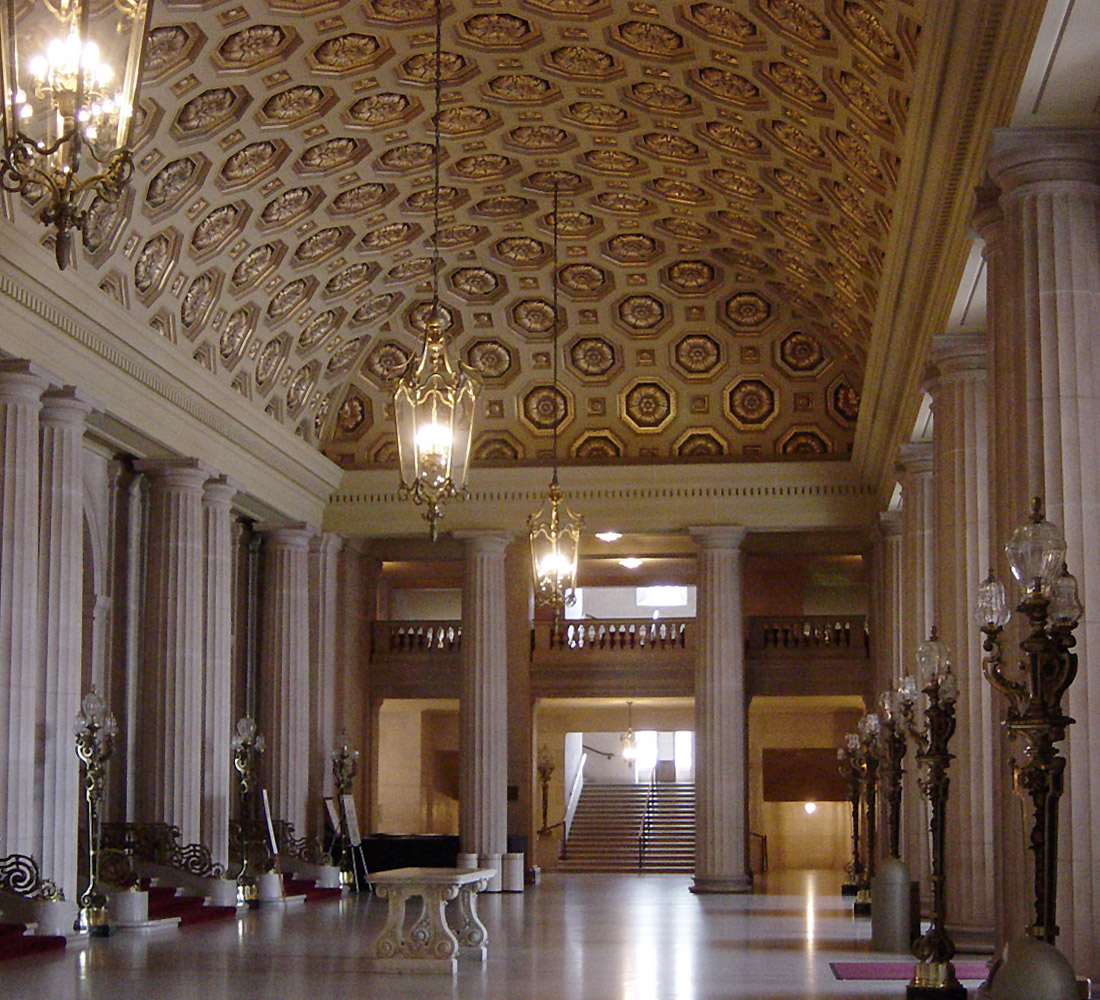
Đại sảnh của Nhà hát Nhạc kịch Tưởng niệm Chiến tranh, một trong số các công trình xây dựng cuối cùng được xây lối kiến trúc Beaux-Arts tại Hoa Kỳ

Trung tâm Nghệ thuật Biểu diễn và Tưởng niệm Chiến tranh của San Francisco là nơi biểu diễn của một số đoàn nghệ thuật lâu đời nhất tại Hoa Kỳ. Nhà hát Nhạc kịch Tưởng niệm Chiến tranh là nơi biểu diễn của Nhạc kịch San Francisco, đoàn nhạc kịch lớn thứ hai tại Bắc Mỹ cũng như Vũ đoàn Ba lê San Francisco trong khi đó Nhạc giao hưởng San Francisco trình diễn trong Thính phòng Nhạc giao hưởng Davies. Nhà hát Herbst là nơi biểu diễn nhiều loại nhạc cũng như là nơi tổ chức những buổi nói chuyện trên sân khấu về nghệ thuật được phát thanh trực tiếp trên chương trình radio công cộng.
The Fillmore là một sân khấu âm nhạc trong khu Western Addition. Đây là diện mạo thứ hai của sân khấu lịch sử từng nổi tiếng trong thập niên 1960 dưới thời Bill Graham làm người quảng bá ca nhạc. Đây là nơi những ca nhạc sĩ nay đã thành danh biểu diễn lần đầu tiên như Grateful Dead, Janis Joplin, Led Zeppelin và Jefferson Airplane. Beach Blanket Babylon là một chương trình ca vũ nhạc kịch thường biểu diễn với đông đảo khán giả đến xem tại khu North Beach từ năm 1974.
Đoàn kịch "American Conservatory Theater" (A.C.T.) là một lực lượng biểu diễn nghệ thuật tại Vùng Vịnh San Francisco từ khi nó di chuyển đến San Francisco năm 1967. San Francisco thường xuyên là nơi lưu diễn quốc gia của các vở nhạc kịch Broadway tại một số sân khấu thuộc thời đại thập niên 1920 nằm trong khu Theater trong đó có nhà hát Curran, Orpheum, và Golden Gate.

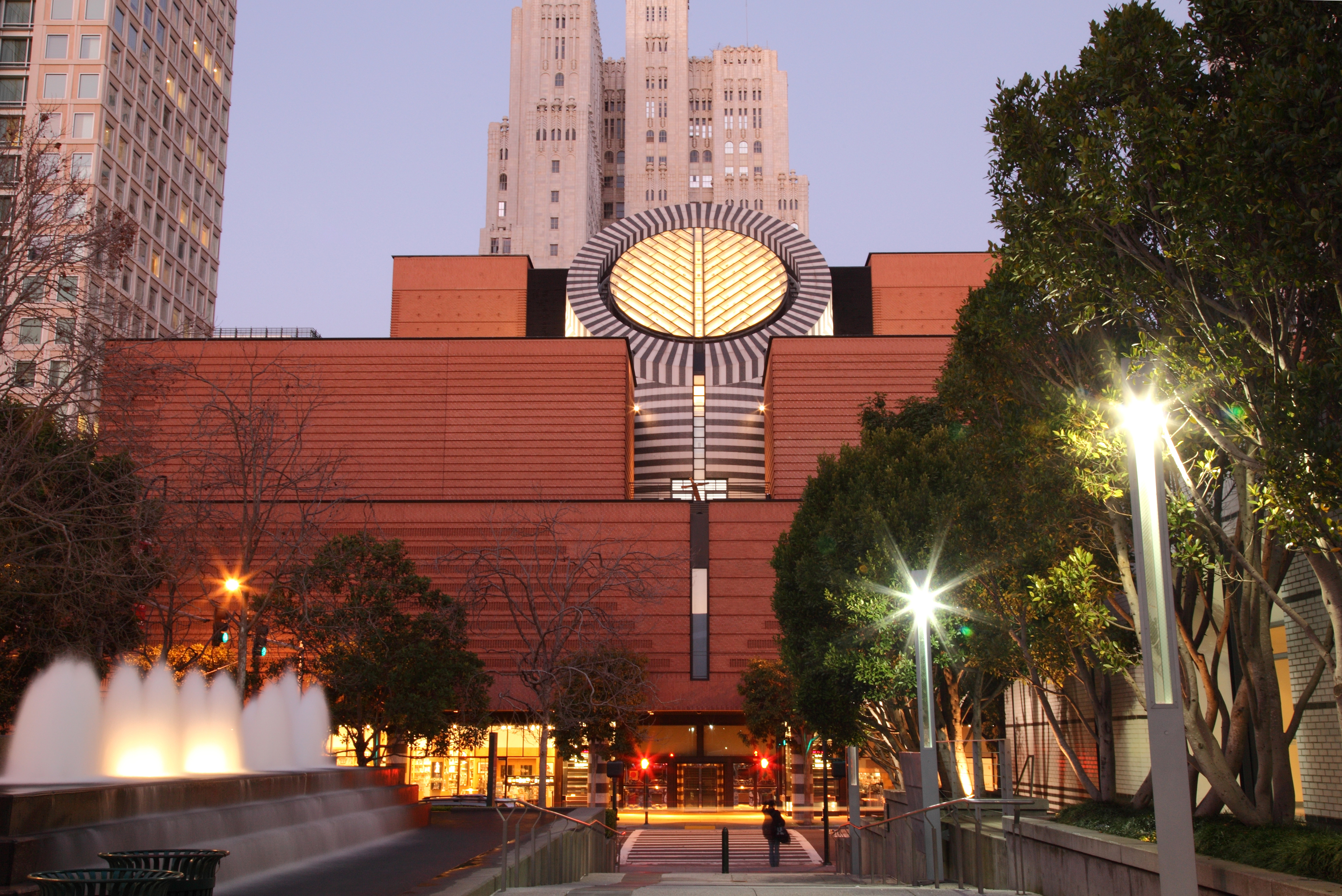
Công trình xây dựng gạch đỏ và hình tròn trung tâm Bảo tàng Nghệ thuật Hiện đại San Francisco được nhìn thấy từ Yerba Buena Gardens. Tòa nhà Pacific Telephone kiểu kiến trúc Art Deco (1925) vươn lên phía sau bảo tàng.

### Bảo tàng
Bảo tàng Nghệ thuật Hiện đại San Francisco (SFMOMA) là nơi trưng bài các tác phẩm nghệ thuật thế kỷ 20 và đương đại. Nó được di dời đến tòa nhà hiện tại trong khu dân cư South of Market năm 1995 và hiện nay hấp dẫn hơn 600 ngày lượt người thăm viếng mỗi năm. California Palace of the Legion of Honor là nơi trưng bày các tác phẩm nghệ thuật và cổ vật châu Âu tại tòa nhà trong Công viên Lincoln. Nó được xây dựng theo mẫu của Palais de la Légion d'Honneur ở Paris. Nó được Bảo tàng Mỹ thuật San Francisco điều hành. Bảo tàng mỹ thuật này cũng điều hành Bảo tàng Tưởng niệm M. H. de Young nằm trong Công viên Cổng Vàng. Bộ sưu tập của Bảo tàng de Young gồm có các mẫu vật trang trí Mỹ và mẫu vật nhân loại học từ châu Phi, châu Đại Dương và châu Mỹ. Trước khi được xây dựng với bộ dạng mạ đồng hiện tại và hoàn thành vào năm 2005, Bảo tàng de Young cũng là cơ sở của Bảo tàng Nghệ thuật Á châu mà trong đó có các cổ vật từ trên 6 ngàn năm lịch sử của Á châu. Bảo tàng Nghệ thuật Á châu di chuyển vào trong thư viện cũ của San Francisco gần Trung tâm Civic vào năm 2003.
Đối diện quảng trường Music Concourse từ Bảo tàng de Young là Viện Khoa học California, một bảo tàng lịch sử tự nhiên. Cơ sở vật chất hiện tại của nó gồm có một mái xanh là một thí dụ về kiến trúc thân thiện môi trường. Nó được mở cửa vào năm 2008. Nằm trên Bến cảng số 15 trên khu bến tàu Embarcadero, Exploratorium là một bảo tàng khoa học tương tác do nhà vật lý Frank Oppenheimer thành lập vào năm 1969. Hai chiếc tàu của bảo tàng đậu gần Bến Ngư Phủ là tàu chở hàng thời Chiến tranh thế giới thứ hai SS Jeremiah O'Brien và tàu ngầm USS Pampanito. Trên Nob Hill, Bảo tàng Xe Cáp San Francisco là bảo tàng còn hoạt động gồm có động cơ để kéo các dây cáp và kho chứa xe cáp.

### Truyền thông
Tờ nhật báo chính tại San Francisco là tờ San Francisco Chronicle, hiện nay là tờ báo có số lượng phát hành lớn nhất tại vùng Bắc California. Tờ Chronicle nổi tiếng nhất với cựu bình luận gia quá cố Herb Caen mà sự suy tư trầm ngâm hàng ngày của ông đã thu hút nhiều sự tán dương của độc giả và đại diện cho "tiếng nói của San Francisco". Tờ San Francisco Examiner, từng là viên đá góc của đế quốc truyền thông của William Randolph Hearst,bị suy giảm số lượng độc giả trong những năm qua và hiện nay biến thành tờ báo lá cải miễn phí hàng ngày dưới quyền người chủ mới. Sing Tao Daily tự tuyên bố là tờ báo lớn nhất trong số các nhật báo tiếng Hoa phục vụ vùng vịnh. Các tờ báo phụ hàng tuần gồm San Francisco Bay Guardian và SF Weekly. San Francisco Magazine và 7x7 là các tạp chí mặt bóng lớn viết về San Francisco. Tạp chí quốc gia Mother Jones cũng được đặt tại San Francisco.
Vùng Vịnh San Francisco là thị trường truyền hình lớn thứ sáu và thị trường radio lớn thứ tư tại Hoa Kỳ. Đài phát thanh xưa nhất của thành phố, KCBS (AM), bắt đầu trong vai trò một đài phát thanh thử nghiệm tại San Jose năm 1909 trước khi bắt đầu truyền thanh thương mại. KALW là đài phát thanh sóng FM đầu tiên của thành phố khi nó bắt đầu phát sóng vào năm 1941. Tất cả các hệ thống truyền hình lớn của Hoa Kỳ đều có đài thành viên phục vụ tại vùng. Đa số các đài thành viên đều đặt tại thành phố San Francisco. Cũng có một số đài truyền hình độc lập tại đây. BBC, CNN và ESPN có văn phòng tin tức vùng tại San Francisco. Đài truyền hình đầu tiên của thành phố là KPIX, bắt đầu phát hình năm 1948.
Truyền thông công cộng gồm có cả phát hình và phát thanh đều phát sóng dưới tên gọi bằng chữ cái KQED từ một cơ sở nằm gần khu dân cư Potrero Hill. KQED-FM là trạm thành viên truyền thanh công cộng quốc gia có nhiều người nghe nhất tại Hoa Kỳ. CNET và Salon.com có trung tâm tại San Francisco là hai công ty tiên phong sử dụng internet như trạm truyền thông đến mọi người. Kênh truyền hình vệ tinh không thương mại Link TV ra mắt năm 1999 tại San Francisco.
Các nhà phát minh của San Francisco đã tạo ra những dấu ấn cho truyền thông hiện đại. Năm 1877, Eadweard Muybridge đi đầu với công trình nghiên cứu về hình ảnh chuyển động. Đây là những hình ảnh chuyển động đầu tiên (phim). Rồi đến năm 1927, ống máy ảnh của Philo Farnsworth truyền đi hình ảnh đầu tiên. Đây là truyền hình đầu tiên.

### Thể thao và giải trí

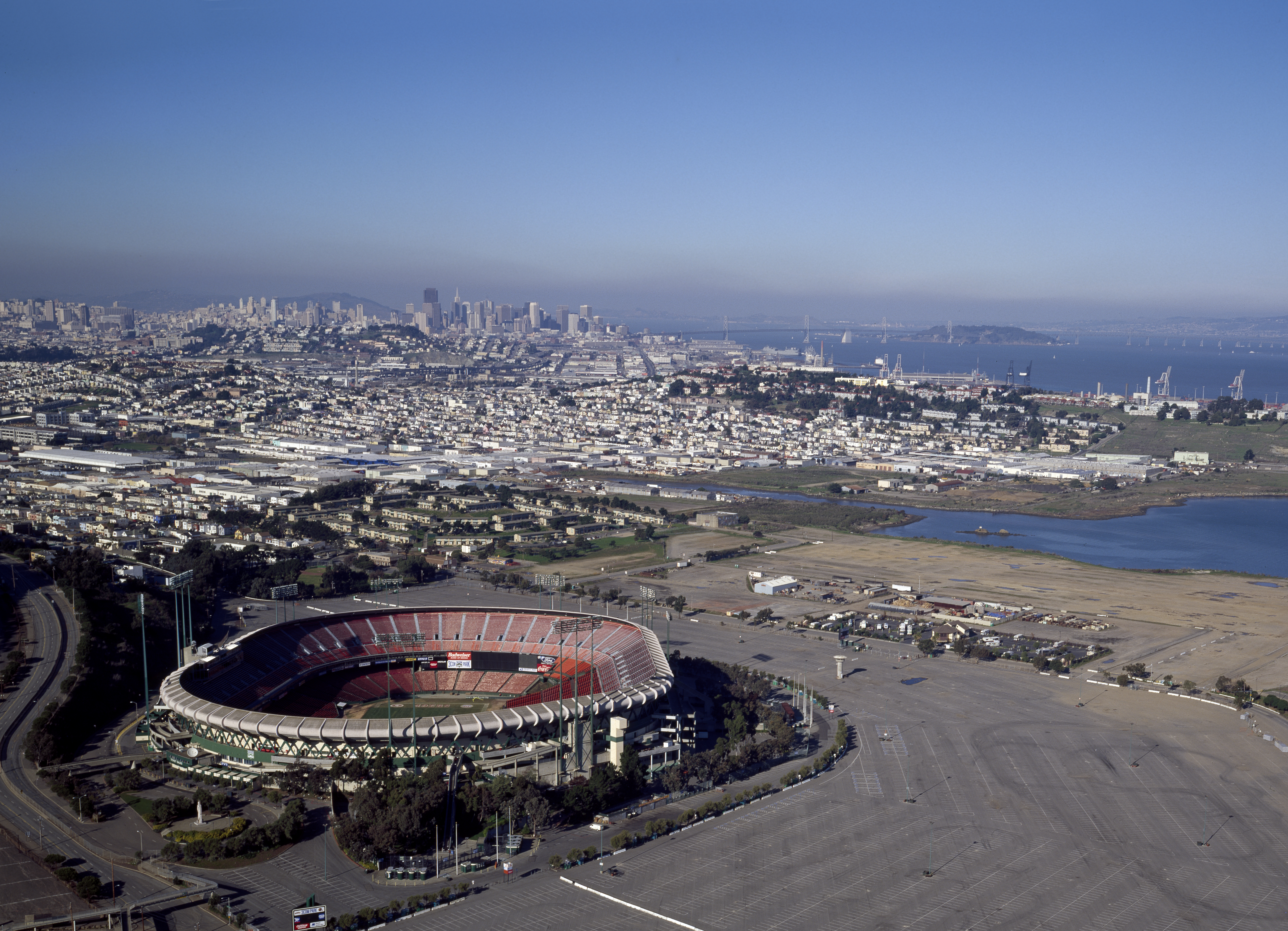
Sân vận động Candlestick Park là sân nhà của đội bóng chày The Giants từ năm 1960 đến 1999 và đội bóng bầu dục 49ers từ năm 1971 cho đến năm 2013.

Đội bóng bầu dục San Francisco 49ers thuộc Liên đoàn Bóng bầu dục Quốc gia (NFL) là đội bóng nhà nghề lớn trụ giữ lâu nhất trong thành phố. Đội bóng bắt đầu chơi vào năm 1946 trong Hội Bóng bầu dục Toàn-Mỹ (All-America Football Conference hay viết tắt là AAFC), gia nhập vào NFL năm 1950 và đóng tại sân vận động Candlestick Park năm 1971. Năm 2006, những chủ nhân của đội thông báo các kế hoạch di chuyển đội đến thành phố Santa Clara, California vào khoảng năm 2015; tên đội vẫn giữ nguyên là "San Francisco 49ers" cho dù đội nằm gần thành phố San Jose hơn. Đội 49ers đã thắng giải Super Bowl năm lần vào thập niên 1980 và thập niên 1990 dưới sự dẫn dắt của huấn lệnh viên Bill Walsh và George Seifert và các ngôi sao như Joe Montana, Steve Young, Ronnie Lott, và Jerry Rice.
Đội bóng chày San Francisco Giants rời Thành phố New York để đến California trước mùa giải năm 1958. Mặc dù kiêu hãnh với những ngôi sao như Willie Mays, Willie McCovey và Barry Bonds, đội trải qua 52 năm cho đến khi đoạt được danh hiệu World Series đầu tiên vào năm 2010 và đoạt thêm một danh hiệu vào năm 2012. Đội Giants chơi ở Oracle Park. Sân này mở cửa năm 2000, đây là một dự án viên đá góc của việc tái phát triển khu South Beach và Mission Bay. Năm 2012, San Francisco đứng số #1 trong số các thành phố bóng chày tốt nhất của Mỹ. Cuộc nghiên cứu xem xét vùng đô thị Hoa Kỳ nào đã sinh ra những đội bóng chày chủ lực nhất từ năm 1920.

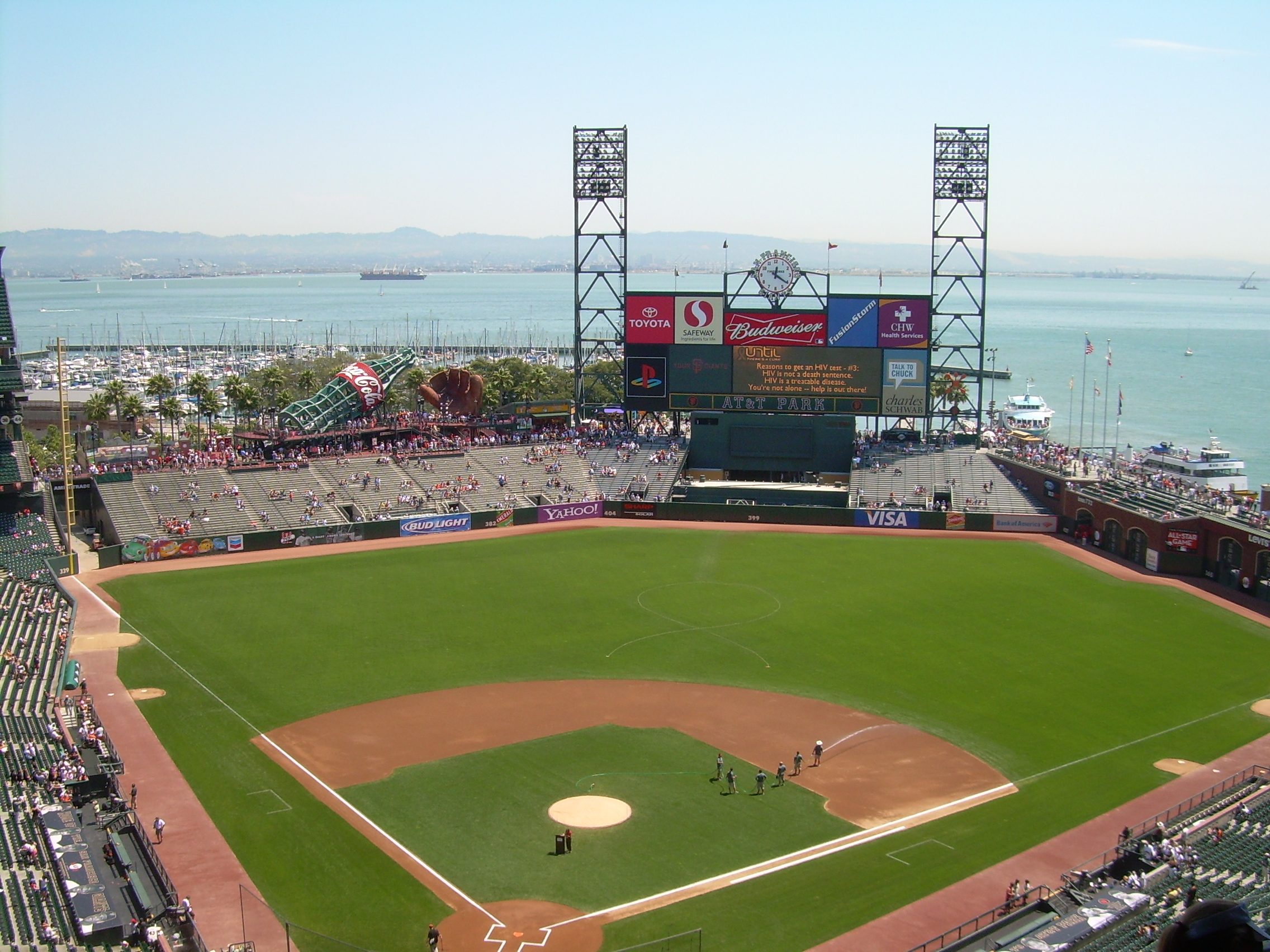
Oracle Park mở cửa năm 2000.

Ở cấp bậc đại học, các đội thể thao của Đại học San Francisco tranh tài trong nhóm I thuộc Hội Thể thao Đại học Quốc gia (NCAA). Bill Russell đã dẫn dắt chương trình này đến chức vô địch bóng rổ vào năm 1955 và 1956. Các đội thể thao của Đại học Tiểu bang San Francisco và Đại học Academy of Art tranh tài trong Nhóm II. Oracle Park đã tổ chức các trận bóng bầu dục đại học trước mùa giải hàng năm kể từ năm 2002. Năm 2011, San Francisco làm sân nhà cho đội bóng bầu dục California Golden Bears tại sân Candlestick Park và Oracle Park trong khi sân vận động nhà của đội tại thành phố Berkeley được chỉnh trang.
Liên đoàn Bóng rổ San Francisco Pro-Am là một liên đoàn hè quan trọng cho các cầu thủ quan tâm được phát hiện bởi các nhà săn tìm tài năng. Các trận được tổ chức tại nhà thi đấu Kezar Pavilion 4 ngàn chỗ ngồi. Các cầu thủ gồm mọi cấp bậc tham gia cùng với sự xuất hiện thường xuyên của những cầu thủ nhà nghề NBA lúc ngoài mùa thi đấu.

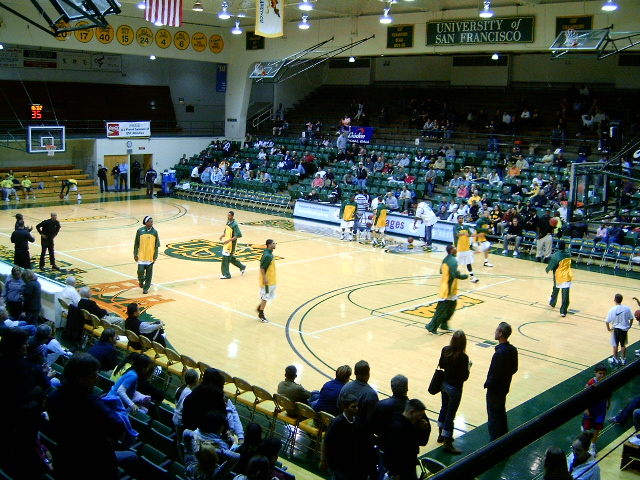
Đội bóng rổ nam Đại học San Francisco chơi trong khu War Memorial Gymnasium của trường đại học.

Cuộc chạy bộ "Bay to Breakers", được tổ chức hàng năm từ năm 1912, nổi tiếng nhất vì các trang phục màu sắc và một tinh thần cộng đồng ngày hội. Cuộc chạy đua San Francisco Marathon thu hút trên 21 ngàn người tham gia. Cuộc tranh tài ba môn hỗn hợp có tên "Thoát khỏi từ Alcatraz" từ năm 1980 thu hút 2 ngàn vận động viên nhà nghề và nghiệp dư hàng đầu tham dự cuộc tranh tài hàng năm. Câu lạc bộ Olympic, thành lập năm 1860, là câu lạc bộ thể thao xưa nhất tại Hoa Kỳ. Sân golf tư của nó nằm trên ranh giới với Thành phố Daly, là nơi tổ chức năm lần giải U.S. Open. Sân golf Harding Park công cộng đôi khi là điểm dừng chân của giải PGA Tour. San Francisco sẽ tổ chức giải đua thuyền buồm "2013 America's Cup".
Với khí hậu lý tưởng cho các hoạt động ngoài trời, San Francisco có cơ hội và nguồn lực phong phú cho giải trí và thể thao mở rộng cũng như nghiệp dư. Có trên 200 dặm (320 km) đường mòn dành cho xe đạp, làn xe đạp và đường xe đạp trong thành phố, Khu Embarcadero và Marina Green là nơi lý tưởng cho môn thể thao trượt ván. Các sân tennis công cộng rộng có ở trong Công viên Cổng Vàng và Công viên Dolores cũng như tại các sân nhỏ hơn trong các khu dân cư của thành phố. Người dân San Francisco thường được xếp trong số những người khỏe mạnh nhất tại Hoa Kỳ
Chạy tàu, đi thuyền buồm, lướt ván bằng buồm và bằng diều là trong số các hoạt động thể thao yêu chuộng trên Vịnh San Francisco. Thành phố bảo trì một bến thuyền buồm nằm trong Khu Marina. The St. Francis Yacht Club và Golden Gate Yacht Club are located in the Marina Harbor. Câu lạc bộ Thuyền buồm South Beach nằm kế bên Oracle Park và Cầu tàu số 39 có một bến đổ tàu thuyền rộng.

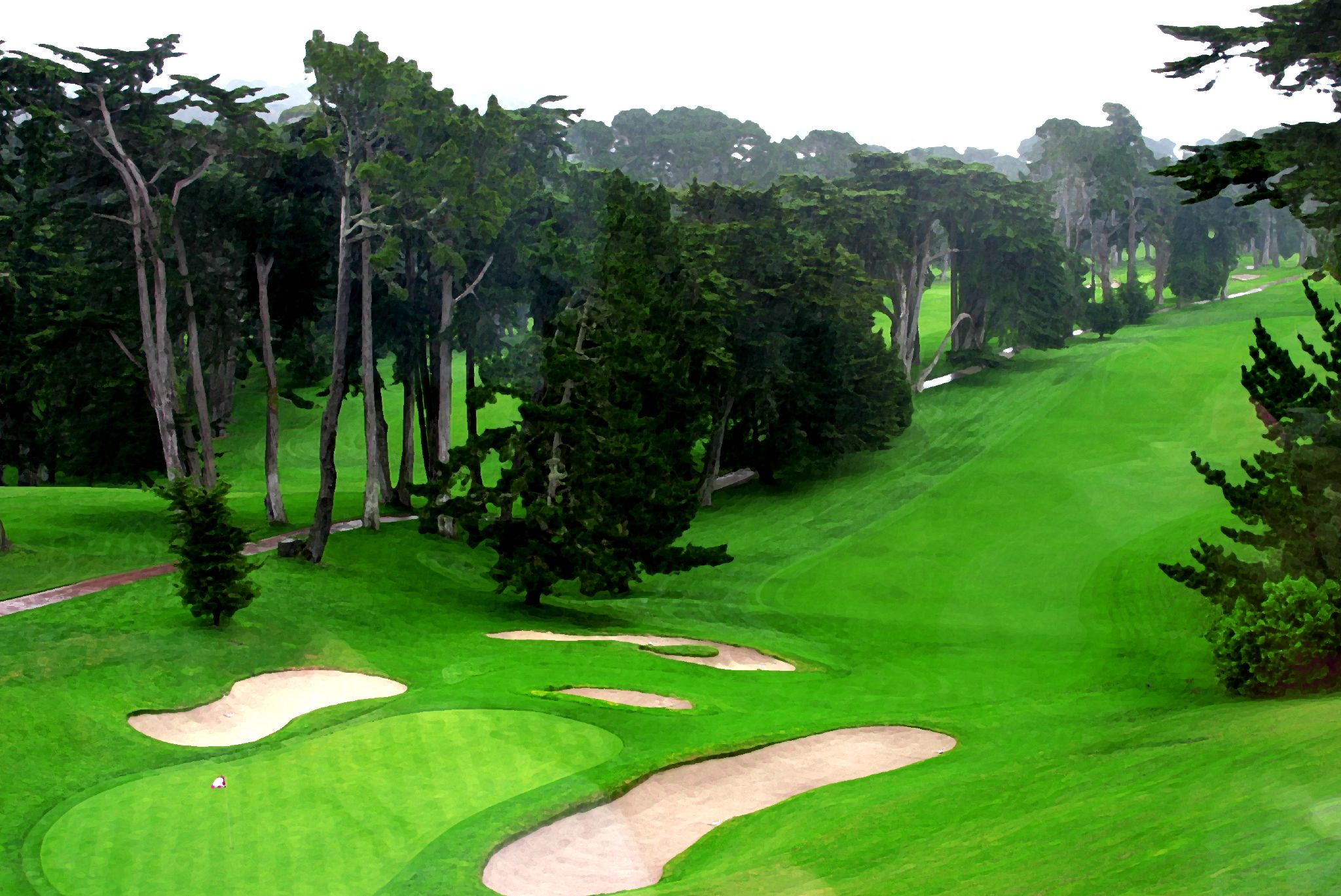
Lỗ 18 tại sân golf thuộc Câu lạc bộ Olympic.

Công viên nước lịch sử nằm dọc bờ biển bắc San Francisco có hai câu lạc bộ chèo thuyền và bơi lội. Câu lạc bộ Chèo thuyền South End, thành lập năm 1873, và Câu lạc bộ Dolphin duy trì một sự ganh đua thân thiện giữa các thành viên. Các tay bơi có thể được nhìn thấy bơi lội gan lì hàng ngày trong vịnh với nhiệt độ nước thường là lạnh.
Bóng đá nam nghiệp dư được chơi trong thành phố San Francisco từ năm 1902 qua Liên đoàn Bóng đá San Francisco. Trên 40 đội trong 4 nhóm chơi khắp thành phố giữa tháng ba đến tháng mười một. Các trận dấu nhóm hàng đầu được chợi trong Sân vận động Boxer 3.500 chỗ ngồi. Bóng đá nữ nghiệp dư có trên 30 đội trong Liên đoàn Bóng đá Nữ Golden Gate.
Môn xe đạp đang phát triển tại San Francisco. Cơ quan Giao thông San Francisco tiến hành đếm số xe đạp hàng năm vào năm 2010 cho thấy con số người đi xe đạp tại 33 địa điểm tăng 58%, dựa theo số điếm cơ sở của năm 2006. Cơ quan Gia thông San Francisco ước tính rằng có khoảng 128.000 lượt người đi xe đạp mỗi ngày trong thành phố hay 6% tổng số lượt người di chuyển bằng tất cả các phương tiện. Những cãi tiến trong cơ sở hạ tầng dành cho xe đạp trong những năm gần đây bao gồm thêm các làn xe đạp và giá đậu xe đạp đã giúp cho giao thông bằng xe đạp tại San Francisco tiện lợi và an toàn hơn. Từ năm 2006, San Francisco đã nhận được tư cách "vàng" là một cộng đồng thân thiện với xe đạp từ Liên đoàn Xe đạp Mỹ.

## Kinh tế

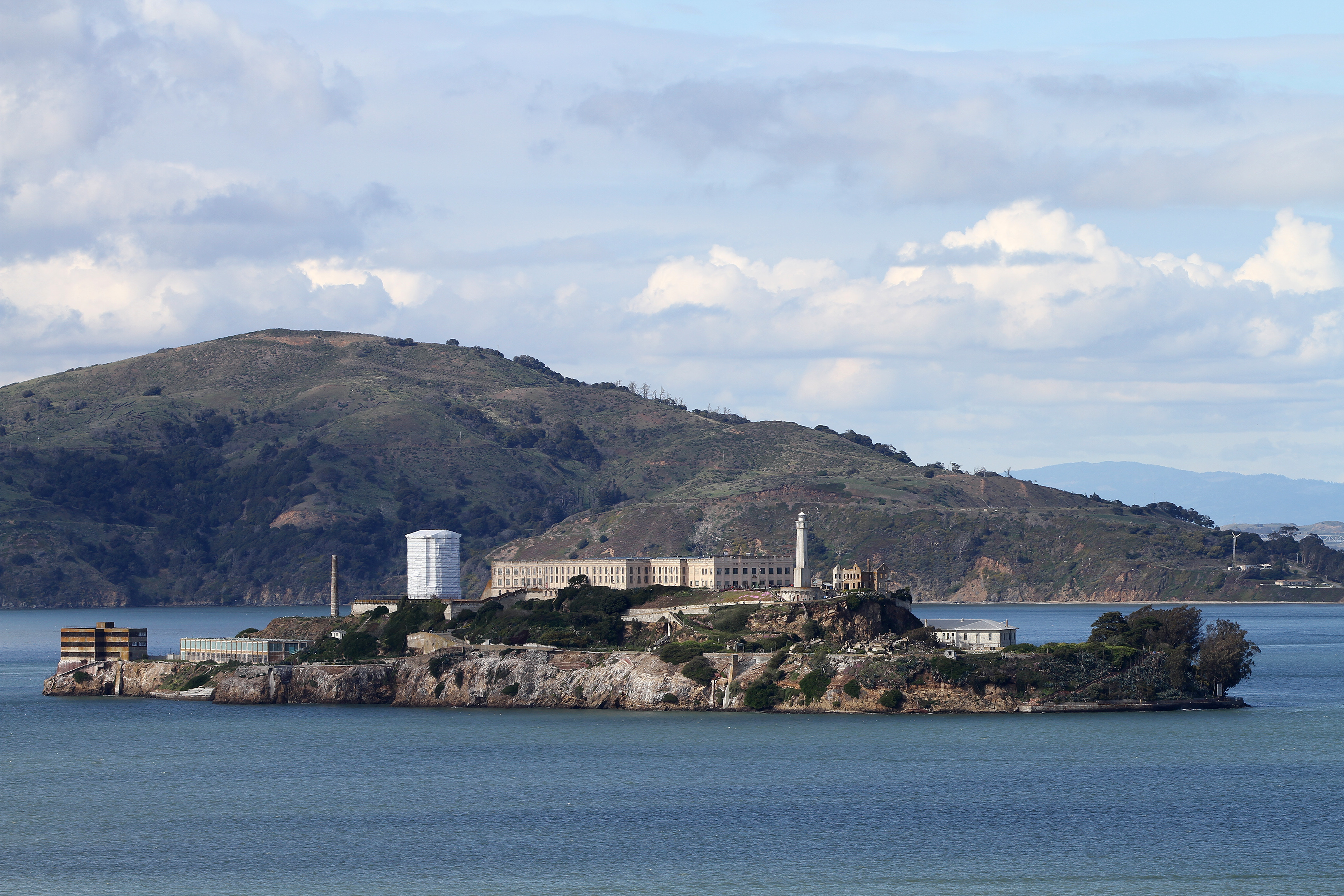
Alcatraz tiếp nhận 1,5 triệu khách thăm viếng mỗi năm.

Du lịch, doanh nghiệp tư nhân thuê mướn nhiều lao động nhất thành phố, là xương sống của nền kinh tế San Francisco. Hình ảnh của thành phố thường xuyên được diễn tả trong âm nhạc, phim, và văn hóa đại chúng đã giúp cho thành phố và những danh lam thắng cảnh của nó được công nhận khắp thế giới. Chính tại thành phố này Tony Bennett "đã bỏ quên con tim của ông" với nhạc phẩm I Left My Heart in San Francisco, nơi tù nhân khét tiếng Birdman of Alcatraz trải qua nhiều năm cuối cùng của mình, nơi sản phẩm Rice-a-Roni được cho là sản phẩm khoái khẩu ưa chuộng, và nơi hài kịch tình huống ưa thích có tựa đề Full House được dàn dựng. San Francisco thu hút số lượng du khách ngoại quốc đứng thứ tư so với bất cứ thành phố nào tại Hoa Kỳ, đứng hạng 35 trong số 100 thành phố được viếng thăm nhiều nhất trên thế giới. Hơn 16,5 triệu du khách đến San Francisco năm 2012, bơm khoảng 8,9 tỷ đô la vào nền kinh tế thành phố. Với một cơ sở hạ tầng khách sạn lớn và một cơ sở tiện nghi dành cho hội nghị cấp bậc thế giới tại Trung tâm Moscone, San Francisco cũng nằm trong số 10 địa điểm đại hội hay hội nghị hàng đầu tại Bắc Mỹ. Theo một danh sách xếp hạng các thành phố du lịch hàng đầu của Euromonitor International, San Francisco được xếp thứ 33 trong số 100 thành phố được viếng thăm nhiều nhất trên thế giới.
Di sản của Cơn sốt vàng California đã biến San Francisco thành trung tâm tài chính và ngân hàng chính yếu tại Tây Duyên hải Hoa Kỳ vào đầu thế kỷ 20. Phố Montgomery trong Khu Tài chính San Francisco trở nên được biết tiếng như là "Phố Wall của miền Tây Hoa Kỳ". Nơi đây có Ngân hàng Dự trữ Liên bang San Francisco, tổng hành dinh của ngân hàng Wells Fargo và là nơi từng có Thị trường chứng khoán Duyên hải Thái Bình Dương (nay đã giải thể). Bank of America, một ngân hàng tiên phong trong việc tạo dịch vụ ngân hàng đến với tầng lớp trung lưu, được thành lập tại San Francisco vào thập niên 1960, đã xây dựng tòa nhà chọc trời danh lam hiện đại tại số 555 Phố California làm tổng hành dinh cho tổng công ty ngân hàng của mình. Nhiều cơ sở tài chính lớn, các ngân hàng đa quốc gia và công ty tài chính có trụ sở chính hoặc tổng hành dinh vùng trong thành phố. Với trên 30 cơ sở tài chính quốc tế, bảy công ty thuộc nhóm Fortune 500, và một cơ sở hạ tầng hỗ trợ lớn gồm các dịch vụ nghiệp vụ trong đó có luật pháp, quan hệ công chúng, kiến trúc và thiết kế, San Francisco được liệt kê là một trong số 18 thành phố Alpha World. San Francisco đứng thứ 18 trong số các thành phố sản xuất hàng đầu trên thế giới, và hạng thứ 12 trong số 20 trung tâm tài chính hàng đầu trên thế giới.

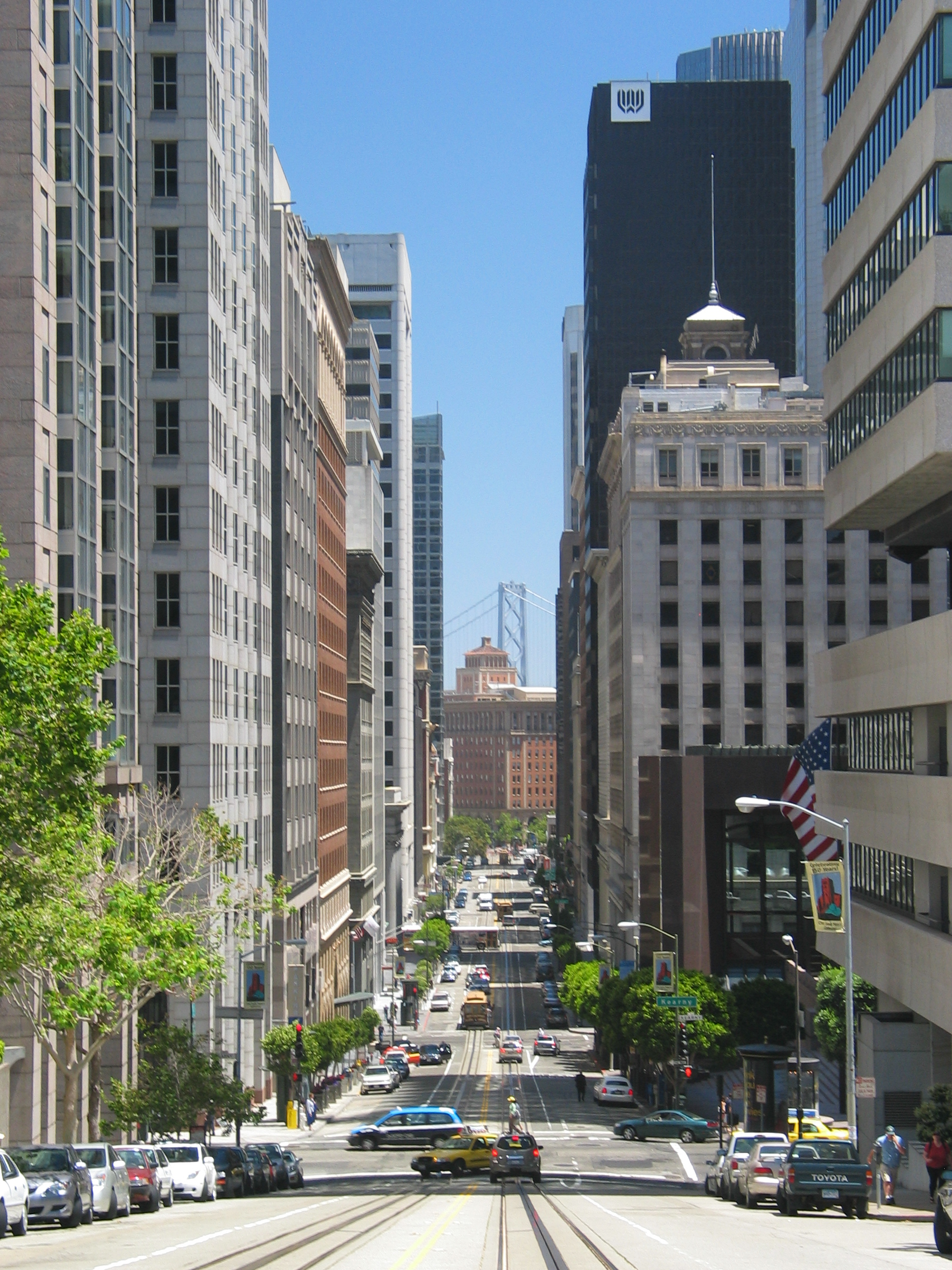
Khu tài chính dưới Phố California.

Từ thập niên 1990, kinh tế San Francisco bắt đầu trở nên ngày càng gắn chặt với kinh tế của thành phố San Jose và vùng Thung lũng Điện tử, đây là khu vực lân cận nằm ở phía nam thành phố. Chúng cùng chia sẻ nhu cầu về công nhân có giáo dục cao có những kỷ năng đặc biệt. San Francisco từng trở thành một tâm chấn của bong bóng Dot-com vào thập niên 1990, và sự bùng nổ sau này của Web 2.0 vào cuối thập niên 2000. Nhiều công ty internet và công ty khởi nghiệp nổi tiếng như Craigslist, Twitter, Square, Zynga, Salesforce.com, Airbnb, và Wikimedia Foundation trong số các công ty khác nữa thiết lập văn phòng đầu não tại San Francisco.
San Francisco đã và đang đặt mình vào vị trí như là một trung tâm nghiên cứu công nghệ sinh học và y tế sinh học. Khu dân cư Mission Bay, nơi có một chi nhánh thứ hai của Đại học California-San Francisco, tạo điều kiện cho một nền công nghiệp cấy chiết và phục vụ như tổng hành dinh của Viện Y học Tái sinh California, một cơ quan công cộng tài trợ các chương trình nghiên cứu tế bào gốc trên toàn tiểu bang. Tính đến năm 2009, có 1.800 kỹ sư sinh hóa và kỹ sư vật lý sinh học làm việc tại San Francisco với mức lương trung bình hàng năm là 92.620 đô la.
Các doanh nghiệp nhỏ với ít hơn 10 nhân công và các cơ sở tự làm chủ chiếm đến 85% tổng số doanh nghiệp toàn thành phố, đặc biệt các doanh nhân tự đứng ra thiết lập các công ty khởi nghiệp thì rất phổ biến. Con số người San Francisco làm việc cho các công ty có trên 1000 công nhân đã giảm xuống phân nửa từ năm 1977. Sự xâm nhập thành công của các tập đoàn bán lẻ quốc gia và chuỗi tiệm bán lẻ quốc gia vào trong thành phố không phải là không gặp nhiều khó khăn vì sự bất đồng giữa chính quyền và người dân thành phố. Trong một cố gắng để tạo cầu nổi cho doanh nghiệp nhỏ tự làm chủ tại San Francisco và bảo tồn đặt tính bán lẻ độc đáo của thành phố, Hội đồng Doanh nghiệp nhỏ ủng hộ một chiến dịch vận động để giữ thị phần bán lẻ lớn hơn cho nền kinh tế địa phương. Hội đồng thành phố đã sử dụng luật kế hoạch để hạn chế các khu dân cư nơi mà các chuỗi tiệm bán lẻ quốc gia có thể thiết lập tiệm bán lẻ của mình. Nỗ lực như thế đã được cử tri thành phố xác nhận qua lá phiếu.
Chính quyền thành phố là nơi thuê mướn nhân công hàng đầu của thành phố với 6,25% (trên 26.000 người) dân số thành phố, theo sau là Đại học California, San Francisco. Đứng thứ ba với 2,04% dân số (trên 8.000 người) là ngân hàng Wells Fargo.

## Chính quyền và luật pháp
San Francisco, chính thức được biết với tên gọi Thành phố và Quận San Francisco, là một quận-thành phố thống nhất. Tính trạng quận-thành phố thống nhất được thiết lập kể từ khi đơn vị mà ngày nay là Quận San Mateo tách khỏi nó vào năm 1856. Đây là quận thành phố thống nhất duy nhất tại tiểu bang California. Thị trưởng thành phố cũng chính là viên chức hành chính quận và hội đồng quận hoạt động như một hội đồng thành phố. Dưới hiến chương thành phố, chính quyền San Francisco được thiết lập với hai ngành đồng quyền lực. Ngành hành pháp do thị trưởng lãnh đạo gồm có các viên chức được dân bầu và được bổ nhiệm trên toàn thành phố. Hội đồng quận gồm 11 thành viên do một chủ tịch lãnh đạo là ngành lập pháp có trách nhiệm thông qua luật lệ và ngân sách. Tuy nhiên cử tri San Francisco cũng có thể sử dụng các kiến nghị bầu cử trực tiếp để thông qua luật.

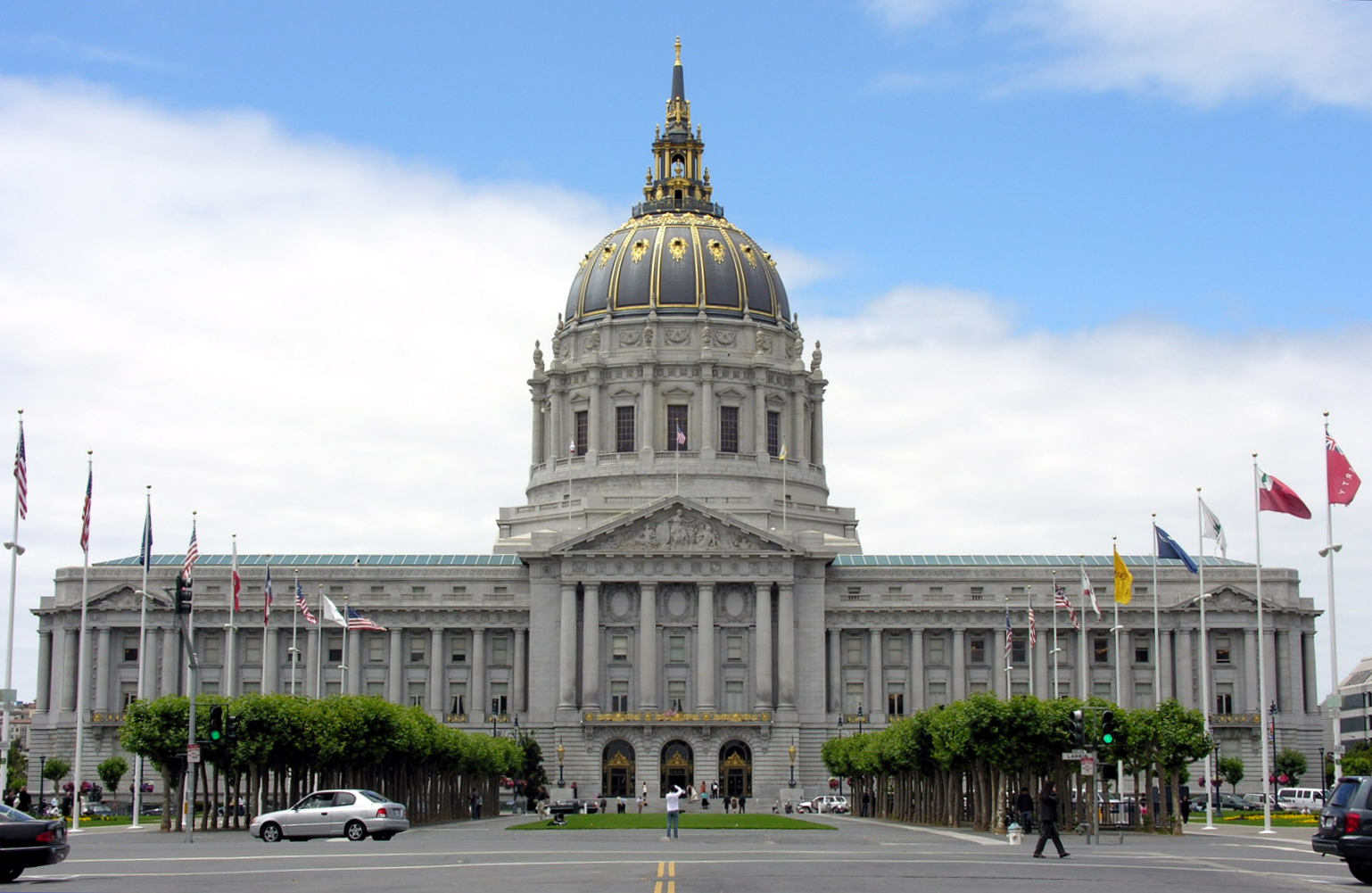
Tòa thị chính San Francisco

Thành viên hội đồng quận được bầu như người đại diện của khu vực riêng biệt nào đó trong thành phố. Nếu như thị trưởng qua đời hay từ chức thì chủ tịch hội đồng quận trở thành quyền thị trưởng cho đến khi toàn hội đồng quận chọn một người thay thế tạm thời cho hết nhiệm kỳ hiện tại của thị trưởng. Năm 1978, Dianne Feinstein nhận chức sau khi thị trưởng George Moscone bị ám sát. Bà sau đó được hội đồng quận chọn để chấm dứt hết nhiệm kỳ. Năm 2011, Edwin M. Lee được hội đồng quận chọn để chấm dứt nhiệm kỳ của Gavin Newsom, người vừa từ chức để nhận chức phó thống đốc California.
Vì địa vị quận-thành phố có một không hai tại California, chính quyền địa phương đảm trách quyền tài phán đối với bất động sản mà đáng ra nằm ngoài giới hạn quyền lực của một thành phố. Sân bay quốc tế San Francisco, tuy nằm trong Quận San Mateo, do Quận và Thành phố San Francisco làm chủ và điều hành. San Francisco cũng có một nhà tù phức hợp quận nằm trong một khu chưa hợp nhất thuộc Quận San Mateo, kế cận bên thành phố San Bruno. San Francisco cũng được phép thuê mướn vĩnh viễn Thung lũng Hetch Hetchy và trũng nước nằm trong Công viên Quốc gia Yosemite theo Đạo luật Raker năm 1913.
San Francisco phục vụ trong vai trò trung tâm vùng cho nhiều chi nhánh cơ quan liên bang trong đó có tòa án thượng thẩm Hoa Kỳ, Ngân hàng Dự trữ Liên bang và cơ sở đúc tiền kim loại Hoa Kỳ. Cho đến khi bị loại khỏi biên chế vào đầu thập niên 1990, thành phố có các cơ sở quân sự lớn tại đồn San Francisco, đảo Treasure, và Hunters Point. Tiểu bang California dùng San Francisco làm nơi đặt trụ sở tòa án tối cao tiểu bang và các cơ quan khác của tiểu bang. Các chính phủ ngoại quốc duy trì trên 70 tổng lãnh sự quán tại San Francisco.
Ngân sách thành phố cho năm tài chính 2011–12 là $6,83 tỷ đô la. Thành phố thuê mướn khoảng 27.000 công nhân.

## Nhân khẩu
Cuộc điều tra dân số năm 2010 cho thấy San Francisco có dân số là 805.235. Mật độ dân số là 17.160 người trên mỗi dặm Anh vuông (6.632/km²). Dân số theo chủng tộc của San Francisco như sau: 390.387 da trắng (48,1%), 267.915 người gốc châu Á (33,3%), 48.870 người Mỹ gốc châu Phi (6,1%), 4.024 người Mỹ bản địa (0,5%), 3.359 người thuộc các đảo Thái Bình Dương (0,4%), 53.021 thuộc các dân tộc khác (6,6%), và 37.659 người thuộc từ hai chủng tộc trở lên (4,7%). Có 121.744 nói tiếng Tây Ban Nha (trong tiếng Anh được gọi là Hispanic hay Latino) thuộc mọi chủng tộc (15,1%). Người da trắng không phải gốc nói tiếng Tây Ban Nha chiếm 41,9% dân số, làm cho San Francisco trở thành một thành phố có người đa số (người da trắng) chiếm thiểu số mặc dù người da trắng nói tiếng Tây Ban Nha lập thành một số đông dân số.
Cuộc điều tra dân số này cho thấy 780.971 người (97,0% dân số) sống trong các hộ gia đình, 18.902 người (2,3%) sống riêng trong các khu nhóm tập thể và 5.362 (0,7%) sống trong các khu có người trợ giúp, thí dụ như viện dưỡng lão. Cục Điều tra Dân số Hoa Kỳ ước tính dân số San Francisco tăng đến 825.863 tính đến tháng 7 năm 2012.
Năm 2010, các cư dân gốc Hoa tiếp tục là nhóm dân tộc riêng biệt lớn nhất tại San Francisco với dân số là 21,4%; các nhóm dân châu Á khác là người Philippines (4,5%), người Việt Nam (1,6%), người Nhật (1.3%), người Ấn Độ (1,2%), người Triều Tiên (1,2%), người Thái Lan (0,3%), người Miến Điện (0,2%), người Campuchia (0,2%), cả người Indonesia và người Lào chiếm ít hơn 0,1% dân số thành phố.
Có 345.811 hộ gia đình trong số đó 63.577 hộ (18,4%) có con cái dưới tuổi 18 sống cùng cha mẹ, 109.437 hộ (31,6%) có cặp vợ chồng khác giới tính sống chung với nhau, 28.844 hộ (8,3%) có nam chủ hộ sống không có vợ, 12.748 hộ (3,7%) có nữ chủ hộ sống không có chồng. Có 21.677 hộ (6,3%) có cặp đôi khác giới tính chung sống nhưng không kết hôn và 10.384 hộ (3,0%) có cặp đôi cùng giới tính kết hôn hoặc không kết hôn. 133.366 hộ gia đình (38,6%) gồm có các cá nhân chung sống với nhau và 34.234 hộ (9,9%) có người sống một mình và có tuổi từ 65 trở lên. Hộ gia đình trung bình có 2,26 người. Có 151.029 gia đình (43,7% tổng số hộ gia đình); gia đình trung có 3,11 người.
Phân bố tuổi của thành phố là như sau: 107.524 người (13,4%) dưới tuổi 18, 77.664 người (9,6%) tuổi từ 18 đến 24, 301.802 người (37,5%) tuổi từ 25 đến 44, 208.403 người (25,9%) tuổi từ 45 đến 64 và 109.842 người (13,6%) tuổi từ 65 trở lên. Tuổi trung vị là 38,5 tuổi. Tỷ suất giới tính của thành phố là 102,9 nam trên 100 nữ.
Có 376.942 đơn vị nhà ở với mật độ trung bình là 1.625,5 đơn vị mỗi dặm vuông (627,6/km²) trong đó có 123.646 đơn vị (35,8%) có chủ nhà sinh sống, và 222.165 đơn vị (64,2%) được cho thuê. Tỉ lệ đơn vị không có chủ nhà sống trong đó là 2,3%; tỉ lệ đơn vị không có người thuê là 5,4%. 327.985 người (40,7% dân số) sống trong các đơn vị nhà ở có chủ nhà sinh sống và 452.986 người (56,3%) sống trong các đơn vị nhà ở cho thuê.
Với trên 17.000 người sống trên mỗi dặm vuông, San Francisco là thành phố lớn (dân số trên 200.000 người) có mật độ dân số đông hạng nhì tại Hoa Kỳ. San Francisco là địa điểm tập trung truyền thống của Vùng Vịnh San Francisco và hình thành một phần của vùng thống kê kết hợp San Francisco-Oakland-Fremont và vùng đại thống kê kết hợp San Jose-San Francisco-Oakland mà tổng dân số lên đến trên bảy triệu dân, làm cho vùng đại thống kê kết hợp này trở thành vùng lớn thứ năm tại Hoa Kỳ tính đến lần điều tra dân số năm 2000.
Người California, sinh ra tại bản xứ, hình thành con số phần trăm tương đối nhỏ dân số của thành phố: chỉ 37,7% người cư ngụ được sinh ra tại tiểu bang California trong khi đó 25,2% được sinh ra trong các tiểu bang khác. Hơn một phần ba cư dân thành phố (35,6%) được sinh ra bên ngoài Hoa Kỳ.
Dân số người gốc Trung Hoa tập trung đông đảo nhất trong Phố Tàu, Khu Sunset, và Khu Richmond trong khi đó người Phiilipines tập trung nhiều nhất tại Crocker-Amazon (là khu liền nhau với cộng đồng người Philipines tại Thành phố Daly, thành phố có người Philippines tập trung đông đảo nhất tại Bắc Mỹ) cũng như tại Khu South of Market. Sau khi giảm sút vào thập niên 1970 và 1980, cộng đồng Philippines trong thành phố đã và đang trải nghiệm một sự tái xuất đáng kể. Vùng Vịnh San Francisco là nơi cư ngụ của trên 382.950 người Mỹ gốc Philippines, một trong số các cộng đồng lớn nhất của người Philippines bên ngoài Philippines. Khu Tenderloin là nơi cư ngụ của một phần lớn dân số người Việt Nam của thành phố cũng như các doanh nghiệp và tiệm ăn mà được biết với cái tên Tiểu Sài Gòn của thành phố. Người Nhật và người Triều Tiên có một sự hiện diện lớn tại Khu Western Addition, là nơi có Phố Nhật của thành phố nằm trong đó. Dân số người gốc đảo Thái Bình Dương là 0,4% (0,8% bao gồm những người có một phần gốc đảo Thái Bình Dương). Trên phân nửa dân số người gốc đảo Thái Bình Dương là thuộc người Samoa thuộc Mỹ, cư ngụ trong Khu Bayview-Hunters Point và Visitacion Valley; người gốc đảo Thái Bình Dương chiếm trên ba phần trăm dân số tại cả hai cộng đồng vừa kể.
San Francisco có thiểu số người đa số (người da trắng là đa số tại Hoa Kỳ) vì người da trắng không nói tiếng Tây Ban Nha chiếm ít hơn phân nửa dân số thành phố với 41,9%, giảm từ 92,5% vào năm 1940. Các nhóm dân nói tiếng Tây Ban Nha chính yếu trong thành phố là người gốc México (7,4%), Salvador (2,0%), Nicaragua (0,9%), Guatemala (0,8%), và Puerto Rico (0,5%). Dân số người nói tiếng Tây Ban Nha tập trung đông đảo nhất tại Khu Mission, Khu Tenderloin và Khu Excelsior. Dân số người Mỹ gốc châu Phi của San Francisco giảm sút trong những thập niên vừa qua, từ 13,4% dân số năm 1970 xuống còn 6,1%. Phần trăm dân số hiện tại của người Mỹ gốc châu Phi tại San Francisco thì tương tự với phần trăm dân số của tiểu bang California; ngược lại, phần trăm dân số người nói tiếng Tây Ban Nha của thành phố thì ít hơn phân nửa phần trăm dân số tiểu bang. Đa số dân số người Mỹ gốc châu Phi cư ngụ trong các khu dân cư Bayview-Hunters Point và Visitacion Valley ở đông nam San Francisco và trong Khu Fillmore ở phần đông bắc thành phố.
Theo Thăm dò Cộng đồng Mỹ 2005, San Francisco có tỉ lệ phần trăm nhiều nhất các cá nhân đồng tính so với bất cứ 50 thành phố lớn nhất nào tại Hoa Kỳ với tỉ lệ là 15,4%. San Francisco cũng có tỉ lệ phần trăm cao nhất số hộ gia đình cùng giới tính so với bất cứ quận nào của Mỹ trong khi đó Vùng Vịnh San Francisco có sự tập trung cao hơn so với bất cứ vùng đô thị nào khác. Trong số các thành phố lớn của Hoa Kỳ, thành phố có tỉ lệ phần trăm lớn nhất về cư dân đồng tính, lưỡng tính với tỉ lệ là 15,4%.
Trong tất cả các thành phố lớn, San Francisco có tỉ lệ cư dân có bằng đại học hay cao đẳng đứng hạng nhì, chỉ sau thành phố Seattle. Trên 44% người lớn trong địa giới thành phố có bằng cử nhân hoặc cao hơn. Tờ USA Today tường trình rằng Rob Pitingolo, một nhà nghiên cứu chuyên theo dõi tỉ lệ tốt nghiệp đại học trên mỗi dặm vuông, tìm thấy rằng San Francisco có tỉ lệ cao nhất với 7.031 người trên mỗi dặm vuông, hay trên 344.000 người tổng cộng tốt nghiệp đại học trong thành phố rộng 46,7 dặm vuông Anh (121 km2).
San Francisco xếp thứ ba các thành phố Mỹ về thu nhập trung bình của mỗi hộ gia đình với mức thu nhập năm 2007 là $65.519. Thu nhập trung bình của mỗi gia đình là $81.136 và San Francisco xếp thứ 8 trong số các thành phố lớn trên thế giới về tổng số tỉ phú được biết sống bên trong địa giới thành phố. Theo sau một chiều hướng quốc gia, sự di cư của các gia đình thuộc giới trung lưu đang góp phần mở rộng thêm cách biệt về thu nhập và để lại cho thành phố một tỉ lệ trẻ em là 14,5% ít hơn so với các thành phố lớn khác của Hoa Kỳ.
Tỉ lệ nghèo của thành phố là 11,8% và số gia đình sống nghèo khổ đứng ở tỉ lệ 7,4%, cả hai tỉ lệ đều thấp hơn so với trung bình toàn quốc. Tỉ lệ thất nghiệp đứng ở tỉ lệ 6,5% tính đến tháng 1 năm 2013. Vô gia cư đã và đang là vấn nạn gây tranh cãi và thường kỳ đối với San Francisco từ đầu thập niên 1980. Dân số người vô gia cư được ước tính là khoảng 13.500 với 6.500 sống trên đường phố. Thành phố được tin là có số lượng cao nhất số người vô gia cư tính theo đầu người so với bất cứ thành phố lớn nào của Hoa Kỳ. Tỉ lệ tội phạm xâm phạm bất động sản và tội phạm bạo lực được ghi nhận cho năm 2009 (736 và 4.262 vụ mỗi 100.000 dân theo thứ tự vừa kể) thì thất hơn chút ít so với các thành phố Hoa Kỳ có diện tích tương đương.
| Tóm lược nhân khẩu                             | 2010  | 2000  | 1990  | 1980  |
| ---------------------------------------------- | ----- | ----- | ----- | ----- |
| Một chủng tộc                                  | 93,5% | 95,7% |       |       |
| Da trắng                                       | 48,5% | 49,7% | 53,6% | 59,2% |
| châu Á                                         | 33,3% | 30,8% | 28,7% | 22,0% |
| Da đen                                         | 6,1%  | 7,8%  | 10,9% | 12,7% |
| Bản địa Mỹ và Bản địa Alaska                   | 0,2%  | 0,4%  | 0,5%  | 0,5%  |
| Bản địa Hawaii và các đảo Thái Bình Dương khác | 0,4%  | 0,5%  | 0,5%  |       |
| Các chủng tộc khác                             | 6,6%  | 6,5%  | 5,8%  | 5,6%  |
| Hai hoặc hơn nhiều chủng tộc                   | 4,7%  | 4,0%  |       |       |
| Nói tiếng Tây Ban Nha (bất cứ chủng tộc nào)   | 15,0% | 14,1% | 13,3% | 12,4% |
| Da trắng không nói tiếng Tây Ban Nha           | 41,9% | 43,6% | 46,6% | 53,1% |

### Tội phạm
Mặc dù San Francisco có ít tội phạm đối với một thành phố mang tầm cỡ của nó nhưng đây không phải là một nơi không tội phạm. Năm 2011, 50 vụ giết người được ghi nhận với tỉ lệ 6,1 vụ trên 100.000 dân. Có khoảng 134 vụ hiếp dâm, 3.142 vụ cướp và khoảng 2.139 vụ tấn công. Có khoảng 4.469 vụ đột nhập gia cư, 25.100 trộm cắp và 4.210 vụ trộm xe hơi. Khu vực Tenderloin có tỉ lệ tội phạm cao nhất tại San Francisco: 70% các vụ tội phạm bạo lực của thành phố và khoảng 1/4 vụ giết người của thành phố xảy ra tại khu dân cư này. Tenderloin cũng chứng kiến tỉ lệ cao người vô gia cư, lạm dụng ma túy, bạo lực băng đảng và mại dâm. Một khu khác có tỉ lệ tội phạm cao và có tình trạng suy thoái đô thị là khu Bayview-Hunters Point. Vô gia cư cũng là một vấn nạn đang gia tăng trong thành phố.
Nhiều băng đảng đường phố hiện diện trong thành phố trong đó có băng đảng gốc Nam Mỹ là MS-13, cũng như băng đảng da đen Crips trong khu Bayview - Hunters-Point. Có sự hiện diện của băng đảng gốc châu Á tại Phố Tàu. Năm 1977, một sự kình địch diễn ra giữa hai băng đảng gốc Hoa dẫn đến vụ nổ súng tấn công tại một nhà hàng trong Phố Tàu khiến cho 5 người chết và 11 người bị thương. Không có nạn nhân nào trong vụ tấn công này là thành viên băng đảng. Năm thành viên của băng đảng Joe Boys bị bắt và bị kết án. Năm 1990, một vụ xả súng có liên quan đến băng đảng đã khiến cho một người bị thiệt mạng và sáu người khác bị thương bên ngoài một họp đêm gần Phố Tàu. Năm 1998, sáu thiếu niên bị bắn chết và bị thương tại khu sân chơi Trung Hoa; một thiếu niên 16 tuổi sau đó bị bắt.
Thành phố chủ yếu được Sở Cảnh sát Thành phố San Francisco đảm nhận việc tuần tra. Sở Cảnh sát Quận San Francisco, Cảnh sát BART (chỉ đảm trách an ninh giao thông công cộng), Cảnh sát Amtrak, Cảnh sát Tuần tra Xa lộ California và nhiều cơ quan liên bang, tiểu bang, địa phương khác tiến hành làm nhiệm vụ thi hành luật pháp trong thành phố.

## Giáo dục

### Đại học và cao đẳng

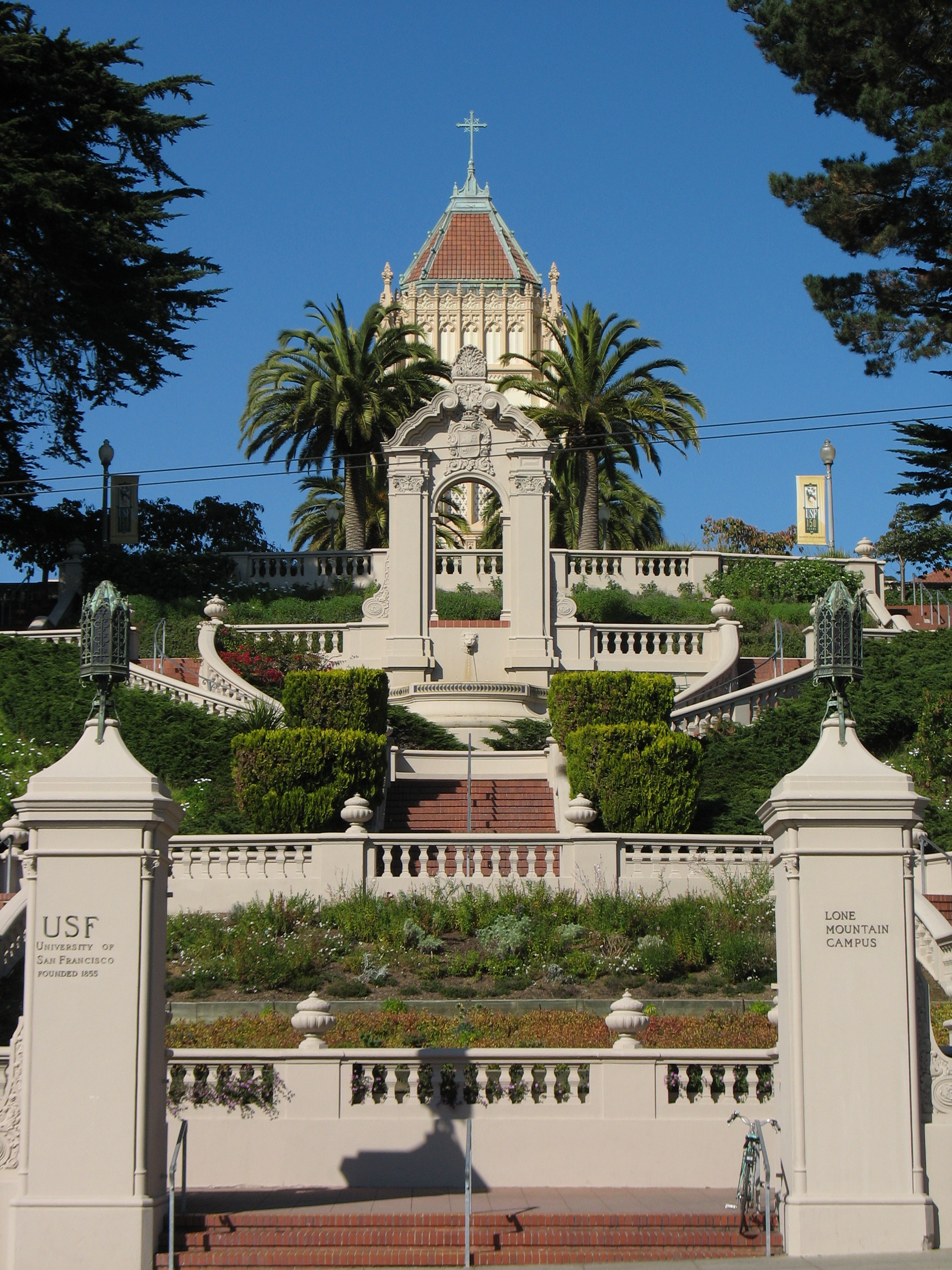
Chi nhánh Lone Mountain của Đại học San Francisco.

Đại học California, San Francisco (UCSF) là chi nhánh duy nhất thuộc hệ thống Đại học California hoàn toàn chuyên biệt cho giáo dục hậu đại học về y khoa và sinh học. Trường được xếp trong số năm trường y khoa hàng đầu tại Hoa Kỳ và điều hành Trung tâm Y tế Đại học California, San Francisco, một trung tâm y tế nằm trong số 15 bệnh viện hàng đầu toàn quốc. UCSF thuê mướn nhân công địa phương nhiều đứng thứ hai, chỉ sau chính quyền San Francisco. Một chi nhánh rộng 43 mẫu Anh (170.000 m2) tại Khu Mission Bay được mở cửa vào năm 2003, bổ sung thêm cho cơ sở gốc của trường tại Parnassus Heights. Nó gồm có chỗ nghiên cứu và các cơ sở vật chất cho khoa đời sống và công nghệ sinh học và sẽ tăng gấp đôi tầm mức họp tác nghiên cứu của UCSF. Tổng cộng, UCSF điều hành trên 20 cơ sở trên khắp San Francisco. Đại học California, Trường luật Hastings, thành lập trong khu Trung tâm Civic năm 1878, là trường luật xưa nhất tại tiểu bang California và là nơi đào tạo ra nhiều thẩm phán tiểu bang hơn bất cứ học viện nào khác. Hai viện đại học thuộc hệ thống Đại học California của San Francisco mới đây đã liên kết chính thức để hình thành Hiệp hội UCSF/UC Hastings về Luật, Khoa học và Chính sách Y tế.
Đại học Tiểu bang San Francisco là một phần của hệ thống Đại học Tiểu bang California và nó nằm gần hồ Merced. Trường có khoảng 30.000 sinh viên và cấp bằng cử nhân, thạc sĩ, tiến sĩ cho trên 100 ngành học. Cao đẳng Thành phố San Francisco, với cơ sở chính tại khu Ingleside, là một cao đẳng cộng đồng lớn nhất trên toàn quốc. Nó có số lượng ghi danh theo học là khoảng 100.000 sinh viên. Trường có đa dạng chương trình giáo dục chuyển tiếp lên bậc đại học bốn năm.
Được thành lập năm 1855, Đại học San Francisco, một đại học tư của Hội thánh Jesus nằm trên Núi Lone, là học viện giáo dục cấp cao xưa nhất tại San Francisco và là một trong số các đại học xưa nhất được thành lập ở phía tây sông Mississippi. Đại học Golden Gate là một đại học tư đồng giáo dục không giáo phái được thành lập nằm 1901 và nằm trong khu tài chính San Francisco. Trường chính yếu là học viện hậu-đại học chuyên về đào tạo nghiệp vụ luật và thương nghiệp, với một ít chương trình đào tạo cử nhân có liên quan đến phân khoa nghiệp vụ và hậu đại học của trường.
Vớ số lượng 13.000 sinh viên ghi danh theo học, Đại học Academy of Art là học viện nghệ thuật và thiết kế lớn nhất trên toàn quốc. Thành lập năm 1871, Học viện Nghệ thuật San Francisco là trường nghệ thuật xưa nhất ở phía tây sông Mississippi. Cao đẳng Nghệ thuật California, nằm ở phía bắc Potrero Hill, có các chương trình về kiến trúc, mỹ thuật, thiết kế và viết văn. Bảo tồn Âm nhạc San Francisco, trường nhạc độc lập duy nhất trên Tây Duyên hải Hoa Kỳ, cấp bằng về nhạc cụ hòa nhạc, nhạc thính phòng, sáng tác và nhạc trưởng. Học viện Ẩm thực California, có liên quan với chương trình Le Cordon Bleu, có các chương trình về nghệ thuật nấu ăn, nghệ thuật nướng và làm bánh bột nhồi và điều hành nhà hàng và phục vụ khách hàng.

### Trường tiểu và trung học
Các trường công lập do Học khu Thống nhất San Francisco điều hành trong khi đó ban giáo dục tiểu bang đảm trách điều hành một số trường bán công. Trung học Lowell, trường trung học công lập xưa nhất ở phía tây sông Mississippi của Hoa Kỳ, cùng với Trường Trung học Nghệ thuật nhỏ hơn là hai trong số các trường thu hút của San Francisco ở cấp bậc trung học. Dưới 30% dân số độ tuổi đi học của thành phố học tại một trong số hơn 100 trường công lập hay trường do tôn giáo lập, so với tỉ lệ 10% trên toàn quốc. Gần 40 trong số các trường là trường công giáo do Giáo phận San Francisco điều hành.

## Giao thông

### Xa lộ cao tốc và đường lộ
Vì vị trí địa lý độc đáo và sự phản đối xây xa lộ cao tốc vào cuối thập niên 1950, nên San Francisco là một trong số ít các thành phố Mỹ có những đường lộ đô thị lớn thay vì có vô số các xa lộ bên trong thành phố.

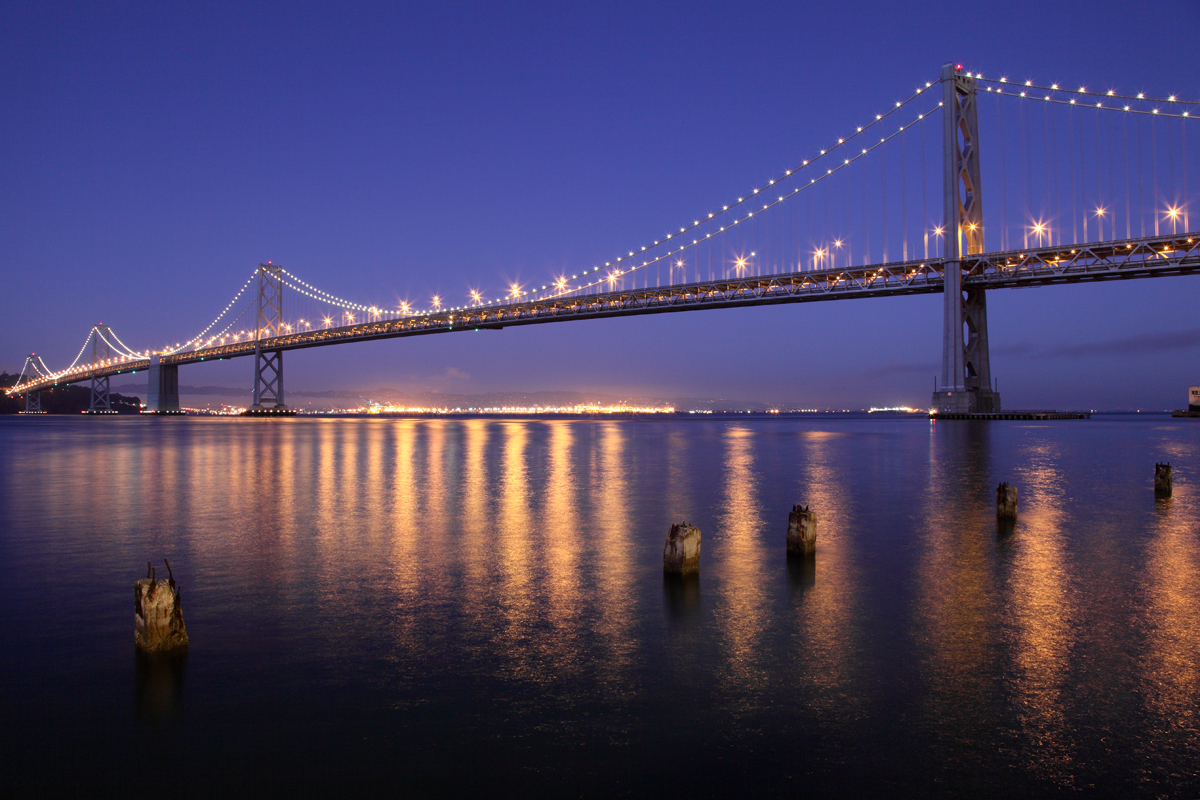
Cầu Vịnh San Francisco – Oakland tạo thành một con đường nối trực tiếp duy nhất cho xe cộ đi qua Vịnh East.

Xa lộ Liên tiểu bang 80 bắt đầu gần Cầu Vịnh San Francisco – Oakland và là đường nối trực tiếp duy nhất cho xe cộ sang Vịnh East. Quốc lộ Hoa Kỳ 101 nối đến điểm đầu phía tây của Xa lộ Liên tiểu bang 80 và tạo lối đi đến phía nam thành phố dọc theo Vịnh San Francisco về phía Thung lũng Điện tử. Đi hướng bắc, lộ trình của Quốc lộ Hoa Kỳ 101 sử dụng các đường phố: Phố Mission, Đường Van Ness, Phố Lombard, Đường Richardson, và Lộ Doyle để nối đến cầu Cổng Vàng, đây là lối trực tiếp duy nhất cho xe cộ đến Quận Marin và Vịnh North.

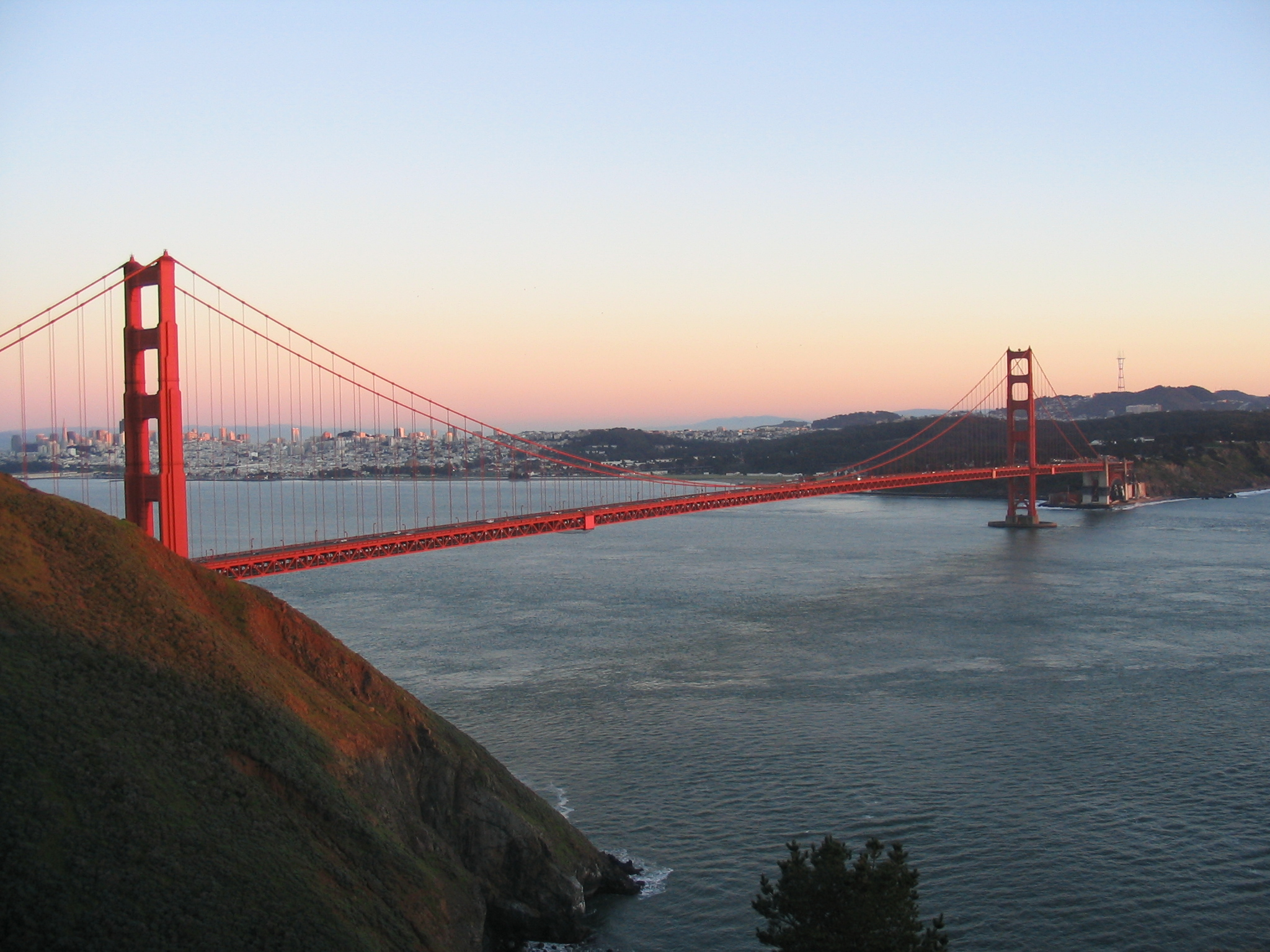
Cầu Cổng Vàng là con đường duy nhất đến Vịnh North.

Xa lộ Tiểu bang California 1 cũng đi vào San Francisco từ phía bắc qua ngã cầu Cổng Vàng nhưng quay về hướng nam ra khỏi lộ trình của Quốc lộ Hoa Kỳ 101, đầu tiên đi vào Đại lộ Park Presidio qua Công viên Cổng Vàng và rồi cắt hai phần phía tây thành phố trong vai trò là đường lộ thông trên Đường 19, nhập với Xa lộ Liên tiểu bang 280 tại ranh giới phía nam thành phố. Xa lộ Liên tiểu bang 280 tiếp tục lộ trình hướng nam dọc theo phần giữa của bán đảo đến thành phố San Jose. Xa lộ Liên tiểu bang 280 cũng quay về hướng đông dọc theo rìa phía nam của thành phố, kết thúc ngay phía nam cầu vịnh San Francisco trong khu dân cư South of Market. Sau trận động đất Loma Prieta 1989, các lãnh đạo thành phố quyết định phá hủy Xa lộ Cao tốc Embarcadero và cử tri cũng chấp thuận san bằng một phần Xa lộ Cao tốc Central, biến chúng trở thành các đại lộ nằm trên mặt phố.
Xa lộ Tiểu bang California 35, chạy phần nhiều trên chiều dài bán đảo dọc theo sống lưng của Dãy núi Santa Cruz, đi vào thành phố từ phía nam với tên gọi Đại lộ Skyline, đi theo các đường phố thành phố cho đến khi nó chấm dứt tại giao lộ với Xa lộ Tiểu bang California 1. Xa lộ Tiểu bang California 82 đi vào San Francisco từ phía nam với tên gọi Phố Mission, theo con đường của Lộ Hoàng gia lịch sử (tiếng Tây Ban Nha là El Camino Real) và kết thúc ngay sau đó tại giao lộ của nó với Xa lộ Liên tiểu bang 280. Đầu phía tây của Xa lộ Lincoln xuyên lục địa lịch sử là tại Công viên Lincoln. Các đường lộ thông suốt chính chạy hướng đông-tây gồm có Đại lộ Geary, hàng lang Đường Lincoln/Phố Fell, và Phố Market/Đường Portola.

### Giao thông công cộng

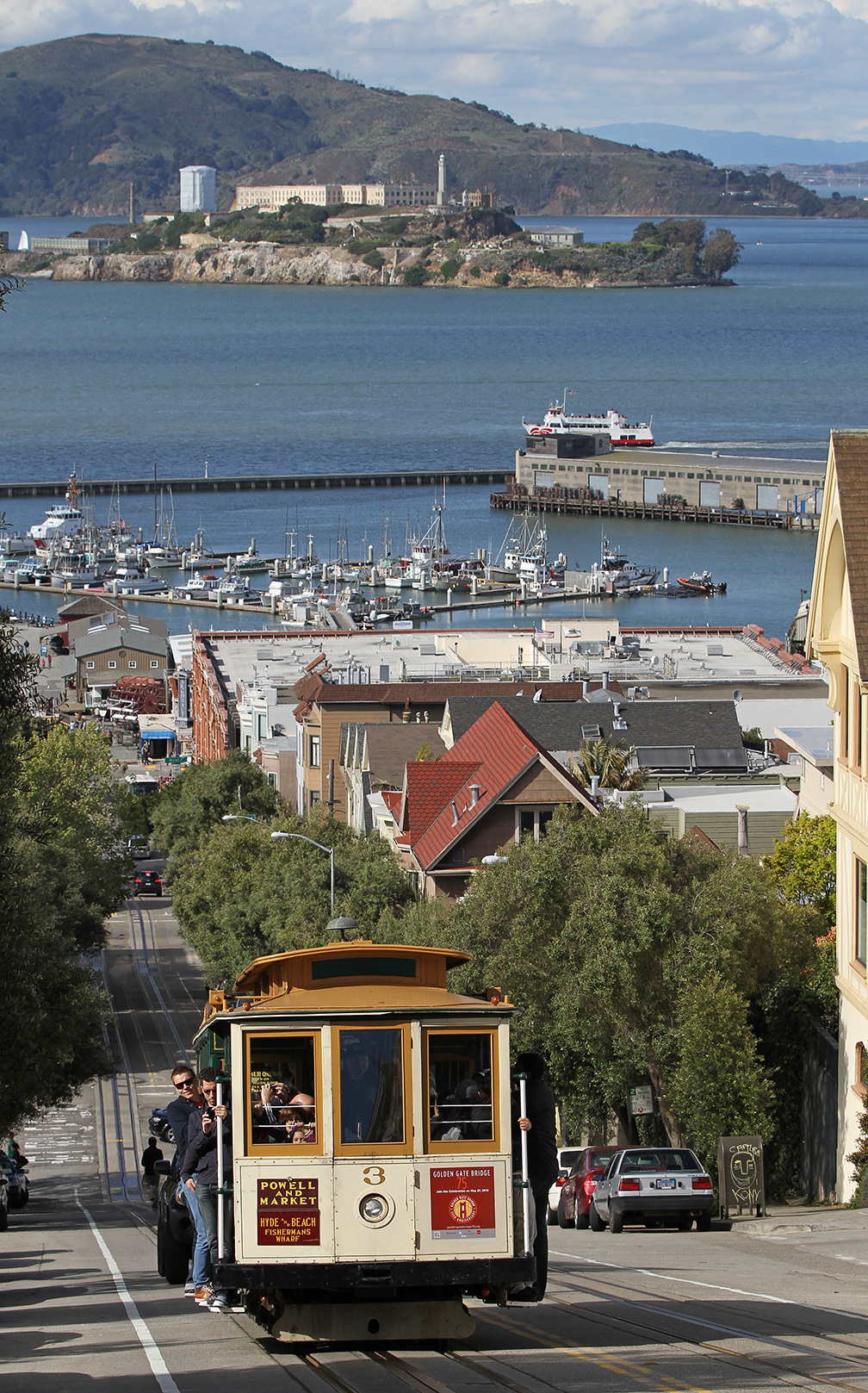
Một xe cáp đang đi lên Phố Hyde với đảo Alcatraz nằm trong vịnh phía sau

32% người dân San Francisco sử dụng giao thông công cộng để đi làm việc hàng ngày, xếp thứ nhất trên Tây Duyên hải Hoa Kỳ và thứ ba trên toàn Hoa Kỳ. "San Francisco Municipal Railway" (nghĩa là Đường sắt khu tự quản San Francisco), được biết như Muni, là hệ thống trung chuyển công cộng chính yếu của San Francisco. Muni là hệ thống trung chuyển lớn thứ bãy tại Hoa Kỳ với 210.848.310 lượt hành khách sử dụng trong năm 2006. Hệ thống này gồm có cả hệ thống xe điện đô thị và xe điện ngầm, gọi là "Muni Metro", và một hệ thống lớn toàn xe buýt. Ngoài ra, hệ thống này cũng điều hành tuyến xe điện thô sơ lịch sử chạy trên Phố Market từ Phố Castro đến Bến Ngư Phủ. Nó cũng điều hành các xe cáp nổi tiếng của San Francisco. Các xe cáp này được chính phủ Hoa Kỳ xếp hạng danh lam lịch sử quốc gia và là một điểm thu hút du khách chính.
"Bay Area Rapid Transit" (có nghĩa Trung chuyển nhanh vùng vịnh), một hệ thống đường ray cấp vùng, nối thành phố San Francisco với Vịnh East (vịnh phía đông) qua Transbay Tube (có nghĩa ống giao thông qua vịnh) nằm dưới nước. Tuyến ống này chạy dưới Phố Market đến Trung tâm Civic nơi nó quay về hướng nam đến Khu Mission ở phần phía nam thành phố và đi qua phía bắc Quận San Mateo đến Sân bay quốc tế San Francisco, và Millbrae.
Một hệ thống đường sắt đô thị khác là "Caltrain" chạy từ San Francisco dọc theo bán đảo San Francisco đến San Jose.
"Transbay Terminal" (có nghĩa nhà ga giao thông vịnh) phục vụ trong vai trò một điểm khởi hành hay kết thúc cho các tuyến xe buýt đường dài (thí dụ như hệ thống xe buýt toàn quốc Greyhound) và như xa cảng cho các hệ thống xe buýt vùng như AC Transit (phục vụ các quận Alameda & Contra Costa), WestCAT, SamTrans (phục vụ Quận San Mateo), và Golden Gate Transit (phục vụ Quận Marin và Sonoma).
Amtrak California chạy tuyến xe buýt con thoi từ San Francisco đến ga xe lửa phía bên kia vịnh trong thành phố Emeryville. Các tuyến đường sắt từ trạm Emeryville gồm có Capitol Corridor, San Joaquin, California Zephyr, và Coast Starlight. Cũng có tuyến đường sắt liên thành phố đi miền nam đến San Luis Obispo, California với trạm ngừng và chuyển tiếp qua Pacific Surfliner.

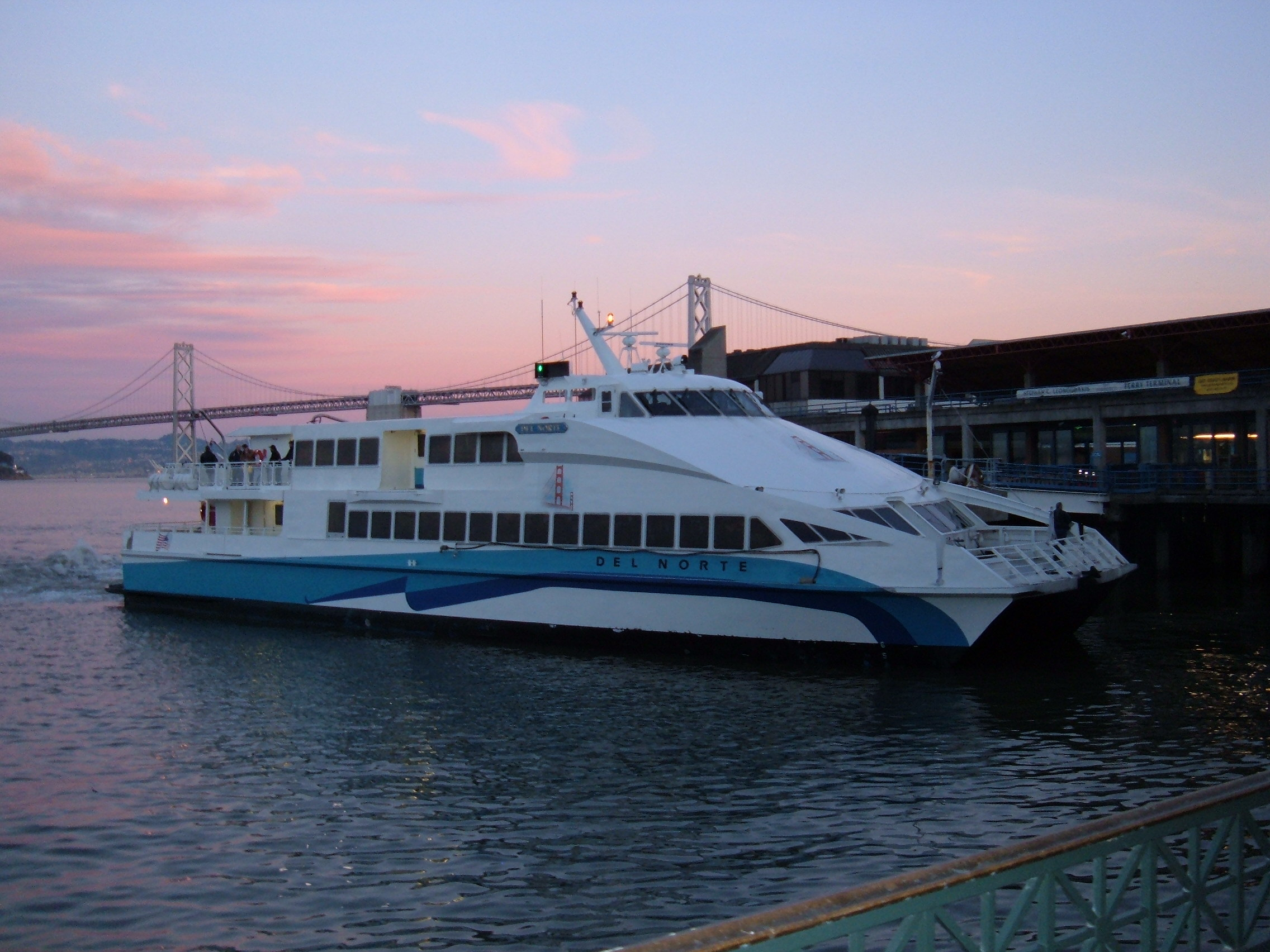
M/V Del Norte thuộc hệ thống Phà Golden Gate neo đậu tại nhà ga bến phà.

Megabus hiện thời tái phục vụ xe buýt liên thành phố tại tiểu bang California và Nevada. Hành khách San Francisco có thể chọn ba tuyến đường (San Francisco-San Jose-Los Angeles, San Francisco-Oakland-Los Angeles, & San Francisco-Sacramento-Reno). Điểm dừng tại San Francisco nằm trước trạm Caltrain ở ngã tư đường số 4 và Phố King.
"San Francisco Bay Ferry" (có nghĩa Phà Vịnh San Francisco) hoạt động từ nhà ga bến phà và Cầu tàu 39 đến các điểm tại thành phố Oakland, Alameda, Đảo Bay Farm, South San Francisco, và lên phía bắc đến Vallejo trong Quận Solano. "Golden Gate Ferry" (có nghĩa Phà Cổng Vàng) là công ty phà khác, phục vụ giữa San Francisco và Quận Marin. "Soltrans" (có nghĩa là Trung chuyển Quận Solano) phục vụ xe buýt phụ giữa nhà ga phà và Vallejo.

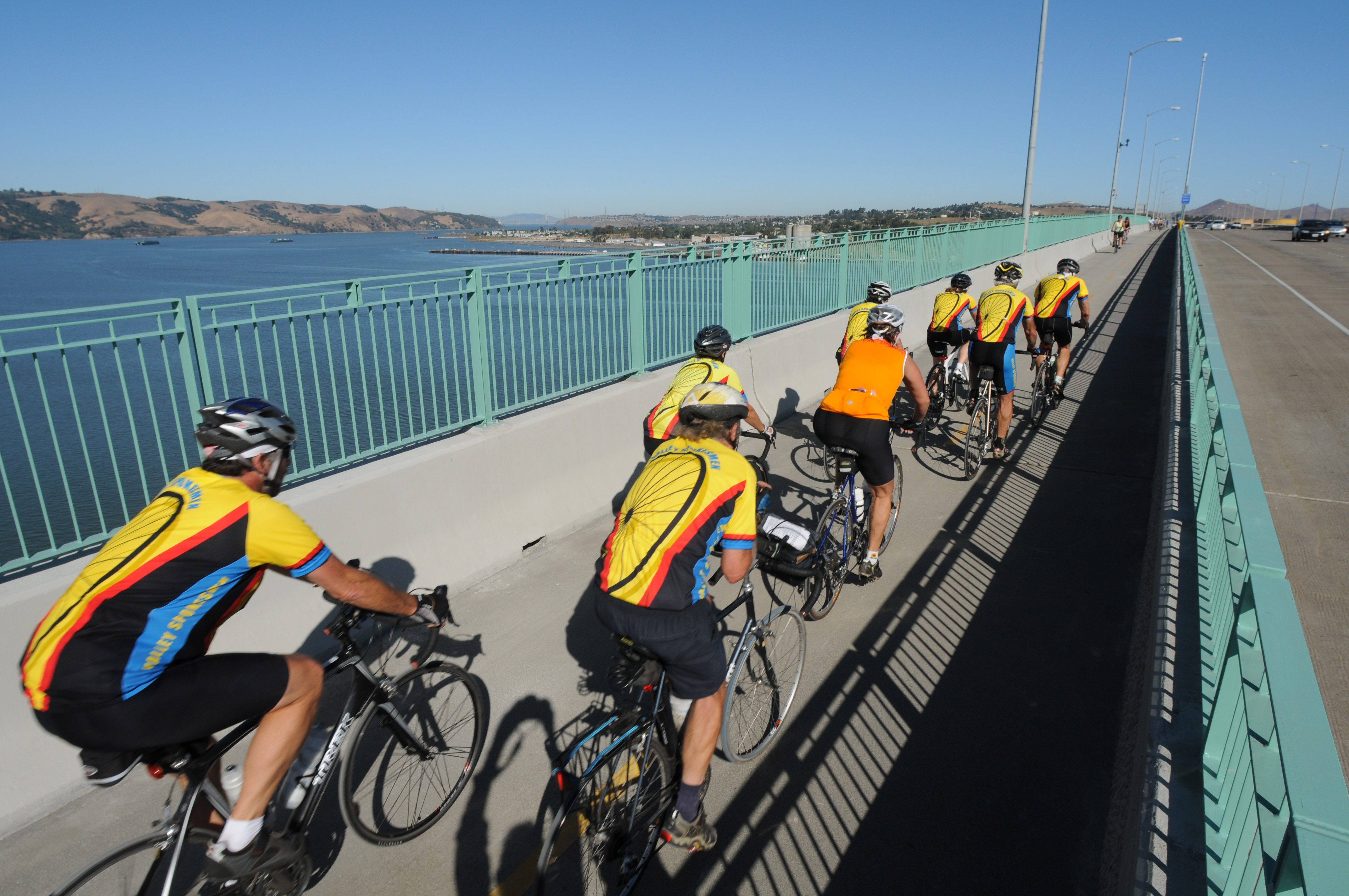
Đạp xe ở khu vực vịnh San Francisco

Xe đạp là phương tiện giao thông phổ biến tại San Francisco. 75.000 người dùng xe đạp đi lại làm việc hàng ngày.
Bộ hành cũng là cách giao thông chính. Năm 2011, Công ty tư nhân Walk Score (có nghĩa Ghi điểm đi bộ) xếp thành phố San Francisco là thành phố đi bộ nhiều nhất đứng thứ hai tại Hoa Kỳ.
San Francisco là nơi đầu tiên áp dụng việc cho thuê xe ngắn hạn, tính theo giờ (tiếng Anh là carsharing hay car sharing) tại Hoa Kỳ. Tổ chức bất vụ lợi "City Carshare" mở cửa năm 2001. "Zipcar" không bao lâu sau đó mở cửa.
"Cùng chia sẻ xe đạp" là dự án sẽ được giới thiệu vào tháng 8 năm 2013 cho thành phố San Francisco. Cơ quan Giao thông Khu tự quản San Francisco và Khu Quản lý Chất lượng Không khí Vùng Vịnh có kế hoạch khởi động hệ thống xe đạp gồm 500 chiếc tại trung tâm phố chính San Francisco.

### Các sân bay

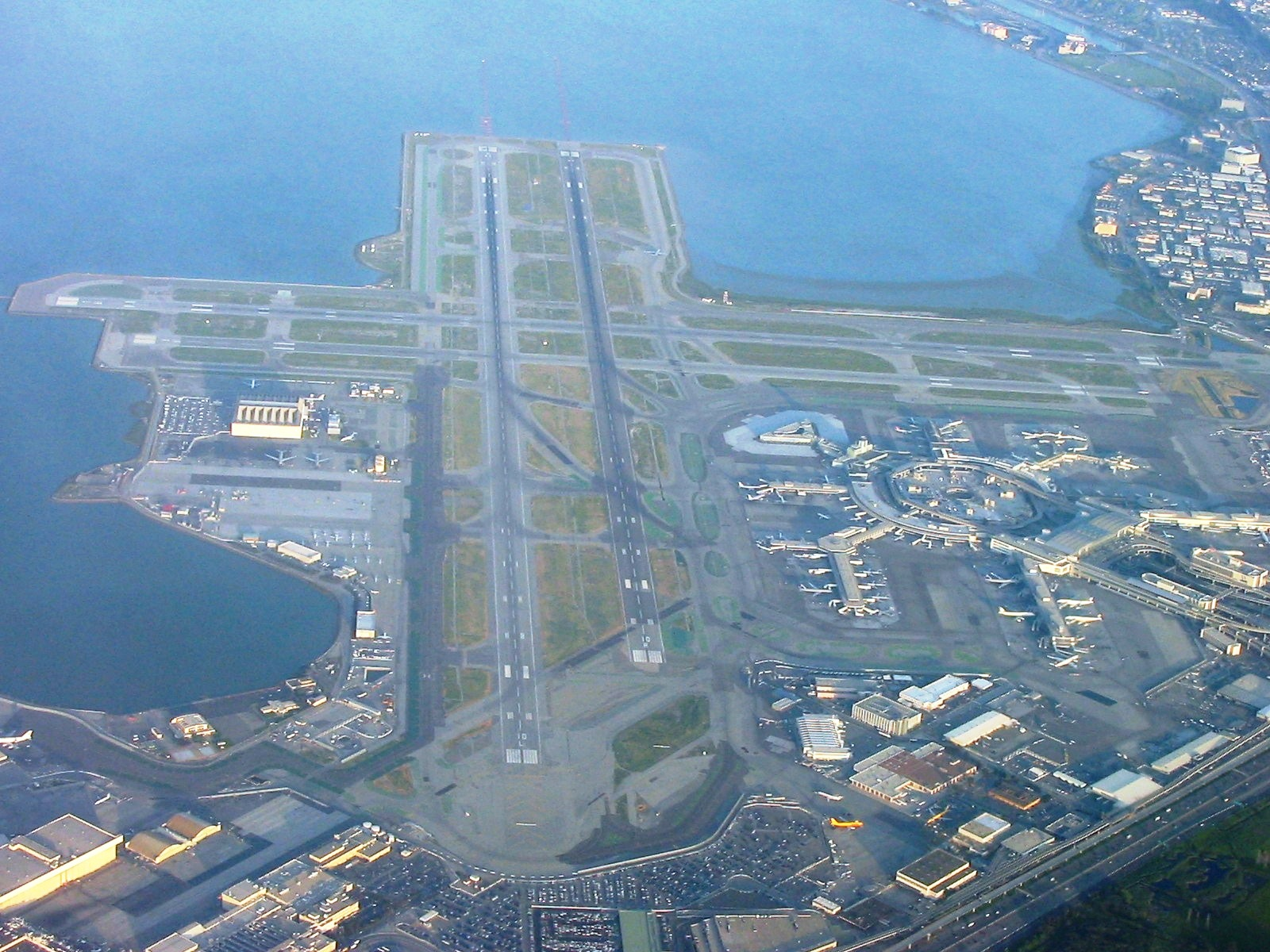
Sân bay quốc tế San Francisco (nằm trong Quận San Mateo những do thành phố San Francisco điều hành) là sân bay chính của San Francisco và Vùng Vịnh San Francisco.

Mặc dù nằm cách phía nam phố chính San Francisco khoảng 13 dặm (21 km) trong khu chưa hợp nhất thuộc Quận San Mateo, Sân bay quốc tế San Francisco (SFO) nằm dưới thẩm quyền của thành phố và quận San Francisco. SFO là trung tâm trung chuyển của các hãng hàng không United Airlines  và Virgin America. SFO là cửa ngỏ quốc tế chính đến châu Á và châu Âu với nhà ga quốc tế lớn nhất tại Bắc Mỹ. Năm 2011, SFO là sân bay bận rộn thứ 8 tại Hoa Kỳ và thứ 22 trên thế giới, tiếp nhận trên 40,9 triệu hành khách.
Sân bay quốc tế Oakland nằm phía bên kia vịnh. Đây là một sân bay giá rẻ và đông đúc, cho hành khách sự chọn lựa với Sân bay quốc tế San Francisco. Về mặt địa lý, Sân bay quốc tế Oakland nằm cách phố chính San Francisco một khoảng tương tự như Sân bay quốc tế San Francisco nhưng vì vị trí của nó nằm ở phía bên kia Vịnh San Francisco nên khoảng cách lái xe xa hơn từ San Francisco.

### Hải cảng

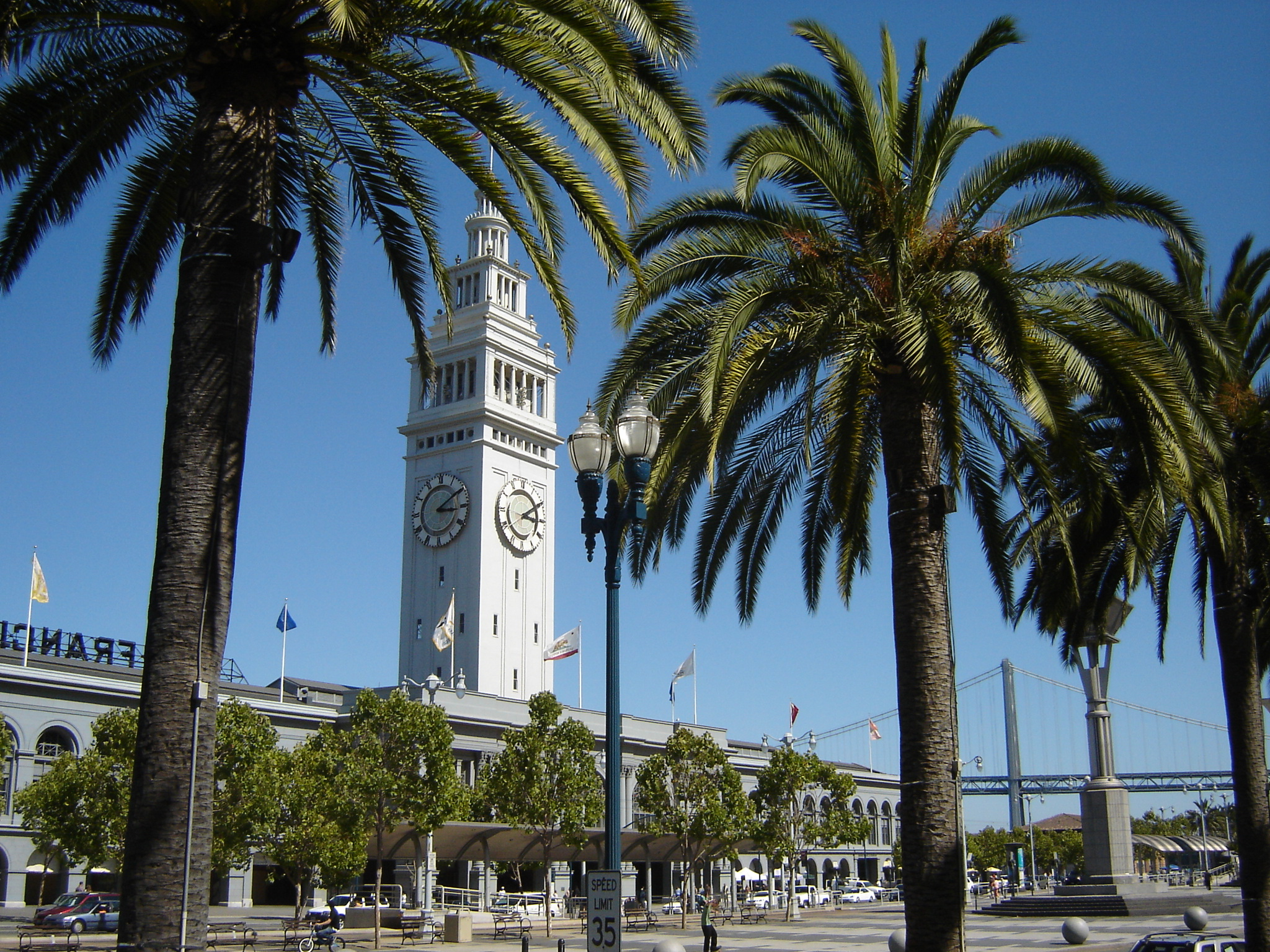
Bến phà San Francisco nằm dọc theo Embarcadero

Cảng San Francisco trước đây từng là một hải cảng lớn nhất và bận rộn nhất trên Tây Duyên hải Hoa Kỳ. Nó gồm có nhiều cầu tàu nằm thẳng góc với bờ vịnh. Cảng tiếp nhận hàng đi và đến từ các nơi liên-Thái Bình Dương và Đại Tây Dương. Hải cảng này là trung tâm tây duyên hải của ngành giao thương gỗ. Cuộc đình công Tây Duyên hải với sự mở màn là cuộc tổng đình công tại San Francisco năm 1934, một hồi quan trọng trong lịch sử công đoàn Mỹ, đã làm cho phần lớn các hải cảng Tây Duyên hải Hoa Kỳ tê liệt. Việc sử dụng các thùng lớn vận chuyển hàng hóa đã khiến cho các hải cảng sử dụng cầu tàu trở nên lỗi thời. Kết cục là đa số bến đổ cho tàu chở hàng hóa thương mại được di chuyển đến Cảng Oakland và Cảng Richmond.
Nhiều cầu tàu vẫn bị bỏ rơi trong nhiều năm cho đến khi Xa lộ Cao tốc Embarcadero bị san bằng để tái mở mặt tiền bờ vịnh và cho phép tái phát triển. Điểm nổi bật của cảng là Tòa nhà bến phà San Francisco. Tuy vẫn còn phục vụ hành khách đi lại bằng phà nhưng tòa nhà đã được chỉnh trang và tái phát triển thành một trung tâm thương mại và dịch vụ ăn uống. Các hoạt động khác của cảng hiện nay tập trung vào việc phát triển bất động sản bên bờ vịnh để hỗ trợ cho ngành du lịch và giải trí.
Hiện nay cảng sử dụng Cầu tàu số 35 để tiếp nhận từ 60-80 lần ghé bến của tàu du lịch và 200.000 hành khách đến thăm San Francisco. Các cuộc hành trình từ San Francisco thường bao gồm các chuyến du lịch bằng tàu đi và về đến Alaska và México. Dự án ga tàu du lịch James R. Herman mới tại Cầu tàu 27 được dự tính mở cửa năm 2014 để thay thế Cầu tàu 35. Nhà ga chính hiện thời tại Cầu tàu 35 không có khả năng tiếp nhận các tàu du lịch mới vừa dài và vừa chở được nhiều hàng khách. Nó cũng không thể cung cấp đầy đủ các tiện nghi cần thiết trong vai trò một ga tàu du lịch quốc tế.
Ngày 16 tháng 3 năm 2013, tàu du lịch Grand Princess thuộc công ty tàu du lịch Princess Cruises trở thành tàu du lịch đầu tiên sử dụng San Francisco làm cảng nhà quanh năm. Chiếc tàu này đưa khách du lịch đến Alaska, bờ biển của California, Hawaii và México. Chiếc  Grand Princess  sẽ ở San Francisco cho đến tháng 4 năm 2014.

## Đại sử quán, tổng lãnh sự quán và thành phố kết nghĩa
San Francisco tham gia chương trình thành phố kết nghĩa. Tổng số có 41 tổng lãnh sự quán và 23 lãnh sự quán vinh dự có văn phòng tại Vùng Vịnh San Francisco

### Thành phố kết nghĩa
| Abidjan, Bờ Biển Ngà (1986) Amman, Jordan (2010) Assisi, Ý (1969) Bangalore, Ấn Độ (2009) Barcelona, Tây Ban Nha (2010) Cork, Ireland (1984) | Đài Bắc, Đài Loan (1969) Haifa, Israel (1973) Thành phố Hồ Chí Minh, Việt Nam (1995) Kraków, Ba Lan (2009) Manila, Philippines (1981) Osaka, Nhật Bản (1957) | Paris, Pháp (1997) Seoul, Hàn Quốc (1975) Sydney, Úc (1968) Thessaloniki, Hy Lạp (1990) Thượng Hải, Trung Quốc (1979) Zurich, Thụy Sĩ (2003) |